# 中国抗日战争
中國抗日戰爭，簡稱抗戰、抗日，也被稱為日本侵华战争、第二次中日战争，是指1930年代至1945年中華民國與大日本帝國之間發生的戰爭，依據戰爭持續時間也通稱八年抗戰或十四年抗戰。這場戰爭的戰場主要位於中國境內，同時也包括缅甸北部等鄰接地區。
中國抗日戰爭起源於19世紀末期至20世紀初期，中日俄三國之間長期地緣衝突與經濟蕭條的大背景。1931年9月18日，日軍發動九一八事變，在100天內佔領整個中國東北地區:608。次年3月1日，日本參謀本部及關東軍在中國東北地區建立一新傀儡政權，名為「滿洲國」:612。此事引發國際聯盟譴責。1937年日军发动卢沟桥事变，日军由北平郊外卢沟桥闖入平津地区，因拒不撤退而進犯华北地区，致使中日全面开战。8月13日，国民政府军事委员会委员长蒋介石发表自卫抗战书，在上海對日发动淞沪会战，中日在江浙周边大规模激烈会战数月。12月13日，南京保卫战失守，日軍開始南京大屠杀；中国首都迁至陪都重庆，熱戰在武漢會戰後暫時趨緩，日本隨後改在新政策下，緩和與蘇聯的關係，扶植幾個主要的親日傀儡，並開始在南京推出不抵抗日本的中國政府代表。
1941年12月8日，日本艦隊突襲太平洋美国海軍基地珍珠港，太平洋其他地區日軍亦四出攻擊，美国、英國與日本互相宣戰，中國亦正式對日本及德國、意大利宣戰:689。ABCD包圍網逐漸形成。日本擴大戰事，主因在中國的消耗戰而資源吃緊，故欲奪取東南亞的石油和橡胶等资源，抗日戰爭遂併入第二次世界大戰亞洲戰場主線中。1943年11月，中、美、英三国元首發表《开罗宣言》，旨在使日本所竊取於中國之領土，例如東北四省、臺灣、澎湖群島等，歸還中國。1945年7月26日，美、英與中国對日本发出《波茨坦公告》，重申開羅宣言，命日本無條件投降:712-713。8月6日与8月9日美军分别在广岛和长崎投下原子弹，8月8日苏联根据《雅尔塔协定》的條件，单方面废止《日苏中立条约》并且展开八月风暴行动，進入中國東北。同年8月14日，日本天皇敕令，保證實行波茨坦公告規定之條件；9月9日，日本中國派遣軍總司令岡村寧次向中國陸軍總司令何应钦投降，中日战争告終:715。
中國抗日戰爭於二次世界大戰中有顯著影響，使日军约百萬的主力部队被牽制于中國战场，而無法向北进攻苏联配合德国的要求牵制蘇聯兵力，使得蘇聯遠東部隊調往歐洲得以保衛莫斯科，並使得日本无法調派精锐兵力支援太平洋和印度洋的战事，从而減輕了其他同盟国在各个战场的作戰壓力；雖然日軍占領東南亞及印尼等地，但日本海军無法登陸澳大利亚，阻斷同盟国印度洋石油供應鏈的計劃以失敗告終。抗日战争間接帮助盟军在太平洋戰場反攻，令日本無法和德國配合共同進攻蘇聯，亦间接改变苏德战争双方的兵力对比，紅軍之所以能夠全力對付德軍，也是因日本必先通過擊敗中國，才能完全配合在緬日軍進而入侵英屬印度及其它地區，甚而打破當時日本和德国及意大利战略合作的構想及打通欧亚大陸的目標。抗戰期間，中華民國與同盟國合流，外交地位顯著提高，並先後與英國、美國簽訂平等新約，戰後更成為聯合國創始國與常任理事國。

## 名稱
這場戰爭在中国大陆、台湾以及其他華人社會常稱為「抗日戰爭」，簡稱「抗戰」，亦稱「第二次中日戰爭」、「抗日衛國戰爭」。台灣史料常稱為「中華民國抗日戰爭」，中国大陆則通常称作中国人民抗日战争。亦称作“八年抗战”或“十四年抗战”。中国大陆官方于2017年将“八年抗战”改称“十四年抗战”，其中“八年抗战”名称源于以七七事变日本全面侵华开始至日本投降的八年时间，而“十四年抗战”则源于以九一八事变日本关东军侵占中国东北地区开始计算至日本投降的十四年时间。當描述的主語為日本時，则稱為「侵華戰爭」、「日本侵華戰爭」或「日軍侵華战争」。
日本方面，纷争爆发之初称为“北支事变”，1937年日本全面侵華時，9月日本近衛文麿首届会议官方稱戰爭為「支那事變」（日语：／ Shina jihen ?）。這四年期間，日方之所以用特別名稱描述軍事行動，一方面是要配合近衛聲明中的政治主張，即日本的行動其目的非滅亡與傷害中國人，而是為了協助推翻所謂的「殘暴」南京政府，並扶植滿蒙與汪政權，而中方认为此举實際目的，乃是用以規避「戰爭」字眼，構成「中日雙方從未正式宣戰」的理由，並在1941年偷襲珍珠港成功以前，成功以此避免作為重工業物資主要進口國的美國執行美國中立法「禁止出口戰爭原材料至任何交戰國」的措施，以免日本國內軍備工業斷炊。而日方更表示之所以没有宣布被称为战争，就是因为没有出現国际法要求对国家发动战争的意图。
1941年，日本發動太平洋戰爭後，東條英機內閣將其納入為「大東亞戰爭」的一部分，遂正式更名為「日支戰爭」承認其戰爭行為（日语：／ Nisshi sensō ?）。但在第二次世界大戰結束後，1946年6月，在中国抗议下，以外交部总务局长名义提出“关于中华民国的称呼”，要求避免使用“支那”，次官通报《关于避免支那称呼的事》传达给各省次官等，日本禁止繼續使用「支那」這個詞稱呼中國，日本陆军省军事科长田中新一上校在8月14日的内阁会议上称：“北支事变应该改名为日华事变。对方是扩张主义，所以我们的不扩张不成立。”，遂改名為「日華事變」，而至此「支那事變」一詞僅作為一個歷史名詞在歷史書中出現。
日本高等学校学习指导要领从1951年（昭和26年）修订开始，中学学习指导要领社会课编从1955年（昭和30年）修订开始，从1957年（昭和32年）开始全社会的中学历史教科书中使用日华事变。从1975年（昭和50年）开始，教科书中出现「日中戰爭」（日语：／ Nicchyū sensō ?），但学习指导要领仍然是“日华事变”。随着强调日本对华“侵略”的倾向与使用“日中战争”的称呼成比例增加，历史的认可也对该称呼产生重大影响，且随着中日联合声明，1970年代“日中战争”普及，“日华事变”不再使用。
在國際上，出於中立性考慮，「第一次中日戰爭」指中日甲午戰爭；而將「抗日戰爭」稱作「第二次中日戰爭」（Second Sino-Japanese War），并依不同情况将其视作第二次世界大战或太平洋战争的一部分。

## 戰爭背景
工業革命后，中国和日本作为东亚传统农业国家，在政治、军事上皆面对西方列强的威胁。日本在1868年开始的明治维新，推动日本国家的现代化、工业化。而主政中国的清政府在同一时期开始推行的洋务运动并未完全成功。至抗日战争结束，中国亦未能完成国家的工业化。

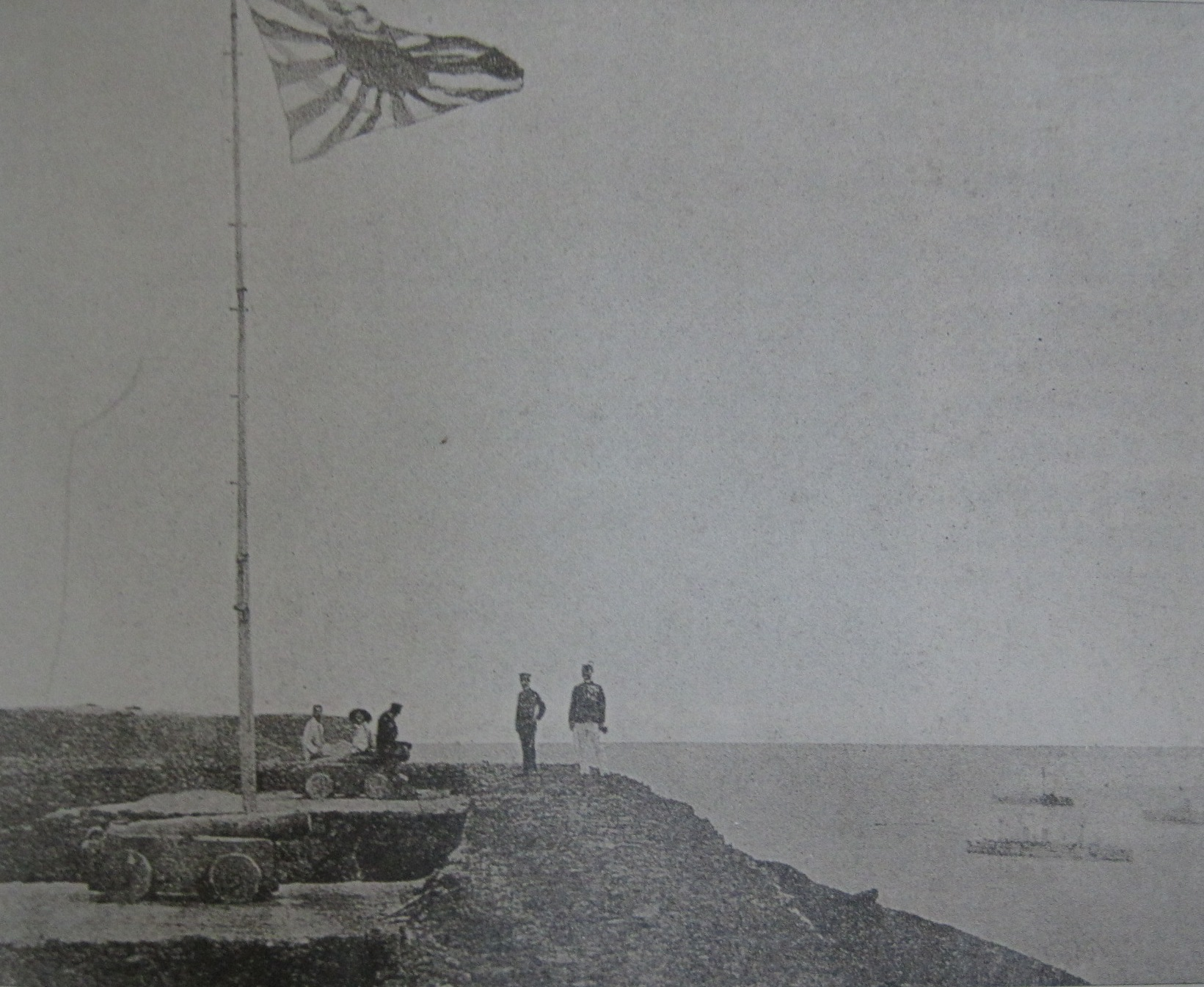
甲午战争中登陆澎湖列岛的日军士兵

明治维新后，日本国力日渐强大，在各種因素之下，日本對外擴張，確立「大陆政策」。此后，日本亦进入瓜分中国的列强行列。1874年，日本入侵台湾制造牡丹社事件，事後與清政府簽訂《北京专约》:77-79。1878年，日本設立直屬於天皇的參謀本部:76-77。1894年，甲午戰爭爆發。1895年，清政府求和，訂立《馬關條約》，依照條約：清政府承認朝鮮獨立，賠款二亿兩白銀，割讓台灣全島、澎湖列島及遼東半島，並開四處商埠與日通商；隨後，俄國立即聯合德國、法國等，要日本把遼東半島歸還滿清政府，增加賠款3千萬兩，此為三國干涉還遼事件，因此種下日俄之間仇恨，而引起1904年之日俄戰爭:8。
1900年，大清國發生義和團運動，引起八國聯軍事件:9。紛爭不斷，積弱不振，東北成為日、俄兩國覬覦侵奪目標:1。
1905年，在日俄战争中，俄國戰敗，與日本訂立《樸次茅斯和約》，俄國承認日本在朝鮮有各種優越利益，及監督保護之權；俄國將旅順、大連讓與日本；俄國築長春、旅順間之鐵路及其支線，及附屬利益讓與日本:10。
1914年7月，七月危機，隨後第一次世界大戰爆發。8月，日本因與英國同盟關係，對德國宣戰；中華民國則宣佈中立:10。日本第一步即以參戰國姿態出兵山東半島，奪取德國租借地；進而兵臨濟南，佔領膠濟鐵路全線:10。日本隨後在龍口登陸，竟完全越出租借地區，以及中國政府所劃之日德交戰區域，進佔濰縣，兵臨濟南，其間日軍徵收物資，役使人民，把中國視同敵人一般，直到德國在青島守軍完全降服後:10。
1915年1月7日，中國北洋政府認為戰事已告一段落，照會日本駐華公使日置益，要求日本撤兵:10。日本大隈重信內閣訓令駐華公使答覆中國日本拒絕撤兵，另外再令其向袁世凱直接提出分為五號之《二十一條》要求:11。1月18日，五號《二十一條》條約由日本駐華公使親手交到袁世凯手裡，打破國際慣例:11。5月7日，袁世凱政府承認日本二十一條要求:16。
1928年5月，日本為保護僑民，試圖阻止國民革命軍北伐，炮轟濟南城，與中國北伐軍發生交戰，造成濟南慘案，殺害國民政府外交部山東交涉員蔡公時等17人。1929年在全世界範圍內發生經濟大蕭條，日本經濟當時依賴於美國，也同受重創陷入混亂，加上蘇聯的共產主義威脅，促成了日本政經人士要求當局在中國東北，採取更趨激進的對外政策。

## 1931年—1937年

### 九一八事變

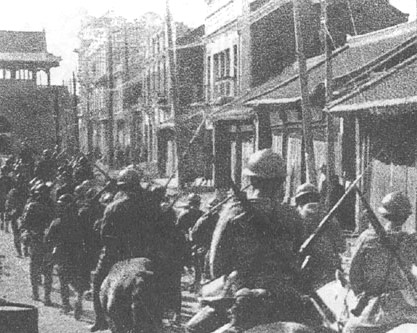
1931年9月18日，由於張學良未料日軍大舉進攻，令王以哲不加抵抗，故日军輕取沈阳。

1931年6月19日，日本參謀本部制定《滿蒙問題解決方策大綱》，決定在一年內佔領中國東北，旋命令關東軍執行:296。关东军、陆军省和参谋本部在东京策划入侵中國东北的军事行动:247。6月25日，為進犯中國東北尋找借口，日本制造「中村上尉事件」:296。1931年7月1日，日本警察在萬寶山地區屠殺中國農民，制造“万宝山事件”，並煽動朝鮮排華:296。蔣介石親任總司令，動用30萬兵力對中央蘇區進行第三次圍剿:296。7月6日，張學良密電東北政務委員會:24：「此時如與日本開戰，我方必敗，敗則日方將我要求割地款，東北將萬劫不復，亟宜避免衝突，以公理為周旋。」:3875。傳「8月16日，蔣介石以“銑電”密電張學良：『無論日本軍隊此後如何在東北尋釁，我方應不予抵抗，力避衝突，吾兄萬勿逞一時之憤，置國家民族於不顧，希轉飭遵照執行。』」:296，但為張本人一貫否認，「瞎說，瞎說，根本沒有這種事情」，至今也未發現蔣有所謂的「不抵抗指令」:195-220。1931年9月6日，张学良從北平發「魚」電給東北邊防長官公署軍事廳長榮臻，與東三省政務委員會代主席臧式毅:488：“查現在日方對外交漸趨吃緊，應付一切，亟宜力求穩健，对于日人无论其如何寻事，我方务当万方容忍，不可与之反抗，免滋事端。希迅即密電各屬切實注意為要。」:1259月6日，張學良電令駐瀋陽北大營旅長王以哲稱：「中日關係現甚嚴重，我軍與日軍相處須格外謹慎。無論受如何挑釁，俱應忍耐，不准衝突，以免事端。」，同日張學良電臧式毅、榮臻稱：「對於日人，無論其如何尋事，我方務須萬萬容忍，不可與之反抗，致釀事端。」:3915同日，部分日本兵員在東北召開領事會議，準備發動事變:27。
1931年9月18日，日本關東軍制造「柳条湖事变」，攻打瀋陽北大營中國駐軍，「九一八」事變爆發:296。当夜11時15分，日本關東軍自動將南满铁路柳条溝段鐵橋炸毀，誣指为东北军所为，開始攻进瀋陽北大营:97。時張學良方滯留北平，严令駐軍王以哲旅不作抵抗，日本軍遂於9月19日晨6時佔領瀋陽:97。東北軍在「少帥」張學良指示之下，不予抵抗:12。11月齐齐哈尔江桥抗战爆发，日军占领黑龙江省。東北三省遂全部失陷:28。

### 一二八事变

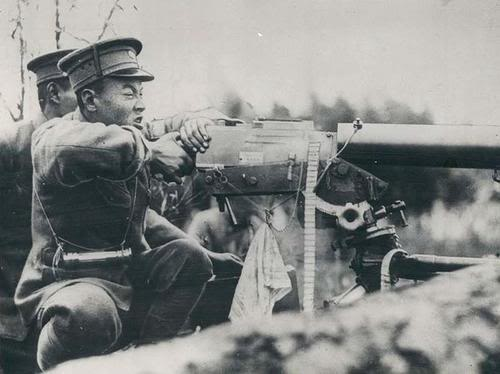
一·二八事變中的中國軍人

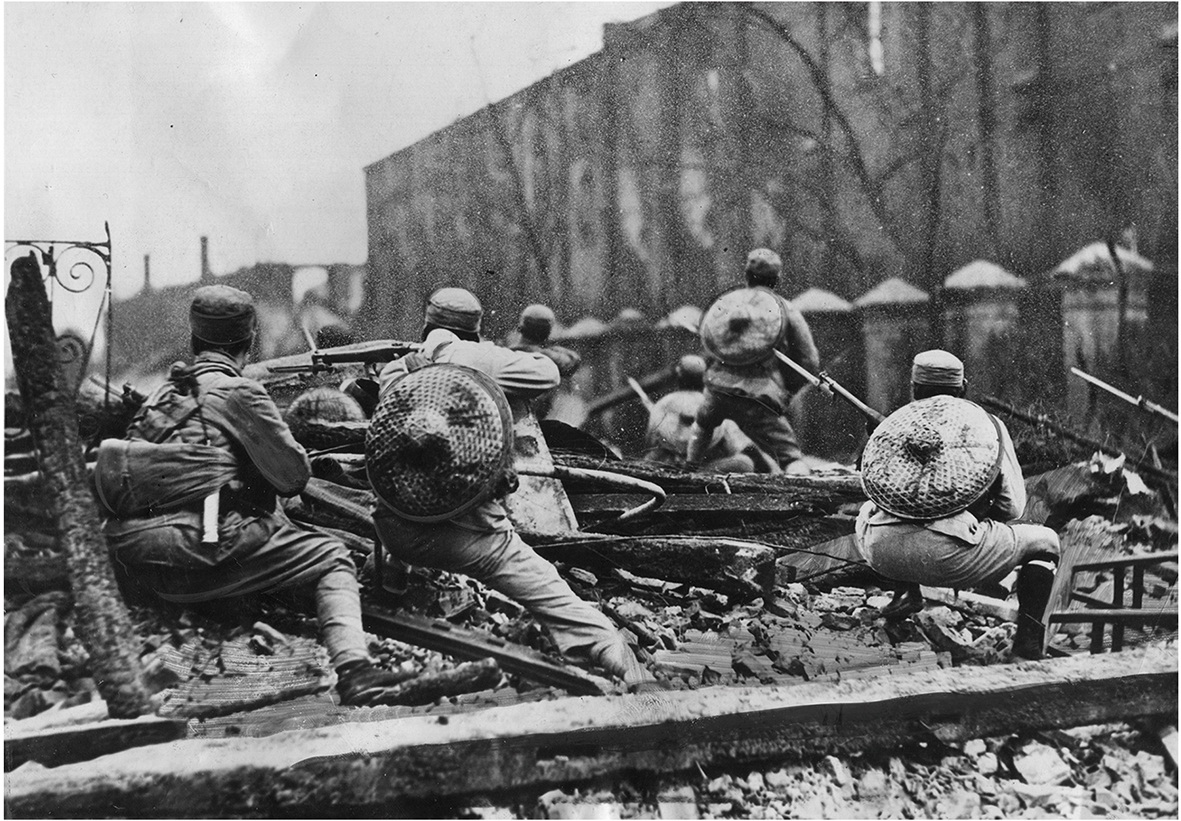
一·二八事變中的國民革命軍十九路軍在上海阻擊日軍

1932年，蔣重返南京主持政府後，就開始秘密準備抗日:19。1月2日，蔣發表演講，指陳宣戰之弊害。第一次淞滬會戰，發生於1932年1月28日，又稱「一二八事變」，日方稱「第一次上海事變」。「九一八事變」後，日方為轉移國際視線，並壓迫國民政府屈服，在上海不斷挑起事端。1932年1月28日晚11時半，日本海軍司令官鹽澤以發動事宜準備就緒，乃命日軍向上海闸北区、虬江路、青雲路、天通菴等地進犯，中國駐軍國民革命軍第十九路軍以守土有責，遂奮起抵抗:99。淞滬抗戰開始:296。2月1日，日本軍艦砲轟南京；2月4日，國民政府召集各界領袖，在洛陽舉行國難會議，惟軍政負責人仍留南京，至12月政府正式遷還:611。2月3日，蔣抵洛陽，會商對日抗戰計劃，2月5日由洛陽往鄭州，行經黑石關以東至汜水之間，觀察地形:126。2月8日，以最精銳之第八十七、八十八兩師編成國民革命軍第五軍，馳滬增援，仍以第十九路軍名義加入戰鬥:99。2月14日，張治中奉命率第五軍到上海增援:296。
陳銘樞第十九路軍在軍長蔡廷鍇、總指揮蔣光鼐率領下奮起抵抗。日軍三度增兵，四易主帥，前後出兵10萬人，戰線延及吳淞、太倉、嘉定一帶，日機並轟炸蘇州、杭州，軍艦亦逼近南京威脅。3月2日，第十九路軍因後援不繼，蒋光鼐、蔡廷鍇、戴戟發表撤退通電:296。
戰役歷時33天，3月2日，日軍在太倉瀏河登陸，第十九路軍腹背受敵，被迫全線撤退；其後日軍佔領真如、南翔，宣布停戰。3月19日，中國在上海英國領事館與日方舉行會議，5月5日签訂《淞滬停戰協定》五款:100。主要內容如下：劃上海為非武裝區，规定中國在上海至蘇州、昆山地區無驻兵权，只能保留保安队，日本在該地區則可以驻兵:297。日軍返回戰前原駐地，國軍暫留現駐地位:611。5月19日，蔣下令調十九路軍開往福建剿共:297。是役參戰日軍約6萬人，國軍約7萬人，武器雖遠遜於日本，仍能力戰月餘，士氣民心之旺，博得各界贊佩與同情:611。11月，蔣在參謀本部下設立「國防設計委員會」，悄悄展開與德國軍事和經濟合作:19-20。

### 满洲国

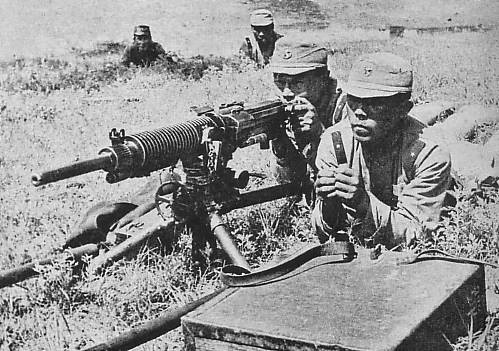
滿洲國士兵

1932年1月16日，鄭孝胥、臧式毅等在瀋陽舉行「滿洲善後大會」，籌備組織日本傀儡國滿洲國:101。3月9日，傀儡組織舉行建國典禮，以清朝遜帝溥仪為「執政」，定年號為「大同」，定都於長春（改名為「新京」），重要機關或由日本人任顧問，或由日本人充要職:101。鄭孝胥任國務總理:296。由駒井任「國務院」總務廳廳長，總攬大權，日本人分任次長及司長把握主權，各機關均有日本人:28。本庄繁於是時對外國干涉提出威嚇:29。6月14日，日本政府對「滿洲國」予以承認:29。8月8日，日本派關東軍司令官武藤信義為駐「滿洲國」特派全權大使及關東長官，其權力等於總督:29。9月13日，日本武藤信義為大使，於9月15日與其總理鄭孝胥簽訂「日滿協定書」，許日軍駐紥東北，確認日本人在東北之權利與利益:102。於是攫取東北鹽稅、郵權，及關稅，東北遂淪入日本人鐵蹄之下:102。
由於國際社會對日本在中國東北侵略態度放任，日本扶植「滿洲國」傀儡政權得以出籠。1934年3月1日，滿州國發佈日人代擬之「滿洲國組織法」:101。溥儀在長春由「執政」改稱「皇帝」，改年號為「康德」:297。

### 长城戰役

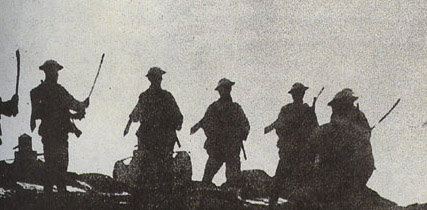
1933年长城抗战中，手持大刀的中國士兵

1933年1月1日，日軍进攻山海关，中國守軍何柱國所部安德馨營英勇抵抗，經兩昼夜激戰，全部殉國:297。日本關東軍在山海關炮擊榆縣城，中國守軍奮力還擊，與日軍巷戰。1月3日，日军攻陷山海關:100。隨後日軍加緊西進，關東軍司令官武藤信義部署3路進犯熱河，東北軍守凌源腹背受敵，退守長城要塞喜峰口。3月1日，熱河省政府主席湯玉麟扣留軍用汽車偷運鴉片輸送天津，3月3日夜竟率所部滿載私物潛逃:101，不戰棄守承德:297。3月4日，日軍以120名騎兵先頭部隊佔領承德:297，熱河各地隨之陷落:101，日本将热河并入满洲国:8。3月6日，蔣由漢口乘車北上，3月7日到鄭州；3月8日抵達石家莊；3月9日到保定；3月25日，蔣才乘機離開:357。3月8日，政府通緝湯玉麟，命軍政部長何應欽駐節北平，馳調國軍北上增援:101。3月9日，日軍搶佔喜峰口，傍晚，奉軍長宋哲元令，第一〇九旅旅長趙登禹率兵跑步馳援抵達戰場；考慮到日軍日間火力優勢，宋哲元派趙登禹帶隊夜襲，並將第三十八師董升堂團也交趙登禹指揮。3月10日，第二十九軍趙登禹旅在喜峰口與日軍激戰:297。3月11日深夜，趙登禹親自帶「大刀隊」500人只帶大刀和手榴彈分兩路雪夜行軍，於3月12日凌晨夜襲日軍，砍死砍傷逾千人，繳獲坦克11輛、裝甲車6輛、大炮18門、機槍36挺、飛機1架，500名大刀隊員僅23人生還。此后，日军继续进攻，突破中国守军的长城防线:8。中日兩軍在長城爆發軍事衝突，雖然中國軍隊在幾次戰鬥中占上風，但在日軍迂迴包抄下，北平、天津受到威脅，因而簽訂《塘沽協定》，中國軍隊撤到長城以南:12。5月31日，黃郛遣代表熊斌與日方代表岡村寧次签订《塘沽協定》:101。
1933年5月初，日本关东军派遣伪军刘桂堂部、张海鹏部、李守信部，共约1万6千多人向察哈爾進攻:126。5月26日，冯玉祥、方振武、吉鸿昌等在張家口组织察哈尔民众抗日同盟军，冯玉祥任总司令:297。6月22日，察哈尔民众抗日同盟军收復康保:297。一个月后伪军反攻，重新占领了多伦:131-135。

### 華北事变

被日方要求「自治」的華北五省
國民政府實際控制國土
其他國家

1934年11月7日，蔣在綏遠會見榮王、德王、潘王等蒙人與黨政人員，並對各主席和邊外將領指導一切:366。
1935年與1936年，中國為保衛華北，兩度不惜一戰:659。1935年4月起，日軍開始積極策動「華北自治運動」。日本軍方以動武威脅，迫使中央政府黨、政、軍人員和機關撤出河北省、察哈爾省，並要求中方取締軍民排日行為:12。6月27日，察哈爾省政府代主席秦德純接受關東軍特務長土肥原賢二之條件，撤退張家口駐軍及中國國民黨黨部，解散排日機關，協助日本人在內蒙活動，允許不向察哈爾省移民，是為「秦土協定」:634。7月6日，國民政府軍事委員會北平分會代理委員長何應欽与日本中國駐屯軍司令官梅津美治郎达成《何梅協定》:11。從此軍事委員會北平分會，繼駐平政務委員會之後，同歸終了，國民政府失去對河北省之統馭力:634。國民政府在北平成立冀察政務委員會，由第二十九軍軍長宋哲元出任委員長，第二十九軍各師師長分任北平、天津等市市長:13。土肥原賢二催宋哲元與商震宣布自治:637。冀察政務委員會是受南京國民政府節制之地方行政機關；但對日本軍部，宋哲元等人就是下一個溥儀:14。
1935年11月9日，上海公共租界發生中山水兵射殺事件。11月，土肥原賢二操縱多个漢奸組織聯名致电北平宋哲元、河北商震、山東韓復榘、山西徐永昌、綏遠傅作義、察哈爾張自忠等，要求開放政權，允許「自治」。11月24日，河北省薊州密雲區兼灤州榆關區行政督察專員殷汝耕在日軍唆使下:637，在通縣通電全國，宣布脫離國民政府獨立，「冀東防共自治委員會」:637宣告成立，殷汝耕擔任「委員長」。12月25日，殷汝耕又宣布將「冀東防共自治委員會」改組為「冀東防共自治政府」，轄25縣:637，自任「政務長官」。1935年12月18日，國民政府設立冀察政務委員會，對抗殷汝耕的冀東防共自治政府，使日本軍方所期盼之「自治」政府完全失去設立之根據，土肥原擾攘數月之分離華北陰謀只得暫時擱置:378。1937年7月，日軍相繼攻陷北平、天津，在日軍指令下，冀察政務委員會經濟委員會主席王克敏等人在北平成立「中華民國臨時政府」；「冀東防共自治政府」也被併入。

### 绥远抗戰

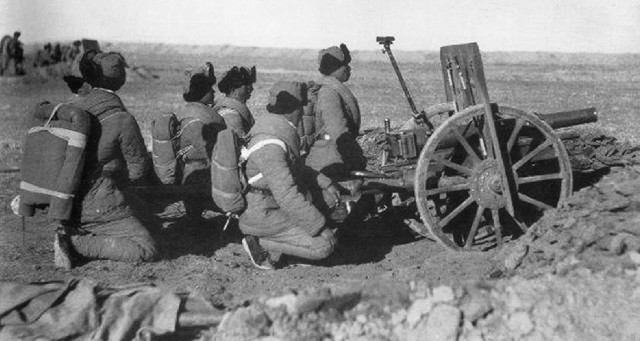
1936年11月，傅作義部在綏遠戰鬥

1936年5月12日，成吉思汗第三十世孫、察哈爾省原政府委員德穆楚棟魯普親王（即德王）在日軍支持下，宣布成立「蒙古軍政府」並自任「總裁」。11月，德王自組織內蒙古軍政府，“西北蒙汉防共自治军”改称大漢義軍，并一再侵攻綏遠:51-66。1936年11月26日，綏遠省政府主席傅作義部克復蒙軍盤踞之百靈廟，是五年來中國首次攻勢:639。陳誠率軍赴援，稱：「人所待我者為不戰而屈，今後我決戰而不屈。」:639

### 攘外必先安內
蔣提倡的「先安內，後攘外」國策，即先剿平中共和地方割據勢力，再凝聚力量抗日，與國內激昂的民族主義浪潮背道而馳:20。
1933年11月20日，在福州召開「人民代表大會」，成立「中華共和國」，李濟深任主席，廢除中國國民黨:615-616。11月21日，中華蘇維埃中央政府及工農紅軍曾與福建省政府及第十九路軍訂立同盟協定，雙方停止軍事行動；第十九路軍允盡力消滅福建與蘇區間一切障礙勢力，雙方恢復商品貿易，並採互助合作原則；福建省政府及第十九路軍贊同福建境內革命之一切組織之活動:624。
中國軍隊擁有龐大陸軍系統，從1933年起陸軍裝備、編制整頓:53。

1934年，中共依蘇聯指示长征，冀取得物資；蔣介石則藉「剿共」控制西南

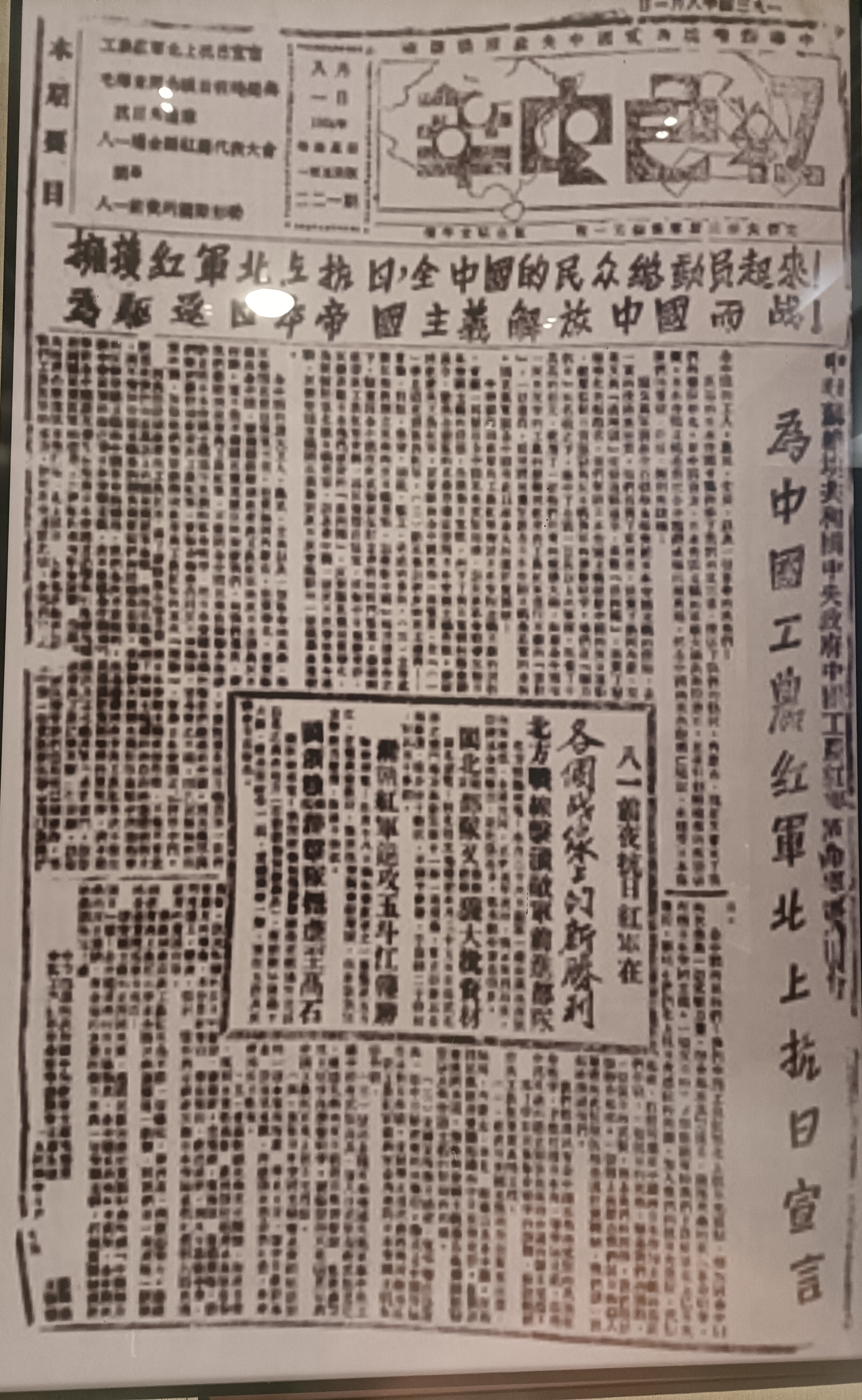
1934年8月1日，《红色中华》全文刊登的《中华苏维埃共和国中央政府、中国工农红军革命军事委员会为中国工农红军北上抗日宣言》

1935年，蔣加快備戰，首先在全國各地推行「新生活運動」，灌輸民眾「軍國民教育」；接著，國防設計委員會改為資源委員會；藉著追剿「長征」紅軍，中央軍政進入西南各省；統一貨幣，實施「兵役法」:20。8月1日，中國共產黨和蘇維埃政府發表《為抗日救國告全國同胞書》，是關於建立抗日民主統一戰線之嶄新綱領，又稱《八一宣言》；宣言果斷放棄中共自九一八事變以來一直執行之左傾關門主義的「反帝下層統一戰線」策略，首次提出建立第二次國共合作之主張:93。12月9日，中共北平临时市委的彭涛等人通过「北平学联」发动反对蒋介石“攘外必先安内”，要求“停止内战、一致对外”的一二·九学生运动。學生1,000餘人出動示威，反對自治运动，要求停止一切內戰，與軍警衝突，數人被捕:641。12月中共中央政治局在陝北召開瓦窰堡會議，正式將「反帝下層統一戰線」策略發展為反日反蔣、上層與下層雙管齊下之統一戰線策略:93。
1936年，蔣暗中和中共談判，積極和各個地方軍系談和，完成中央軍30個師整編:20。5月，日本破壞海關緝私，並增兵華北，中國一再提出抗議:33。日本總想待中國內變，但是不若其所希望，兩廣問題不但未引起內戰，反使團結加強:659。9月，基於建立“抗日民族統一戰線”大局，中共中央發布《關於逼蔣抗日問題的指示》，放棄反蔣方針，確立「逼蔣抗日」:93。12月23日，日本首相廣田弘毅在樞密院報告，如果國民政府以容共為條件，與張學良妥協，日本即斷然排擊:659。國內各股勢力都願意服從蔣指揮，共同對抗日本；促使蔣必須一改從前暗中準備抗日之態度，採取更強硬立場回應日本挑釁:20。中共在西安事變後認為：「目前只要三方面團結，真正的硬一下，使中央軍不敢猛進，有可能釋放張學良，完成西北半獨立之局面。」:37

## 1937年—1938年
1937年初，天津日本駐屯軍司令田代皖一郎再與冀察政務委員長宋哲元談判華北經濟問題，以南京不同意日方要求，仍無結果:659。日本有「甲等師團」17個陸軍常備師團，加上各特種部隊，兵力約40萬人；有後備軍人動員體系，完全編組後備師團，兵力可達400萬人:21-22。4月，日本再增兵平、津；外務相、大藏相、陸軍大臣、海軍大臣會議，決使華北成為防共、親日、親滿地區；報紙聲言擴大塘沽協定及冀東防共自治政府，不令華北「中央集權化」，甚至有驅逐第二十九軍之說:659。
從明治維新開始，日本就模仿普魯士參謀本部建立參謀作業；戰術靈活，戰場部署不苟，單兵戰鬥基本動作完全按照教典展開；砲兵測量與步兵、裝甲部隊協同作戰熟練，空中火力到位:21-22。戰爭開始時，日本在軍事和經濟方面都佔有強大優勢，計劃採用速戰速決之作戰方針，甚至提出「三個月滅亡中國」；面對日軍強大攻勢，在中國形成以國共兩黨合作為基礎之抗日民族統一戰線，制訂全國抗日軍事方針，建立全民族抗戰之政治、軍事體制:164。中國在抗戰爆發前夕，陸軍共138個師，180多萬人，部隊編制、器械和訓練落伍，戰力低落，沒有後勤動員能力；部隊有三分之二以上是原來地方勢力之武力，靠主官個人關係維繫士氣，沒有國家觀念；政府國軍德械師只有8萬人；軍隊現代後勤、醫療和訓練體系建立不久，個別省區部隊裝備是民初單發槍械，停留在清末水平:22。戰爭初期，日軍憑藉軍事裝備，相繼佔領北平、上海、南京等城市，控制主要交通點線；中國軍隊武器裝備落後，利用廣闊國土空間，採取逐漸消耗乃至消滅日軍之防禦作戰方針，挫敗日軍速戰速決之計劃:164。日本艦艇有285艘，排水量1,400萬噸，空軍飛機2,500架；中國艦艇有50多艦，排水量5萬7千噸，空軍飛機500架:22-23。
面對日本侵略，在中國抵抗日本侵略之戰爭中，正面戰場之中國軍隊頑强抵抗日軍之進攻，在淞滬抗戰、武漢保衛戰、長沙保衛戰等多次大規模戰役中顯示中國軍民之決心:164。可見，倘若不是中國百般忍讓，全面戰爭早就發生；倘若不是日本要在華北製造另一滿洲國，全面戰爭或將再延遲相當時日:659。

### 七七事变

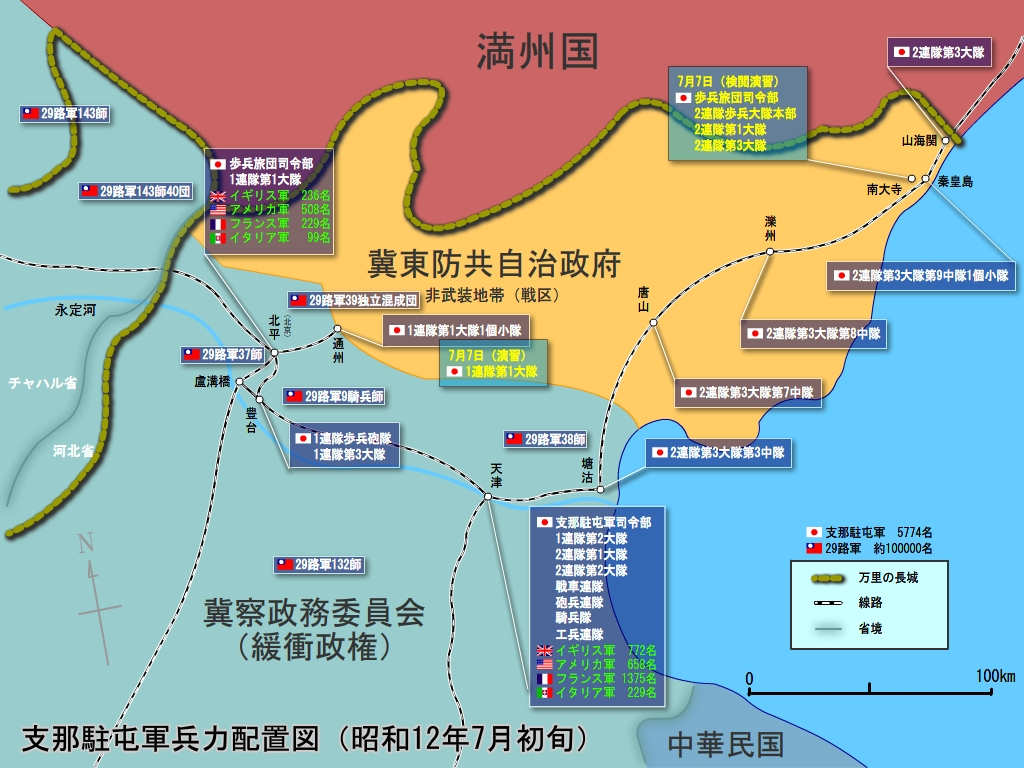
七七事变前形势图

1937年5月，關東軍司令植田謙吉在熱河承德，田代皖一郎在天津分別召開會議，加緊壓迫綏遠、華北:659。6月初，近衛文麿組閣，廣田改任外相，一意將就軍人；關東軍參謀長東條英機揚言，為對俄作戰，應先予南京政府以武力打擊:659。4月日軍宛平城外演習砲聲傳到鄰縣，6月以來，駐豐台日軍演習漸增至三至五日一次，初為虛彈射擊、晝間演習，後竟實彈射擊、實行夜間演習，且有數次演習部隊竟要求穿宛平城而過:5457-5458。

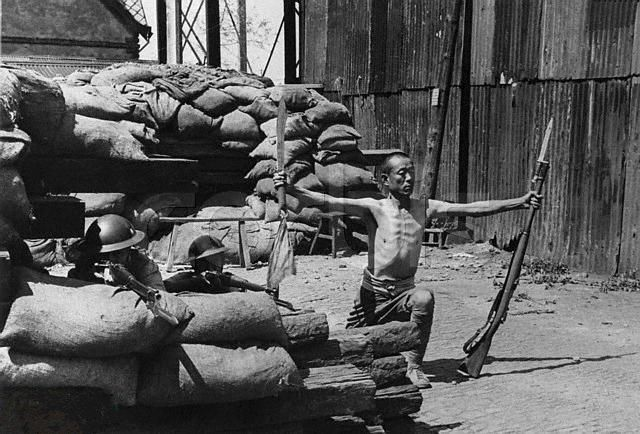
手持大刀和步槍的国民革命军第二十九军戰士

 1937年上半年以前，中國軍隊在華北前線駐防只有第二十九軍1個軍兵力，分散於張家口、北平、天津及平綏鐵路、北寧鐵路沿線，兵力十分單薄:53。宋哲元的第二十九軍，轄4個步兵師、1個騎兵師、1個特務旅、2個保安旅，總兵力約10萬人:56。
7月6日，駐豐台日軍不顧大雨、道路泥濘，在蘆溝橋鐵路橋東北龍王廟演習場地，以蘆溝橋為攻擊目標，進行攻擊演習，至宛平城東門外要求通過宛平城到長辛店地區演習，遭中國軍隊拒絕，雙方交涉至晚間，日軍退回豐台:5463。
7月7日，盧溝橋事變爆發，晚7時30分，駐豐台日軍河邊正三旅團第一聯隊第三大隊第八中隊，由隊長清水節郎率領至蘆溝橋西北龍王廟附近演習，晚10時40分宛平中國軍隊突然聽到城東北日軍演習響起槍聲，數名日軍到宛平城聲稱丟失一士兵，國軍拒絕其進城搜查要求，日軍立即包圍宛平城，並開槍示威；北平東交民巷日本華北駐屯第一聯隊長牟田口廉也大佐據清水節郎報告，即令豐台一木清直大隊長帶領第三大隊前往盧溝橋指揮戰鬥，夜12時，日本駐北平特務機關長松井久太郎電話通知冀察政務委員會外交委員會，第二十九副軍長兼北平市長秦德純當即答覆，「蘆沟桥是中國領土，日本軍隊事前未得我方同意在該地演習，已違背國際公法，妨害我國主權，丟失士兵我方不能負責；日方更不得進城檢查，引起誤會」:5463-5464。在日本的寺平副官依然堅持下，日軍包圍盧溝橋，開始從東西兩門外炮擊城內，中國軍隊第二十九軍吉星文奉命率團反擊，是為盧溝橋事件或七七事变:307-308。日本則稱為“北支事變”:317。7月8日凌晨2時，冀察政務委員會派宛平縣長王冷齋與松井久太郎交涉，當時失落之日軍已歸隊，4時日方代表要求宛平城內國軍從東門撤至西門，由日軍佔據東門再行調查被拒；談判期間，4時50分日軍向宛平城開炮轟擊，國軍第二十九軍吉星文第二一九團金振中營開槍還擊，中國抗日戰爭揭幕:5464。「七七事變」在日方看來，仍然算是許多大小衝突之一；日軍在宛平縣郊演習，姿態耀武揚威，還要求進城搜索，全是在製造藉口，壓迫中方讓步；實際上，日本並不將中國放在眼裡，軍部設定假想敵是蘇聯；東京根本沒有打算在中國擴大戰事，只打算鞏固華北勢力範圍，擴大日本利益；但華北、東北日本少壯軍官卻嫌打打停停太緩慢，主張再給中國「一擊」，令中國就範；七七事變後，日本內部「擴大」與「不擴大」兩派相持不下；擴大派占上風，東京下令增兵華北:12-13。
7月8日，蔣在當日寫下：「倭寇在蘆溝橋挑釁：一、彼將乘機我準備未完之時，使我屈服乎；二、與宋哲元為難乎，使華北獨立化乎；三、決心應戰，此其時乎；四、此時倭無與我開戰之利。」:19中共中央發表通電，向中國人民呼籲：「平津危急！華北危急﹗中華民族危急！只有全民族實行抗戰，才是我們的出路！……全中國同胞，政府，與軍隊，團結起來，築成民族統一戰線的堅固長城，扺抗日寇的侵掠！國共兩黨親密合作抵抗日寇的新進攻！」:94
事變發生時，宋哲元在山東老家，幾天後才趕回天津坐鎮；宋為保存實力，不願拿地盤和部隊與日本硬碰，想透過與日方交涉保持局面，盡量委曲求全；於是宋擱置部下之備戰計畫，不顧南京電報，和日軍私下洽談停戰協議；宋為「表示談判誠意」，下令撤除北平沙包和拒馬:18。

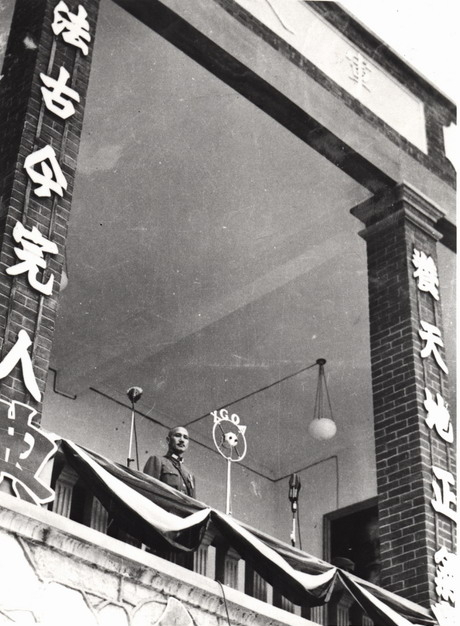
蔣介石发表廬山聲明

7月17日，蔣寫道：「倭寇使用不戰而屈之慣技暴露無餘，我必以戰而不屈之決心待之，或可制彼兇暴，消彌戰禍乎。」:21蔣发表《對於蘆溝橋事件之嚴正表示》（廬山聲明），正式表明準備全面抗戰的方針:328-329。
7月14日，毛澤東等致葉劍英電，向南京政府表示：「願在蔣指揮下努力抗敵，紅軍主力準備隨時出動抗日，已令各軍十天內準備完畢，待令出動，同意擔任平緩線國防。」:94中國共產黨毛澤東及紅軍將領，請蔣嚴令第二十九軍保衛平、津、華北，動員全國海陸空軍，驅逐日寇出中國，紅軍願在其領導之下為國效命:662。中国共产党首要毛澤東、朱德、周恩來等，聯名電呈蔣，願在領導之下，為國效命:120-121。蔣之嚴正表示得到中國各地勢力支持，陝北中國共產黨及紅軍、四川川系、廣西桂系、山西晉系、西北马家军、云南滇系等軍政将领一致表态拥护南京國民政府，要求共同抗日:330-332。

### 平津作戰

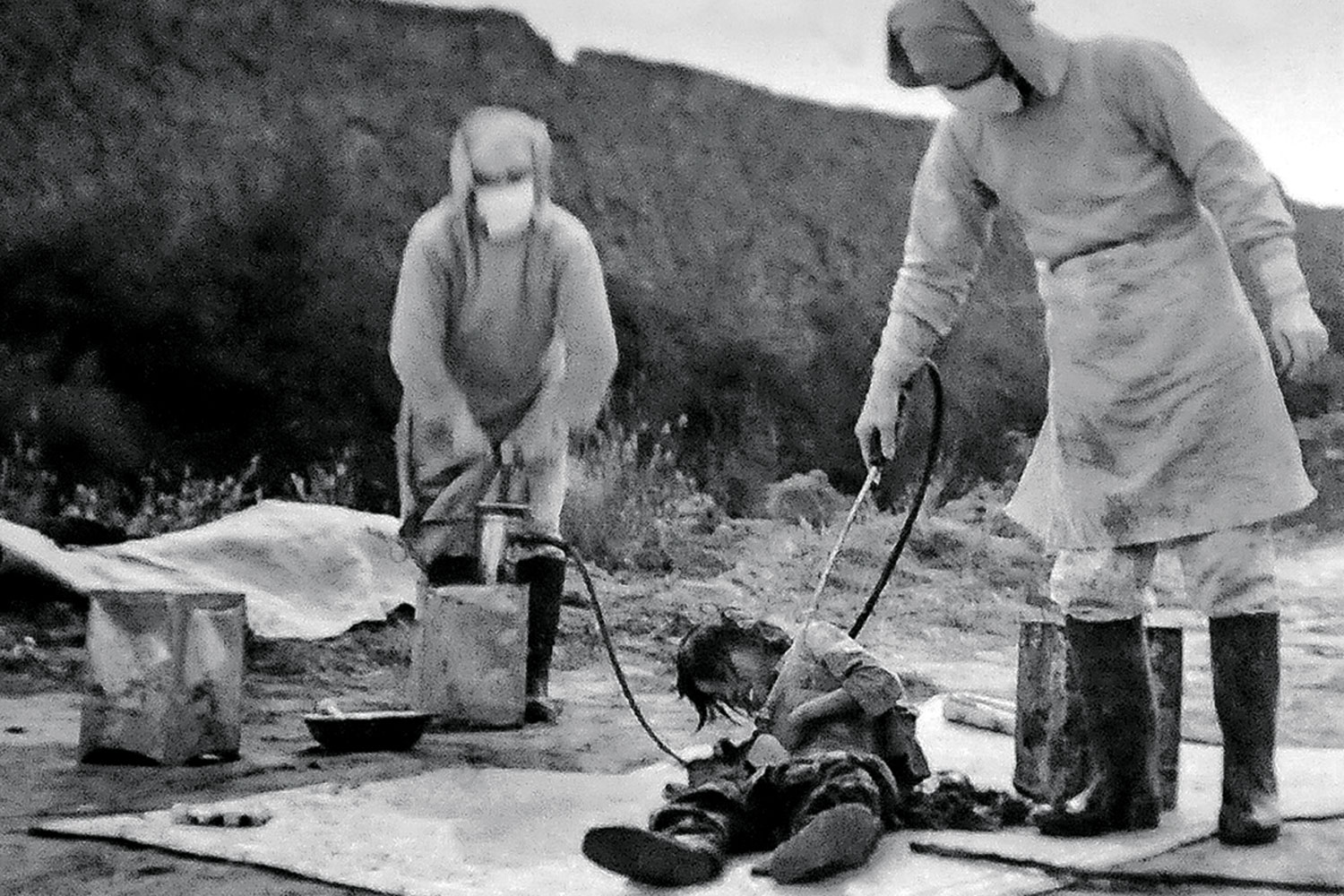
日軍使用化學和生物武器。圖為1940年731部隊在吉林省農安縣進行人身活體實驗

日軍於7月25日攻占廊坊车站:334。7月26日，日本總攻北平、天津，第二十九軍缺乏戰備，奮力抵抗:27。月底，日軍進佔天津、北平，第二十九軍主力退守保定一線，餘部由張自忠率領接受日軍條件而困居北平，平津作战結束:335-344。
7月27日開始，日本軍根據參謀總長之命令組建派往中國戰場之化學部隊；此後，又培訓各部隊中從事化學戰之人員，並在中國戰場上使用化學武器:134-135。據統計，日軍使用化學武器超過2,000次，有9萬餘中國軍民受害，其中國軍士兵受傷4.7萬，死亡6,000；八路軍士兵受傷3.7萬，死亡1,500；平民與戰俘傷亡1萬餘人:135。
7月31日，蔣發表《告抗戰全體將士書》，只有抗戰到底，與倭寇死拚:662-663。8月初，蔣復宣示抗戰方針，隨時隨地抵抗，使日本人戰而不取；各地重要軍事將領，如廣西白崇禧、山西閻錫山、四川劉湘、雲南龍雲、中共朱德等，不論以往與蔣有何意見，均會集南京:663。8月7日，蔣召開國防黨政聯席會議，各地方軍事領袖都出席參加，蔣在會上宣示，戰事一起，「各省與中央須完全一致，各無異心，各無異言。」:33與會人員全體起立，一致贊成:33。

### 战争动员

戰爭之初劃分5個戰區，以第三戰區為重心，保衛京滬杭，至1945年增至12個戰區

1937年8月8日，日本曾擬有《停戰條件》及《國交調整案綱要》，準備談判:663。8月12日，中國中央政府決設置國防最高會議，推蔣為陸海空軍總司令，以軍事委員會為統帥部:663。国民政府設立國防最高委員會:111。推蔣為陸海空軍大元帥，統率全局，領導對日抗戰:112。8月15日，日本正式下動員令，編組上海及華北派遺軍:664。8月16日，改以蔣為大元帥，組織大本營；南京失守後，大本營撤銷，仍由軍事委員會總攬軍事:663。

1937年8月20日，中國劃分南北各戰區:664。同日，國民政府頒布戰爭指導：
⑴本大元帥受全體國民與全黨同志之付托，統率陸海空軍及指導全民，為求我中華民族之永久生存及國家領土之完整，對於侵犯我主權與企圖毁滅我民族生存敵國倭寇，決以武力解決之。
⑵大本營對於作戰指導，以達成持久戰為基本主旨，因此將軍令、戰略、財政、經濟、宣傳、訓練劃為六部，分擔任務，各部應本主旨，適切運用，緊密聯繫，俾獲最後之勝利，為共同一致之最高原則。
⑶各部之「作戰指導」
軍令部。將全國分為五戰區：第一戰區（平津線）對進迫該戰區當面之敵，實行軟性之攻擊，以吸引其主力，俾第二、三戰區之作戰，如敵軍企圖決戰時，應毅然盡力以防制之。第二戰區（察晉）打破敵軍包圍行動之企圖，使其對第一戰區，不敢放膽實行正面攻擊；第三戰區（滬京）迅將目下侵入淞滬之敵陸海軍及其空軍陸上根據地，掃蕩撲滅，以預備敵軍再來時之應戰。第四、五戰區（略）。
- 政略部。內求社會內部之安定，以樹立長期抗戰之基礎；外謀國際輿論之同情，使敵國受孤立無援之壓迫。
- 財政部。安定金融，整理稅務，籌發公債及募集外債。
- 經濟部。擴張產業，以極力謀求自給自足之方法，縱使國際間之交通被敵國遮斷，我國軍民與民眾戰時生活上必需之資料，不因此而受重大之威脅。
- 宣傳部。永保精神動員之團結鞏固，並將國軍自衛而應戰之決心與事實，昭告國際朝野，免為敵人反宣傳所蒙蔽。
- 訓練部。以軍事化之目的，組織及訓練民眾，使人人皆有為國犧牲之決心與技能，並防止漢奸間諜之暗中活動與蔓延:109-110。

1937年8月20日至25日，中共召開洛川會議，確立抗戰方針:32：“創造根據地，牽制消滅敵人，配合国民革命军作戰，保存和擴大紅軍，爭取共產黨對「民族革命」戰爭的領導權。”同日，毛澤東則命令八路軍跨越山西至河北，支持傅作義部隊作戰，卻事後透過無線電告知前線指揮官，早先命令純粹為宣傳，事實上八路軍應盡量放慢移動速度，「每天移動五十里（徒步25公里），每行軍三天，休息一天。」:40-41
8月22日，國民政府軍事委員會發布命令，宣布將紅軍主力改編為國民革命軍第八路軍；8月25日，中共中央軍委發布改編令，將中國工農紅軍第一、第二、第四方面軍及陝北工農紅軍改編為國民革命軍第八路軍（簡稱八路軍），紅軍前敵總指揮部改編為八路軍總指揮部，朱德任總指揮，彭德懷任副總指揮，葉劍英任參謀長、左權任副參謀長，任弼時任政治部主任、鄧小平任副主任:96。八路军轄3個師（第115、120、129師），計3萬人，師長為林彪、賀龍、劉伯承，副師長為聶榮臻、蕭克、徐向前，政治委員聶榮臻（兼）、關向應、鄧小平:665。全軍共4.6萬人:97。8月25日，中共中央軍委決定從第115、第120、第129師各抽一部共9,000餘人，組成直隸中央軍委的八路軍後方總留守處，蕭勁光任主任:97。9月11日，按全國統一戰鬥序列，八路軍改番號為第十八集團軍，朱德、彭德懷由正副總指揮改稱正副總司令，但八路軍稱呼仍被指戰員和群眾習慣沿用:97。
10月12日，國民政府軍事委員會宣布將南方八省紅軍和游擊隊改編為國民革命軍陸軍新編第四軍（簡稱新四軍），任命北伐名將葉挺為軍長；爾後，由中共中央提名經國民政府軍事委員會核定，又任命項英為副軍長，張雲逸為參謀長、周子昆為副參謀長，袁國平為政治部主任、鄧子恢為副主任:97。新四军轄4個支隊，計1萬餘人，支隊長為陳毅、張雲逸等:665。全軍共1.03萬餘人:98。
8月28日，日本宣佈封鎖中國港口，對沿海一帶，中國苦無海軍，僅由陸軍固守:75。日軍曾砲轟廈門:75。9月6日，日軍攻赤灣，威脅香港，日艦巡行於伶仃洋面，港粵航行陷於停頓:75。
9月22日，中共中央发表《共赴國難宣言》（即《中共中央为公布国共合作宣言》）:121。宣示服從國民政府領導，紅軍改編為國民革命軍，並且派遣朱德、周恩來、葉劍英等到南京:33。9月23日，蔣為中共共赴國難宣言發表談話：「……余以為吾人革命所爭者，不在個人之意氣與私見。……中國共產黨人既捐棄成見，確認國家獨立與民族利益之重要，吾人惟望其真誠一致，實踐其宣言所舉之諸點，更望其在禦侮救亡統一指揮之下，人人貢獻能力於國家，與全國同胞一致奮鬥，以完成國民革命之使命。……」:34-35中国国民党中央通訊社發表《中共中央为公布国共合作宣言》:323，第二次国共合作和抗日民族统一战线正式成立:355-357:323。

### 淞沪會戰
1937年北平蘆溝橋事變後，蔣為長期作戰，將日軍入侵方向由北向南改為由東向西，同時也為引起國際社會（上海公共租界）注意日本侵華，在上海主動攻擊日軍；中日兩國不宣而戰，由地區衝突真正升級為全面戰爭。蔣對麾下稱：「上海這一仗，要打給外國人看看。」:337、8月之交，中國部分軍隊已開抵上海附近，並計劃封鎖江陰要塞，使長江日本船艦無法逃脫；行政院秘書黃濬受日本收買，洩露消息，漢口一帶日艦、日僑先期退出:663-664。7月中旬，日本駐上海艦隊司令長谷川清建議東京，不宜將戰場局限於華北，應同時攻取上海、南京，分散中國兵力，制其死命:664。7月下旬，長谷川清借口陸戰隊1名失蹤，布防上海閘北:664。8月9日，中、日士兵在上海機場衝突:664。8月11日，京滬警備司令張治中接南京電話：「進軍上海」:39；8月12日，國軍德械師第八十七師、第八十八師分別出現在江灣、閘北:37。

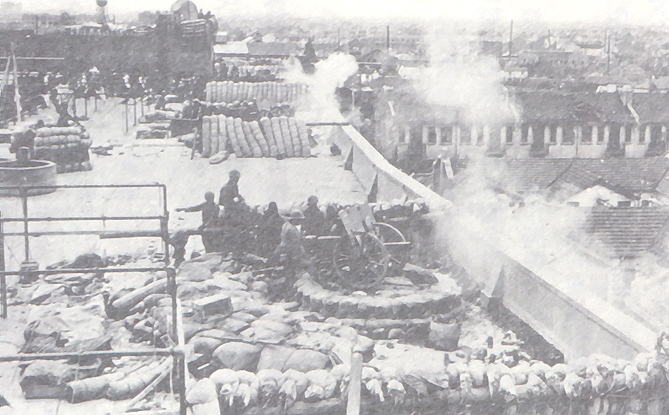
日軍設置的步兵砲陣地

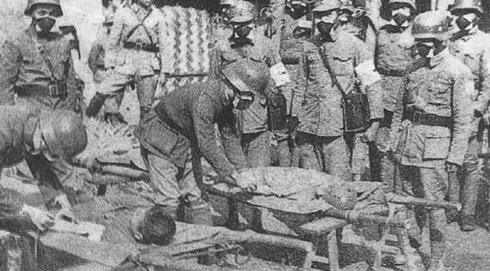
國軍在戰鬥中救護傷兵

1937年8月13日上午9時15分，淞滬會戰揭幕:664。國軍第八十八師先頭部隊在八字橋遭遇日軍，雙方互指對方先開火:39。淞滬會戰是中國抗日戰爭中首場大型會戰，是規模最大、戰鬥最激烈之戰役。中方稱「八一三戰役」，日方稱「第二次上海事變」。中日雙方約有100萬軍隊投入戰鬥，戰役持續3個月，日軍宣布死傷4萬多人，國軍統計死傷30萬人（日軍死傷實則近10萬人）。上海日軍初僅陸戰隊1萬人，中國陸軍4萬人，空軍轟炸日本軍艦；此後雙方陸續增兵，國軍雖不惜犧牲，終不抵日本砲火:664。據學者李君山統計，30個國軍德械師，有21個師先後派到淞滬戰場:42。

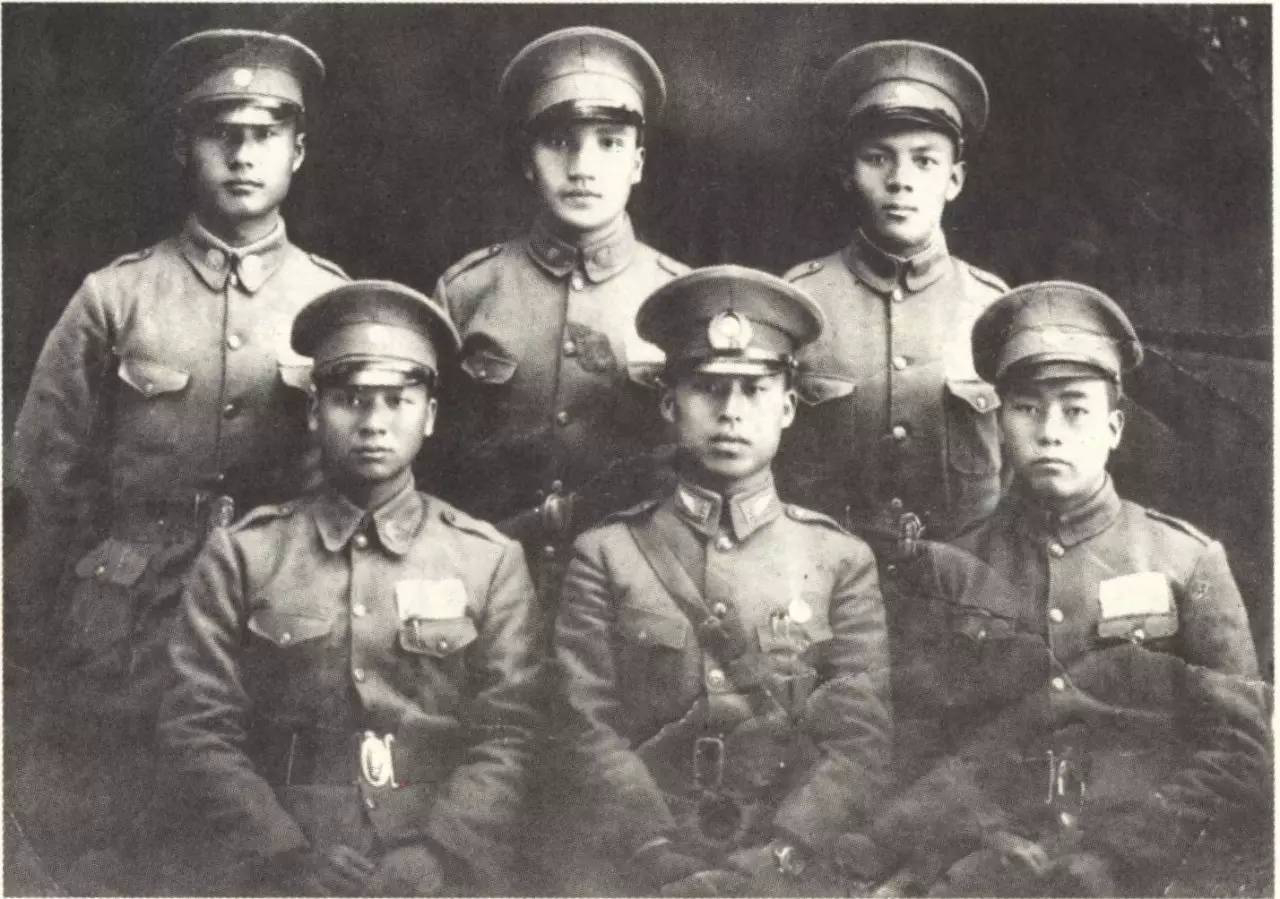
八一四空战英雄高志航（前中）

日軍機13架轟炸杭州:664。日本軍機分批襲杭州及廣德機場，時國軍第四大隊各機甫自周家口抵筧橋機場，即緊急升空作戰，由大隊長高志航率機27架，分途攔截，結果擊落日軍九四式轟炸機3架，後世稱八一四空戰:283-286。中國空軍取得九比零戰績，1940年國民政府明令訂8月14日為空軍節:40。

空軍寇蒂斯霍克三型（前）與日本九七式戰鬥機（後）進行空中纏鬥

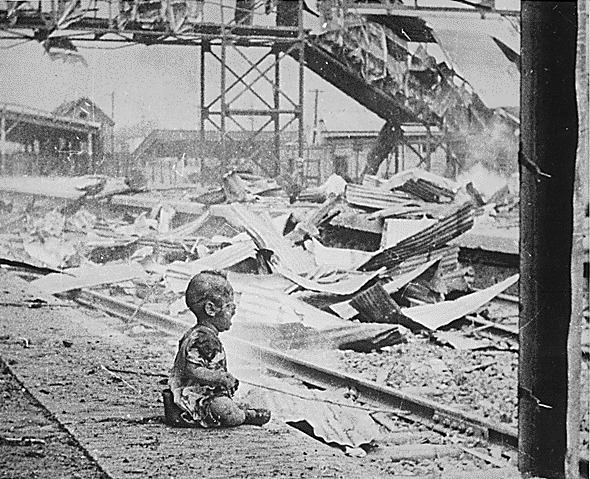
遭轰炸的上海南火车站

1937年8月14日，國民政府宣布自衛抗戰:664。中國可供作戰飛機僅220餘架:664。中國空軍分批出擊上海敵軍事據點及船艦，並以驅主力防衛首都南京:283-286。8月23日，日軍松井石根率兩個師團登長江南岸，上海戰事從市區攻防轉為大規模陣地戰:40。第一階段，日軍剛登陸，國軍在長江沿岸強攻圖打擊日軍；第二階段，9月11日起，國軍因傷亡過大改採守勢，將主力撤到瀏河—羅店—蘊藻濱—江灣一線，日軍轉守為攻，主攻羅店，國軍死戰不退；第三階段，日軍在北線進展，南面防線突出，一部向南迴轉，欲包抄國軍後路，鏖戰蘇州河:42。9月中旬，國軍退守第一預備陣地；日軍約10萬人，國軍約30餘萬，制空權則在日本之手:664。日本啟動後備動員體系，共12個師團抵上海:42。戰役後期，國軍敗退，上海將失守。由於國軍抗敵死傷極為慘烈，戰史學家喻之為「血肉磨坊戰爭」，甚至被喻為「中國版凡爾登戰役」。9月28日，國際聯盟譴責日本暴行:54。

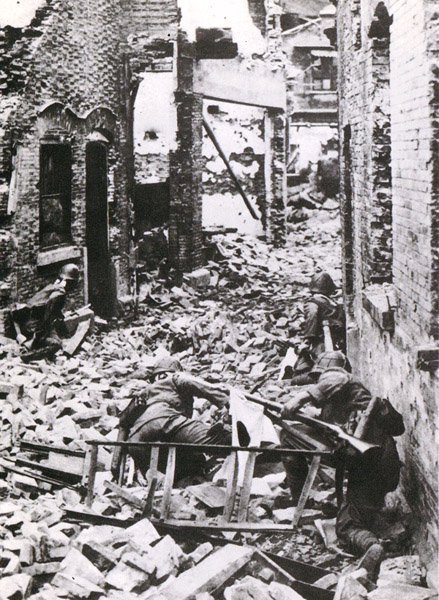
日軍閘北三義里匍匐前進

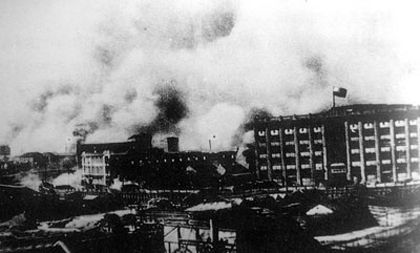
四行倉庫保衛戰中，被戰火包圍的四行倉庫頂樓升起了中華民國國旗

9月下旬，國軍退守第二預備陣地；10月26日，主要陣地失陷，退向上海西部:664。10月，國府決議遷都重慶。10月下旬，日軍迂迴包抄後方，國軍主力開始撤向蘇州河南岸:45。10月21日，國軍以廣西軍隊為主力兵分三路總攻頓挫，日軍立刻跟縱逆襲；10月26日，蔣親自下達「固守」命令，第八十八師師長孫元良手令：「著第五二四團中校團附謝晉元，率該團第一營（加強）楊瑞符部，於本晚先在北火車站附近，占領陣地，掩護師主力轉進後，迅速進入四行倉庫固守待命。」:49謝晉元率領由約430人組成一個加強營，固守四行倉庫；他們從此成為上海「孤軍」。10月27日，最多三萬民眾在蘇州河畔四行倉庫觀戰；10月29日，由女童軍楊惠敏冒險送入之中國國旗在四行倉庫頂樓升起:50。
11月7日，日軍組成華中方面軍，司令官松井石根；同日日軍在金山衛登陸:55。日軍2個師（第10軍）登陸杭州灣，國軍全線西撤:664。11月9日，國民政府發表自上海撤退之聲明：「各地戰士，聞義赴難，朝命夕至，其在前線以血肉之軀，築成壕塹，有死無退。……陣地化為灰燼，軍心仍堅如金石，陷陣之勇、死事之烈，實足昭示民族獨立之精神，奠定中華復興之基礎。」:64111月11日，國軍撤出上海:55。11月12日夜，上海淪陷，淞滬會戰結束。11月17日，蔣於陵園官邸召開第三次會議，獨排眾防守南京，陸軍訓練總監唐生智表示願意防守首都:63。11月20日，國民政府宣言，決不為城下之盟:664，「國民政府茲為適應戰況，統籌全局，長期抗戰起見，本日移駐重慶。此後將以更廣大之規模，從事更持久之戰鬥。以中華人民之眾、土地之廣，人人本必死之決心，以其熱血與土地凝結為一。吾人外得國際之同情、內有民眾之團結，繼續抗戰，必能達到維護國家民族生存獨立之目的，特此宣告，惟共勉之。」:59由於苦戰之後，實力喪失十之六七，無法遏止日軍前進，預設之長江至蘇州、嘉興及江陰至無錫國防線不守:664-665。除軍隊耗損，淞滬會戰後期毫無章法之撤退令戰線完全崩潰，令日軍得以長驅直入，間接導致南京保衛戰提早開戰。東京大本營主張不進攻南京，設下追擊「統制線」，限制日軍在蘇州、嘉興以東之線；日軍前線將領則主張「暴支膺懲（懲罰暴戾的支那）」，認為只要逼迫中國，占領北平、天津、上海、南京，就能屈服中方求和，逐漸成為日本輿論主流；12月1日，東京大本營頒布《大陸命第八號》，正式下達「敵國首都南京攻略」之命令:62-63。根據相關研究，日本陸軍自1937年7月7日至12月31日至少在華東死亡24,026人，其中戰死至少18,344名，戰傷死至少3,554名，病死至少2,093名，事故死至少35名（實際死亡人數很可能遠高於上述數據）。

### 南京攻守

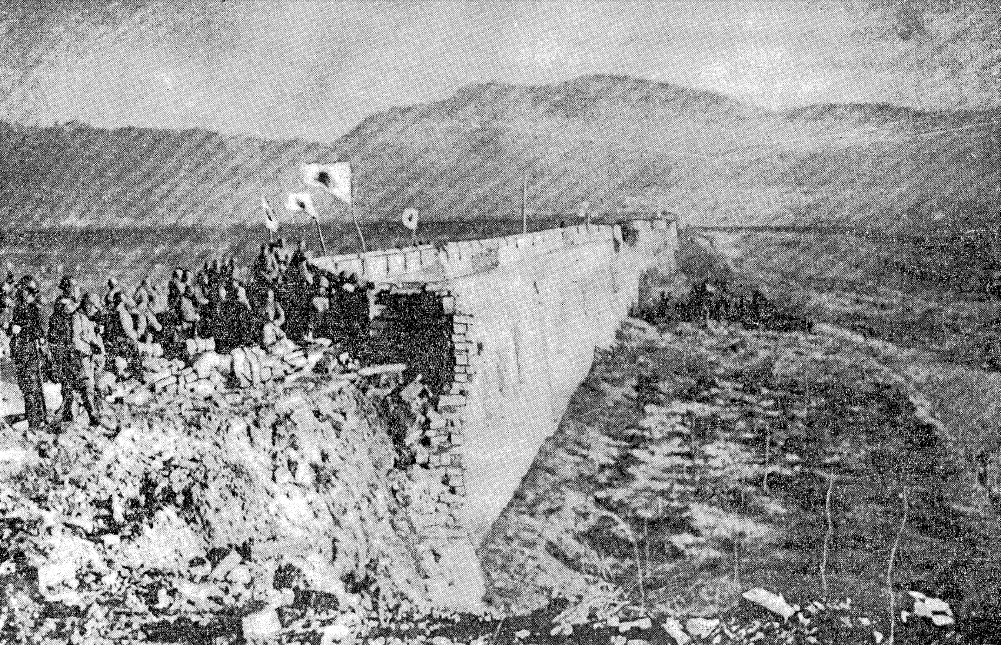
日軍攻佔中國首都南京

1937年11月下旬，松井石根5萬部隊兵分6路，進兵南京:63。12月3日，數十架日機飛臨南京上空，中國空軍只剩下兩架零件完整能起飛之戰機，樂以琴、董明德駕駛美國造「霍克III型」雙翼驅逐機迎戰，樂以琴殉國，年僅23歲:63-64。12月8日晚，日军全线突破中国军队的外围防线，直逼南京城:99。12月12日，中國首都南京陷落，12月24日，杭州繼之:665。

日軍活埋中國人

攻陷南京後，日軍入城大肆搜捕中國士兵，第6師團奉命「不論婦孺，一概格殺」，又以「未和中國宣戰」為由，中國士兵不具俘虜資格，默許集體殺戮、施暴:66。12月13日南京失守後，日軍遂進行震驚世界之「南京大屠殺」。當時南京各國記者（包括日本隨軍記者）報導：民眾被迫自掘墳坑，然後日軍以機槍集體射殺；中國人遺體堆疊山高，成堆拋入長江:66。日軍進入南京後，大肆劫掠、姦淫、屠殺，被擄官兵、平民婦孺，或遭集體掃射或被砍死，為時一週:665。國軍第七十三軍七十七師排長徐朝祿少尉見到「沿街滿是屍體，還有好多赤裸的女人及女孩，被日本人用刺刀從下體挑得肚破腸流，躺在那裡。」:66日軍用繩索，將數百名徒手士兵或民眾捆綁在一起，用機槍掃射，或用汽油焚燒:31-32。由1937年12月13日至1938年1月底，日軍在6個星期內，屠殺至少20多萬人:68。在張純如《被遺忘的大屠殺：1937南京浩劫》裡，列出不少機構和學者對南京大屠殺遇難人數之研究數據：根據當時南京之埋葬紀錄，最少也有20萬人；遠東國際軍事法庭錄得死亡人數為26萬；南京軍事法庭提出遇難者總數在30萬人以上，在中國被普遍接受:169。12月15日，蔣發表《為我軍退出南京告國民書》：「中國持久抗戰，其最後決勝之中心不但不在南京，抑且不在各大都市，而實寄於全國之鄉村與廣大強固之民心。」:6512月17日，中支那方面軍舉行南京入城式:103。而根據日本陸軍內部資料，自1937年11月8日至12月13日止，日本華中方面軍總共死傷兩萬六千多人。

### 华北作战
華北日军占领北平后，一方面以主力沿平汉铁路进攻河北保定、沧州、石家庄、德县一线；另以一部在主力右翼，沿平绥铁路北攻南口:665。1937年日軍在關東軍參謀長坂垣策劃下，以相當大兵力主攻南口，中方由湯恩伯部之王仲廉師苦守，8月9日，日军開始正式攻击:94。察哈尔境內日軍南攻張家口，激戰16天，8月下旬，南口失守，張家口亦陷:665。8月31日，日军中国驻屯军与到达的国内援军编组为华北方面军、第1軍和第2軍:82。日軍進陷山西大同:665。9月13日，李服膺部在天鎮、陽高一線守護不力，大同棄守:95。第二战区司令长官阎锡山在平型关、雁门关一线组织防御:83。

#### 太原会战

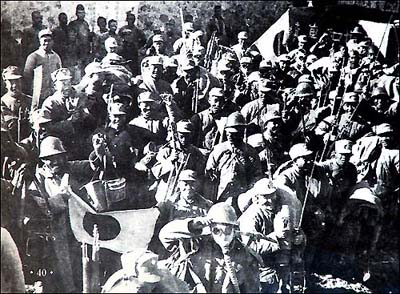
平型关战役中，国民革命军第十八集团军第115师缴获的军需物资

第八路軍朱德部奉命增援，與山西王靖國部配合兩方夾擊:96。1937年9月25日，日軍第5師團第21旅團被八路軍第115师在平型关以东设伏，經過激戰，該部日軍1,000餘人被全殲，並繳獲大批軍用物資:323；擊毀汽車100輛、大車200輛，繳獲步槍1,000多支、輕重機槍20多挺、戰馬53匹。甫經編為國民革命軍第八路軍之紅軍林彪師會同晉軍、陝軍重創4,000日軍於晉北平型關，為中國在北戰場之首次勝利:665。9月26日，中國軍隊殲敵一個聯隊，日軍向蔡峪口潰退，中國軍隊繼伏重兵於平型關之土溝，待其增援之兩聯隊經過，盡予以殲滅，遂成平型關大捷:96。蔣致電嘉獎:323。9月26日起，日軍於連雲港與中國軍隊發生炮戰，圖在墟溝登陸:75。9月27日，中國軍隊乘勝攻靈丘，兩敗日軍:96。10月2日，日軍佔領連雲港外東西島:75。

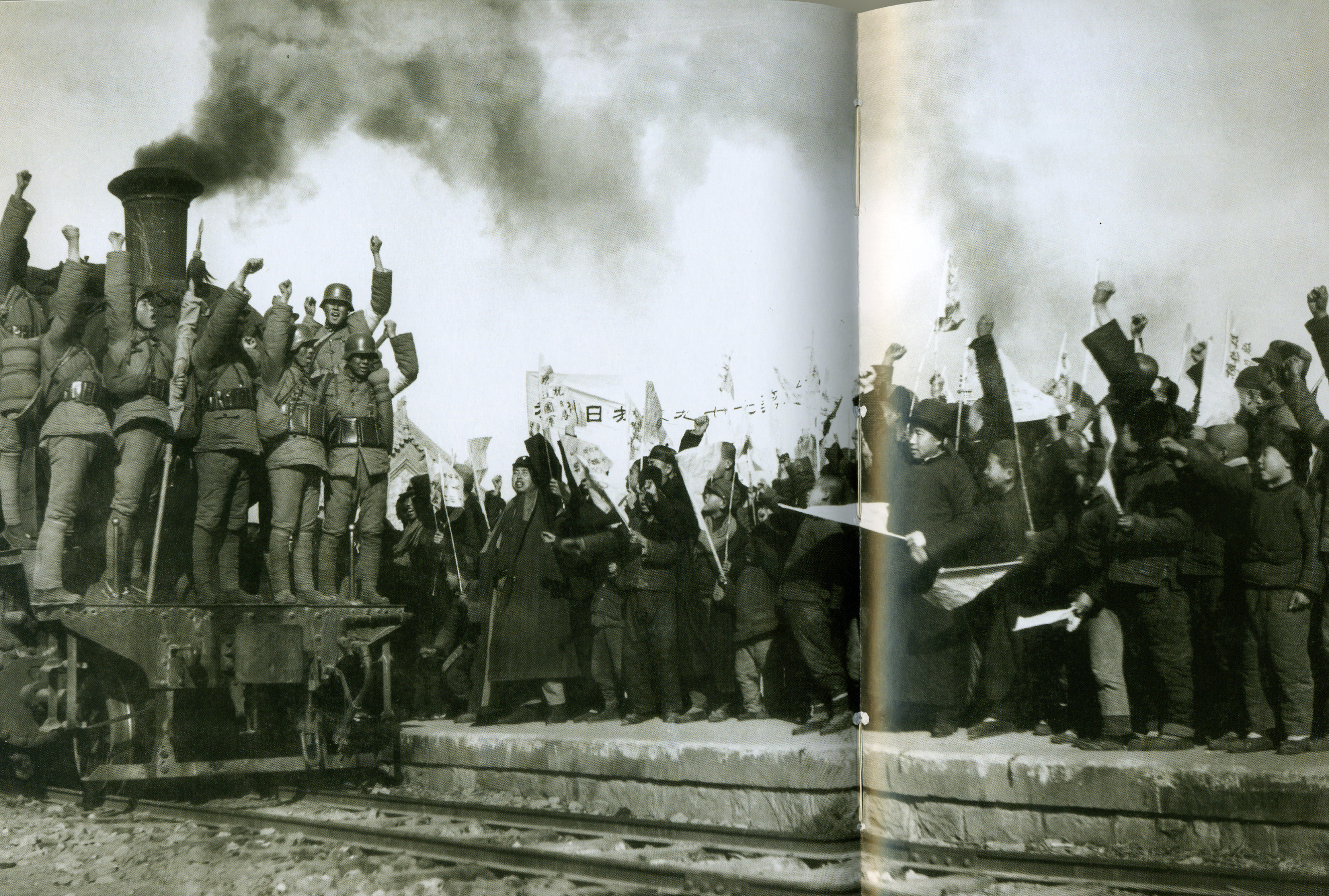
1937年10月，國軍第179旅开赴前线，太原市民夾道送行

10月初，卫立煌率国民革命军第十四集团军从河北石家庄转赴晋北增援，并负责指挥忻口会战:87。忻口正面中国守军与处于日军后方第十八集团军密切配合，多次重创日军，使日军在晋北苦战:434-452。10月26日，日军左纵队进抵娘子关侧后，中国守军主力仓促后撤，日军当日攻破娘子关，并追击溃退的中国守军:91。中央軍及晉軍破之於忻口，軍長、師長戰歿，而戰地不為之動:665。
10月，日军一支西陷绥远省城归绥，一支南犯太原:665。11月2日，晋东方向日军占领昔阳，形成与晋北日军会攻太原之势，忻口中国守军当夜南撤保卫太原:470-475。日軍改自河北攻晉東；11月9日，日軍佔領太原:665。
8月8日，蔣分析國軍作戰態勢時認為：「全部戰略之弱點，乃在山東，應設法補救。」:82南口之戰告一段落後，日軍循平漢鐵路南下：9月，攻陷河北保定；10月，攻陷石家莊；11月，攻陷河南安陽；另一路由津浦鐵路南下，攻陷德州:665。青島以陷於海陸夾攻，守軍於炸燬紗廠後西撤:665。1938年1月11日，蔣由武昌飛開封，召集第一戰區、第五戰區團長以上軍官會議，演講「抗戰檢討與必勝要訣」，要求各將領要剷除保存實力、擁兵自重之亡國思想，演講完畢，當場下令逮捕韓復榘:83。
根據利用日方官報死者名單所做出之研究，1937年日軍至少在華北戰死8,177人、戰傷死1,164人、病死546人、事故死87人、原因不明死去1人，總共在華北至少死亡9975人；在內蒙至少戰死112人、戰傷死13人、病死5人，總共在內蒙至少死亡130人，合計1937年日軍在華北與內蒙至少死亡10,105人（然華北戰場實際戰死者數量應該有更多的上修空間，因為根據日軍之後的機密文件顯示，當場戰死的人數往往是傷重不治者的十多倍，所以華北戰場實際的當場戰死人數應比8,177人多出不少）。

### 華東作戰

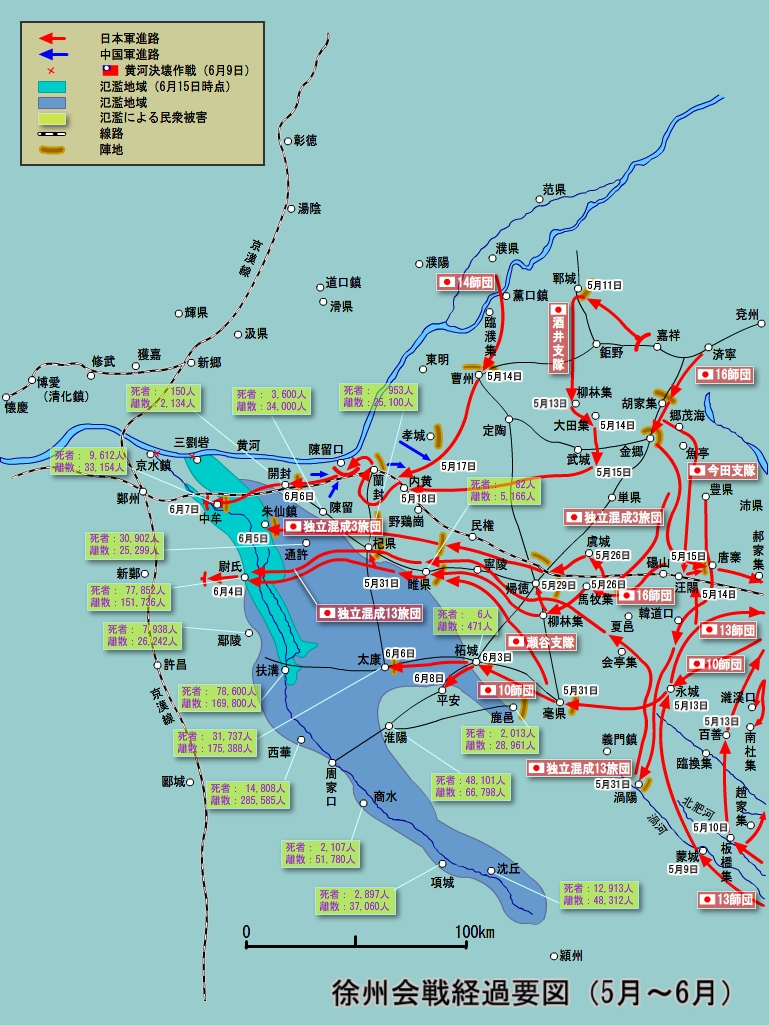
徐州會戰形勢圖

1938年2月，津浦鐵路北段日軍（华北方面军）深入魯南，南段日軍（華中派遣軍）越過淮河，企圖合犯徐州:665。面對徐州北面門戶洞開，李宗仁調整部署，同白崇禧商定改為節節抵抗、誘敵深入，吸引日軍孤軍南下，相機將敵圍殲:85。3月，南來日軍進攻臨沂，為時8日，傷亡頗大:665；在津浦鐵路南段，張自忠第五十九軍（30,000人）強行軍不到24小時到臨沂近郊沂河西岸，3月12日分兩路強渡沂河，同時龐炳勳第三軍團（第四十師5個團，13,000餘人）從臨沂殺出，坂本支隊（第5師團第21旅團為主力）向北潰退:86-88。3月17日，國軍第二十二集團軍第一二二師師長王銘章3,000多人殉國；3月18日，瀨谷支隊（第10師團第33旅團為主力，配屬砲兵、工兵、裝甲車之「戰鬥群」，約萬餘人）攻下滕縣:85-86。

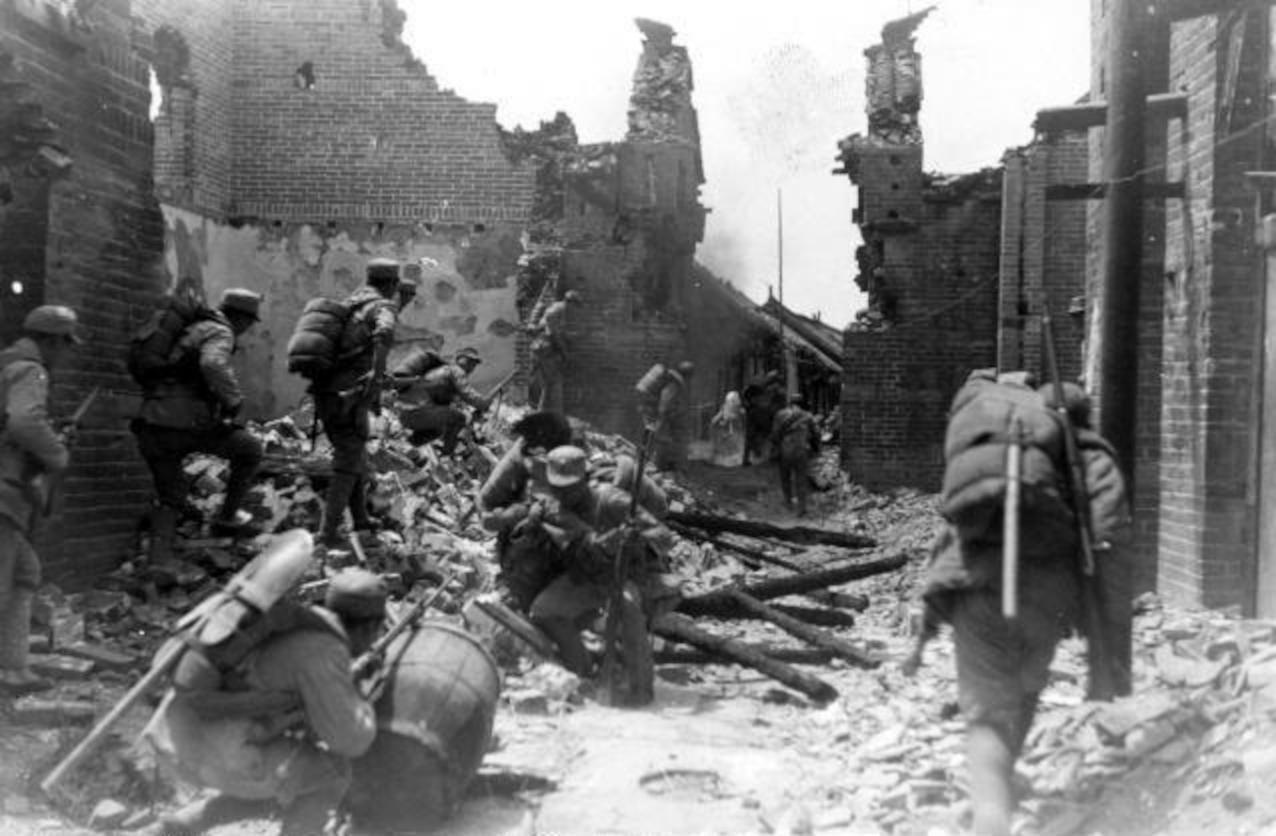
台兒莊大戰逐屋争夺

徐州東北台兒莊攻守尤為激烈，為時4週:665。瀨谷支隊以第63聯隊組成「台兒莊派遣隊」，3月24日開始進攻台兒莊；同日蔣帶白崇禧到徐州，隔日白崇禧向蔣建請調來有德式反戰車炮之中央砲兵第十團；孫連仲第二集團軍第三十一師池峰城部守台兒莊，至3月31日全師傷亡超過七成，孫連仲掛電話給池峰城：「士兵填完了，你就填上去，你填進了，我就來填進去！」:88-89。中國以4倍兵力，截斷日軍補給，殲其16,000人，日軍於4月7日後撤，證明其並非無敵:665。4月7日，湯恩伯第二十軍團（10個師，72,000人）大敗坂本支隊；同日李宗仁、白崇禧下令全線反攻，湯恩伯軍團、孫連仲集團軍反攻大破瀨谷支隊，重創坂垣師團:91-92。3月16日至4月15日之「台兒莊會戰」，中國軍隊約29萬人和日軍約5萬人在徐州台兒莊激戰一個月，中方傷亡5萬餘人，斃傷日軍2萬多人；中國最高統帥蔣介石曾3次赴徐州視察督戰。捷報傳到武漢，10萬人上街遊行慶祝:95。南京失守後之士氣為之重振，人心尤為興奮:665。日軍兩個師團傷亡近2萬人，中方死傷3萬餘人:95。日軍改向山東、河南之交與安徽北部進攻:665。5月17日，李宗仁主動放棄徐州，國軍主力撤出:95；月底，河南蘭封、歸德相繼失陷，日軍攻打襄陽、樊城:106。5月，國軍放棄徐州，戰場移於豫東:665。歷史學家黃仁宇稱：「不是先有國軍才有抗戰，而是因為抗戰才造就出國軍」；4月25日，李宗仁呈蔣四月敬電：「前次台兒莊作戰，孫總司令連仲指揮所部，固守台兒莊各村落，雖敵屢以主力，集中炮火，猛烈攻擊，皆能不恤傷亡，沈着應戰，並時反擊，予敵以重創，使湯軍團及張軫師，達成包圍，把握勝利。湯軍團長恩伯，指揮主力，迂廻棗、嶧，行動敏捷，側擊敵軍，果敢攻擊，獲取勝利之基礎。該總司令、軍團長，忠勇奮發，指揮洽當，寔已開國軍勝利之途徑，樹袍澤奮鬥之楷模，懇予特別褒獎，以勵有功，至所部各級官長作戰功績，已令查明呈報，以資分別獎敍。謹電呈鑒核」:96。

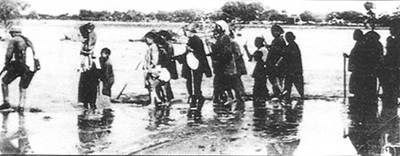
黃河花園口決堤，中斷下游局地交通，遲滯了日軍，也致数百万民眾受災

1938年6月5日，國軍不守開封:665。國軍掘毁鄭州以東花園口黃河堤防，洪水向南泛濫，人民損失慘重:665-666；6月9日決口成功，開始放水:109。總計淹沒40餘縣，河南民宅沖毁140餘萬家，陸沉800餘萬畝，安徽、江蘇耕地陸沉1,100餘萬畝，傾家蕩產者480餘萬人:666；奪去89萬民眾性命:109。日軍進攻鄭州、南窺武漢之企圖為之滯延:666。

### 华中华南作戰

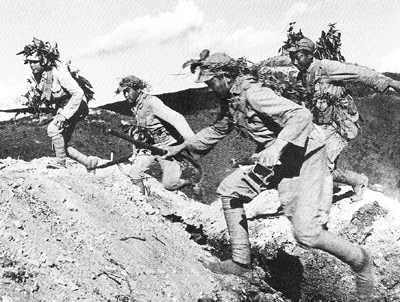
薛岳指揮第九戰區激戰13晝夜，殲敵1萬4千餘

武漢為南京撤退後最高統帥部所在地，亦為日本次一攻擊目標:666。1938年2月以來，日本空軍不斷轟炸，遭到堅強抵抗：2月8日，中國空軍及蘇俄義勇軍擊落日機14架，中國大隊長李桂丹戰歿；4月29日，擊落日機21架，中國損失9架，蘇俄損失2架:666。6月15日，日本海軍溯長江西上攻陷安慶，會同陸軍突破江西馬當要塞:666。7月25日，九江失守，武漢外圍會戰開始，日軍分3路前進:666。
9月底，日軍主力第106師團孤軍深入到江西九江德安縣萬家嶺地區，國軍第九战区部隊由薛岳指挥下屬10萬將士，在南浔铁路战场與日軍約28,200人激戰13晝夜，殲敵1.4萬，日軍前所未遇重挫。
10月12日，日軍4萬人登陆大亚湾，10月21日佔领广州:666。10月24日，國軍主動退出武漢，武漢會戰結束；11月11日，日軍占領岳陽；11月12日長沙大火，20萬人無家可歸:114-115。《中國大百科全書》認為：「由於蔣介石實行片面抗戰和單純防禦之戰略方針，致使中國大片土地相繼淪陷」:472。蔣致孔祥熙十一月皓電：「湖南省政府主席張治中用人失察，防範疏忽，致長沙大火人民受殃，着即革職留任，責成善後，以觀後效。」:117尤其是武漢失守以後，抗日力量嚴重削弱:472。

## 1938年—1941年

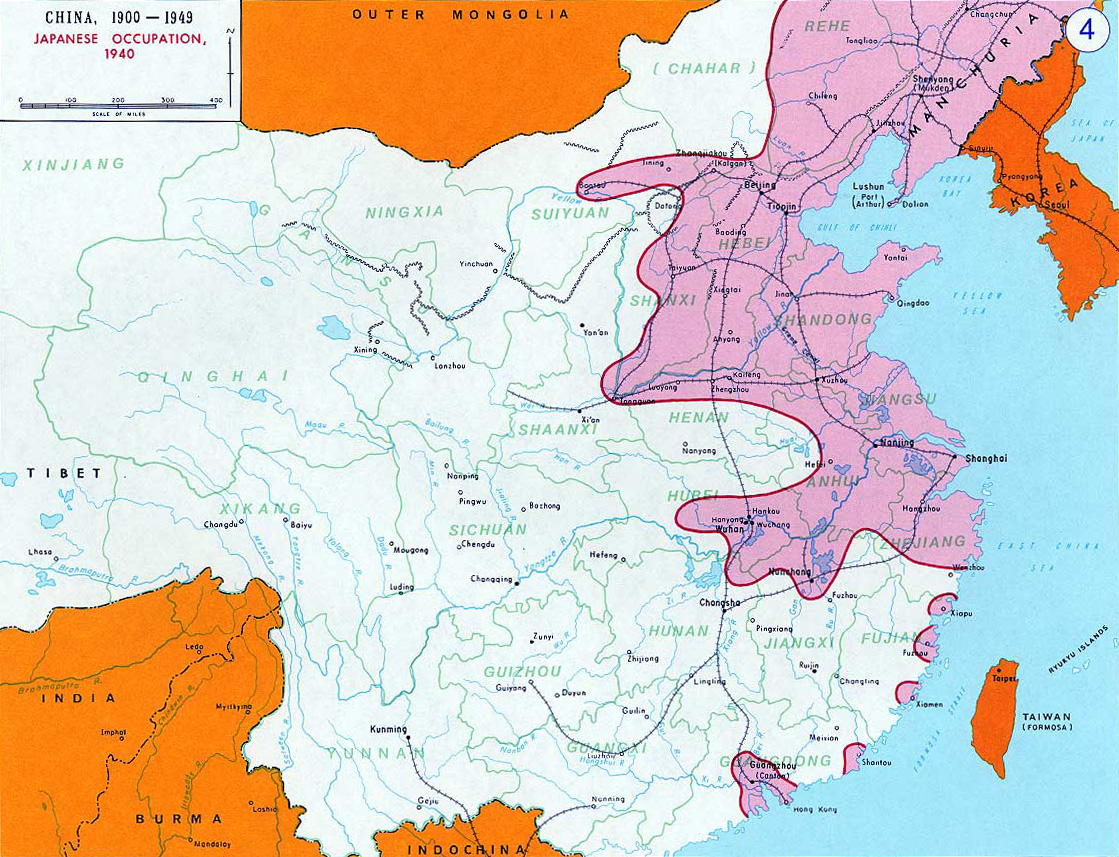
1940年日軍佔領區

佔領武漢後，戰爭模式與規模調整的變化，中日進入長期相持。中國敵後軍民展開「地雷戰」、「地道戰」、「麻雀戰」（即散兵作戰）等廣泛之遊擊戰爭，牽制與消耗日軍，並在1940年進行「百團大戰」；正面戰場與敵後戰場相互配合抗日持久戰，使戰線延長:164。日軍雖然佔領大片中國國土，但無力全面進攻中國，無法實現征服中國之目的；於是，日軍在正面戰場採取局部軍事打擊以迫使國民政府投降之策略，把軍事進攻之重點轉向後方，對敵後抗日根據地發動大規模「掃蕩」作戰；1941年太平洋戰爭爆發後，中美英等盟國成立中國戰區，在中國建立空軍基地，中國則出兵緬甸聯合盟軍對日作戰:164-165。

### 分而治之

日本建立的傀儡政權

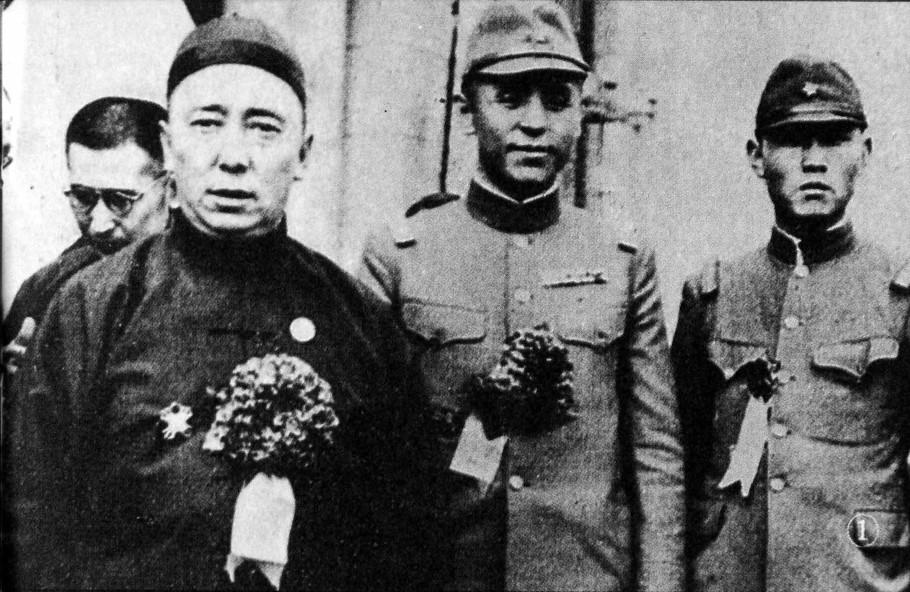
「蒙疆聯合自治政府」主席德王和日本占领军

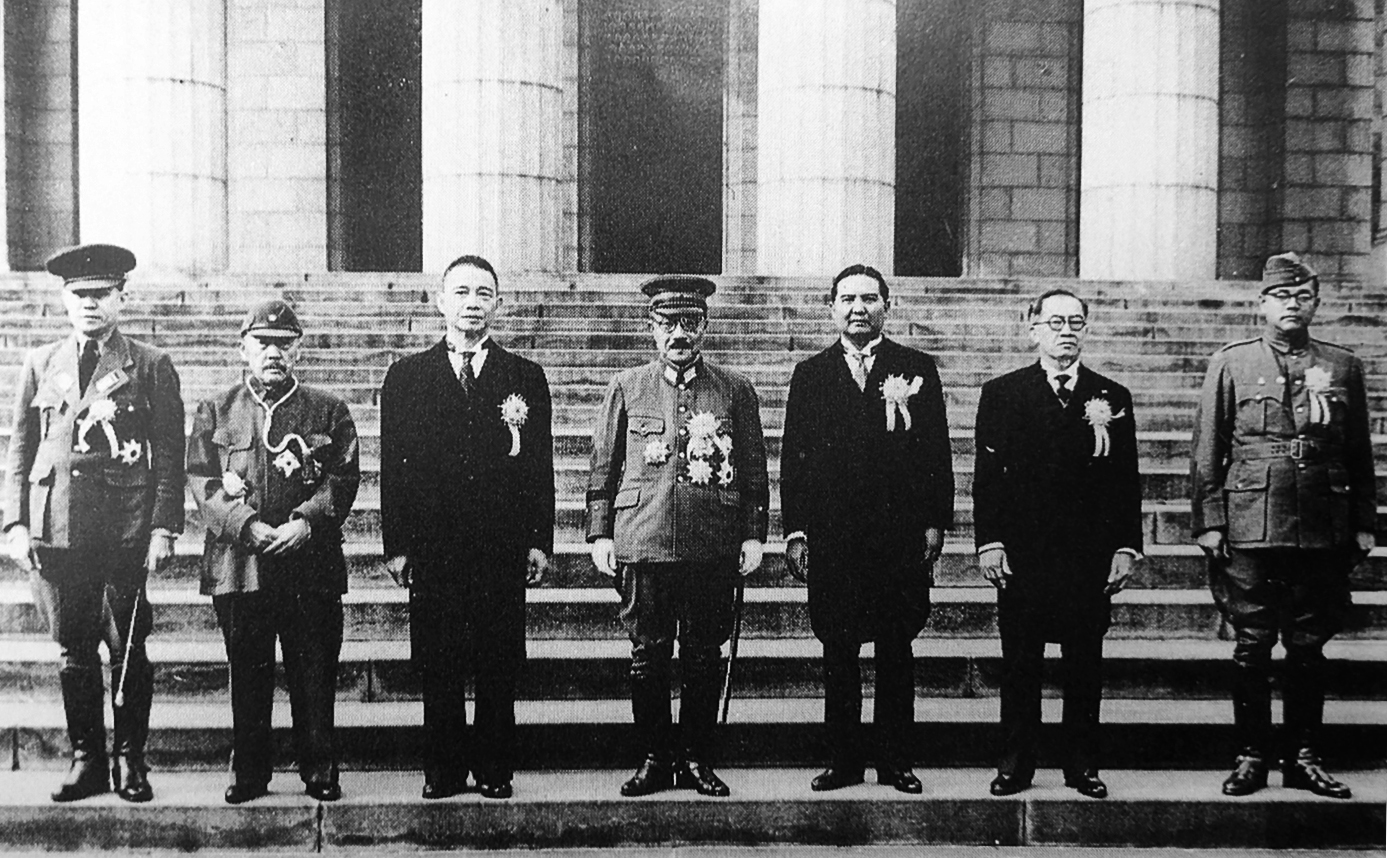
1943年，日本召集汪精衛（左三）、張景惠（左二）等参加大東亞會議

1937年，「蒙古聯盟自治政府」成立。1937年12月14日，冀察政務委員會經濟委員會主席王克敏等人在北平成立「中華民國臨時政府」，並併入「冀東防共自治政府」。1938年3月28日，北洋軍閥段祺瑞心腹梁鴻志任「行政院長」之「中華民國南京國民政府」在南京成立，并与日本订立条约:21。1939年9月1日，日本人將蒙古聯盟自治政府、晉北自治政府和察南自治政府合併，在張家口成立「蒙古聯合自治政府」（1941年改稱「蒙疆聯合自治政府」），德王任「主席」。1940年3月29日，汪精衛政權成立於南京，汪精衛自任「中華民國國民政府」代主席兼行政院長，主席之位为林森预留:15；陳公博、周佛海等分據要津，「維新政府」取消，北平「臨時政府」改名「華北政務委員會」，由日本直接控制，非汪之權力所及:679。
日本於1937年12月22日向中國提出更苛刻「和談」條件，並聲稱「蔣介石須在規定的時期內派遣和平談判代表至日本所指定的地點」，蔣乃中止與日本談判:1473。
1938年1月，孔祥熙繼蔣為行政院長，3月，蔣任中國國民黨總裁，汪任副總裁，汪難免有不快之處:677。12月19日，汪夫婦與追隨者從重慶出走，先到昆明，然後轉往河內:149。12月29日，汪致電中國國民黨中央黨部，請依近衛之善鄰友好、共同防共、經濟提攜3點，與日本恢復和平:678。1939年1月1日，中国国民党召开临时紧急会议，永远开除汪党籍；撤革所有职务，國民政府下令嚴緝民族叛徒:677。3月，汪在河內遇刺，未中，再宣布和平是中國獨立生存之要道，急於自立政府:678。汪一行人在日方協助下，5月抵達上海，6月轉赴東京:153。12月30日，日、汪签订《日支新关系调整要纲》，參與其事之高宗武及陶希聖竟逃往香港，將全文披露，證明汪之賣國證據，日、汪大感狼狽:678。1939年9月12日，日本成立中国派遣军总司令部，西尾寿造任司令官，板垣征四郎任总参谋长:15。1940年3月26日，汪精衛偽組織在南京成立:41。1940年，汪在日本的保護下來到南京，以「還都」的名義於3月29日成立「中華民國國民政府」:132。蔣嚴正駁斥，明令通緝:41。

### 深入内陆

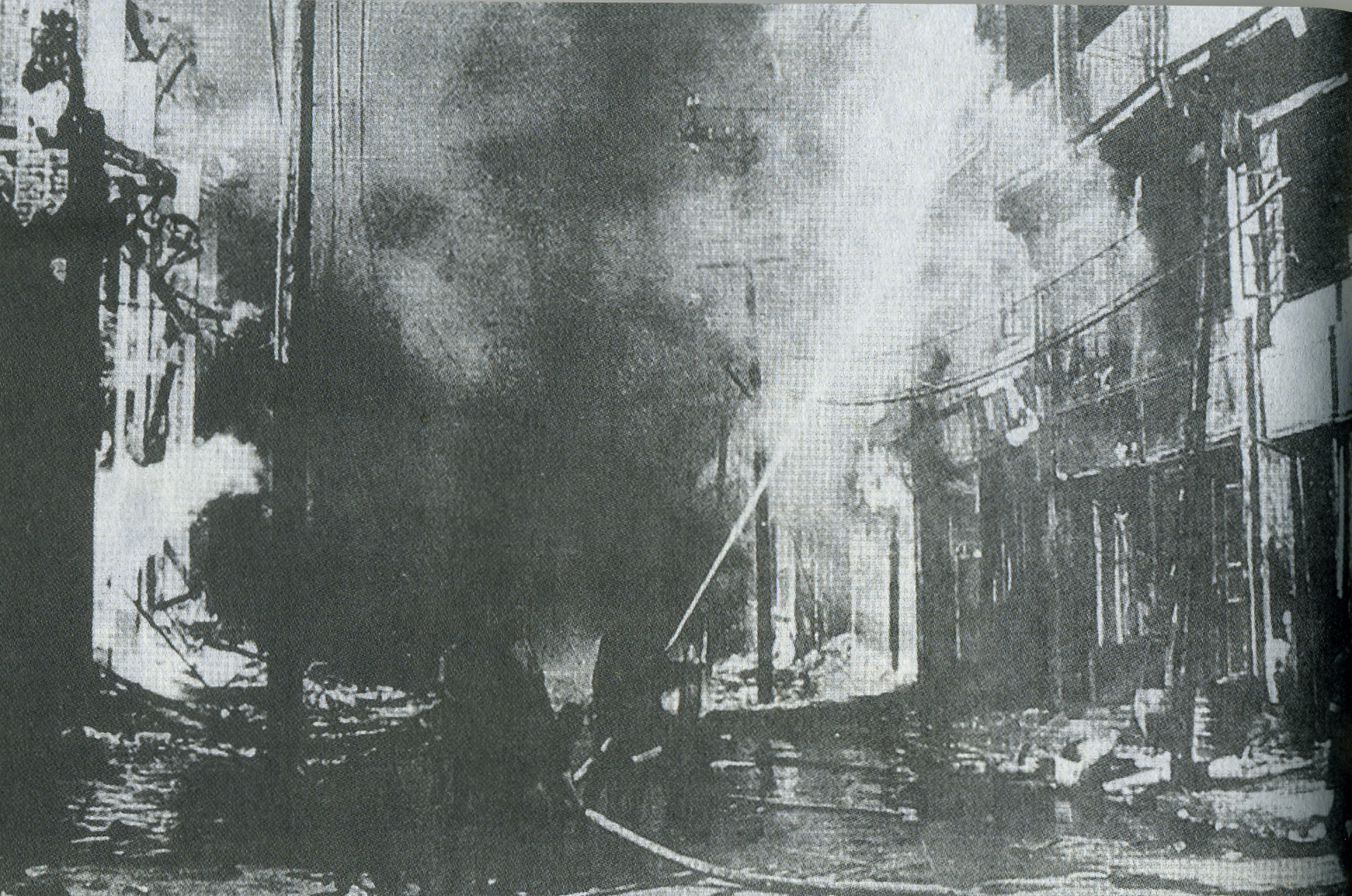
1938至1944年，日軍轟炸重慶達數百次之多

1941年6月5日的轟炸致多達4000位民眾死亡

為動搖國民政府抗戰決心，迫使其屈服投降，從1938年到1943年，日軍出動大量飛機，對成為中國抗戰政治中心之重慶持續數年「戰略轟炸」，使許多民眾遭轟炸而犧牲:132。1939年後，日本空軍對中國後方轟炸遠及於西北蘭州、西安、西南之昆明，而以重慶為主要目標:686-687。總計日軍對西南大後方，投彈60,174枚；重慶受創最烈，尤其是5月3日至5月4日，落彈上萬枚，傷亡慘重:32。特別是1941年6月5日，日軍出動24架飛機分三批輪番轟炸重慶，空襲時間長達5個小時；十八梯大隧道內由於避難民眾人數過多，通風不暢，致使1,200名左右之避難市民被活活悶死；這就是「六五大隧道慘案」:132。此一年之內，總計各地被空襲2,600餘次，人民死者28,000餘，傷31,000餘，房屋被毁138,000餘間:687。除少數邊遠省份外，中國各省均曾遭到日機轟炸；這種不區分軍隊與平民目標之無差別狂轟濫炸，給民眾生活帶來深重災難，人們長期生活在恐怖之中:132。

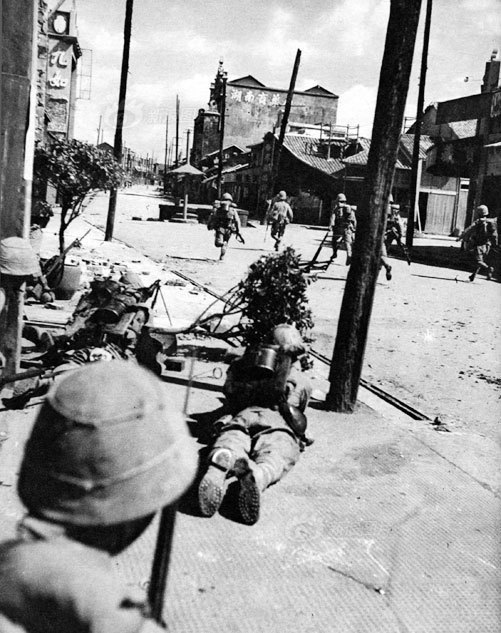
1939年，第一次長沙會戰中的日本士兵

日本為鞏固已有據點，維護水陸運輸線，擴大佔領區，嚴密封鎖中國對外交通，1939年至1941年，一再發動攻勢:686。重要戰役，一為兩次贛北之役：第一次在1939年3月，日軍約50,000人，進犯南昌，國軍約20萬迎擊，一週後南昌陷落；第二次在1941年3月，日軍約4萬，國軍倍之，激戰於南昌以西地區，為時2週，日軍頗有損失:686。二為兩次鄂北、豫南之役：1939年4月，國軍在各戰區反攻，5月，武漢日軍5萬分路進攻，為10餘萬國軍所遏阻，成相持之勢:686。歷史學家呂芳上稱，1940年棗宜會戰中，第三十三集團軍總司令張自忠與敵激戰九畫夜，命令部隊死守陣地，沒子彈用刺刀、用大刀、用石頭、用牙齒與敵纏鬥、拚個死活，以原始身軀對付現代武器:5。1940年5月，日軍再度進犯，兵力約增加一倍，中國國軍第三十三集團軍總司令張自忠陣亡，6月日軍佔領宜昌，截斷四川、湖南間水運:686。三為兩次湘北之役：1938年11月，日軍自湖北侵入岳州，湖南省政府主席張治中下令縱火，長沙全市幾化為灰燼，1939年9月日軍10萬來攻，10天後為國軍20餘萬拒退，為第一次長沙大捷:686。長沙會戰結束後，白崇禧在衡山軍事會議上分析，日軍有「快」、「硬」、「銳」、「密」4項優點；國軍在反擊時，應以穩定對快速、堅韌對強硬、伏兵對銳利、嚴明對機密:162。
1939年2月10日，日軍佔領海南島:39；6月发动潮汕戰鬥占领潮安、汕头；11月，登陸欽州灣；兵力約5萬人，西趨廣西，襲陷省城南寧，完全斷絕中國與法屬印度支那間之交通:686。11月15日，日軍70艘登陸艇在北海灣龍門港登陸，很快占領南寧；12月4日，占領崑崙關；桂林行營主任白崇禧要收復崑崙關，向蔣申請調用中央軍第五軍任主攻:155。12月，國軍16萬於南寧東北崑崙關大舉反攻，歷時兩月:686。12月18日，國軍反攻，血戰近兩週奪回崑崙關:157。而在1939年10月下旬時，時任陸軍次官的阿南惟幾在省部聯合會議上發言表示，已經有數十萬名日軍陣亡於中國戰場:46。
日本對外擴張政策，分南進與北進:684。1939年5月起諾門罕戰役，蘇軍在朱可夫統領下以寡敵眾，擊潰日本關東軍兩個師團:155。直接导致平沼骐一郎内阁倒台。7月，日本決定南進，為處理「中國事變」，更須解決南方問題，斷絕越南、緬甸與中國交通:684。
1940年，日軍出兵侵入越南，威脅英荷南洋帝國:257。6月，乘法國在歐洲戰敗，迫令維希法國停止滇越鐵路為中國運輸物資，中國通海口之交通線全斷:684。7月，英國政府為討好日本，竟封鎖中國唯一國際邊道滇緬公路，使中國作戰物資之出口完全斷絕:257。後因美國對日態度趨於強硬，3個月後，始行重開:684。自此中國深感財政困難，通貨膨脹不已，軍民生活日益艱苦，直到1944年秋間，實為中國抗戰最艱苦階段:257。9月，六萬日軍登陸安南北部進攻滇桂:41。而日軍同樣付出極為慘重的代價，如東條英機在1941年10月14日的發言當中，就承認日軍已經有數十萬人在華作戰陣亡:611。另根據日本戰後研究，在華日軍作戰陣亡或因重傷殘廢無法再度返回戰場：1937年至少5.1萬人，1938年至少8.9萬人，1939年至少8.2萬人，1940年至少4.2萬人，1941年至少4.1萬:204-205。

### 敵後戰場

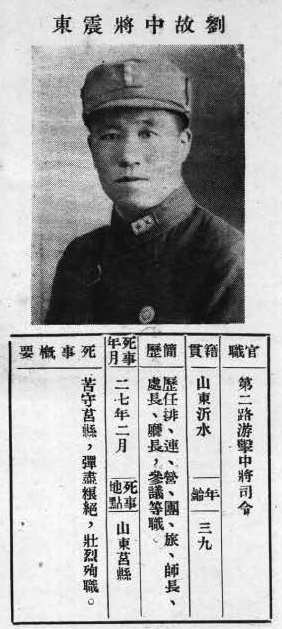
敵後區游擊司令劉震東

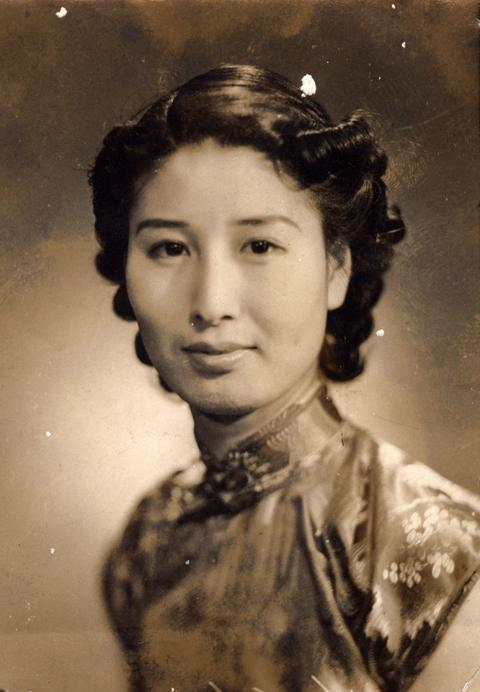
敵後特務烈士鄭蘋如

国民政府1938年11月劃分的十二個作戰區域，分別為第一戰區、第二戰區、第三戰區、第四戰區、第五戰區、第六戰區、第七戰區、第八戰區、第九戰區、第十戰區、魯蘇戰區和冀察戰區:409-410。
為孤立抗日力量，日軍強迫大批老百姓遷徙到其劃定之變相集中營，建立「集團部落」，使許多地方成為「無人區」，以此割斷民眾與抗日軍隊之聯繫:133。日本嚴格禁止老百姓在「無人區」居住和耕作；而在「集團部落」內部，則實行「米穀統制」政策，農民自己加工糧食之工具也被沒收；日軍規定農民生產之一切糧食果品統歸大倉，嚴禁私留或者買賣，否則受到嚴厲懲罰；生活在「集體部落」之老百姓已經失去一切人身自由:133。
日本軍製造「滿洲國」後，萬里長城成為它與華北地區之所謂「交界」地帶；從1941年秋到1942年秋，中國共產黨領導之八路軍沿長城一線建立帶狀之抗日根據地；日本軍感到威脅，在「滿洲國」軍配合下，把居民強行遷移到集團部落，將原來之村莊燒毁，不願意遷移之居民則被屠殺，結果在沿長城一線建立500公里以上之無人區；因此，大量農民失去家園，因飢餓與疾病而死亡:133。1940年10月2日至11月30日間，日軍在掃蕩八路軍晉冀魯豫邊區的太行區與太岳區時，下令：「這次作戰，與過去完全相異，乃是在於求得完全殲滅八路軍及八路軍根據地。凡是敵人地域內的人，不問男女老幼，應全部殺死；所有房屋，應一律燒毀，所有糧秣，其不能搬運的，亦一律燒毀，鍋碗要一律打碎，井要一律埋死或下毒。」
1939年華北日軍總共有6,637人戰死、16,758人戰傷，1940年華北日軍則有6,337人戰死，13,200人戰傷。

#### 國共爭奪敵後戰場
1939年11月26日冬季攻勢晋系阎锡山爆發十二月事变，11月28日薄一波领导的山西新军宣佈起義脱离晋系编入八路军120师、129师编制，促使冬季攻勢擔任主力的第二戰區處於混亂:682:389。12月冬季攻勢，國軍動員80個師，55萬兵力，各戰區分別收復包頭、信陽、沁陽等城市；隔年更攻入開封、新野、襄陽、福州等地；日軍反攻回復原來戰線，日本軍部檢討時認為：「……我軍未依期望進展，掌握主動，致使中國軍隊能發動此一頑強之攻勢，直可視為事變以來陸軍最為黯淡之時期。」:162

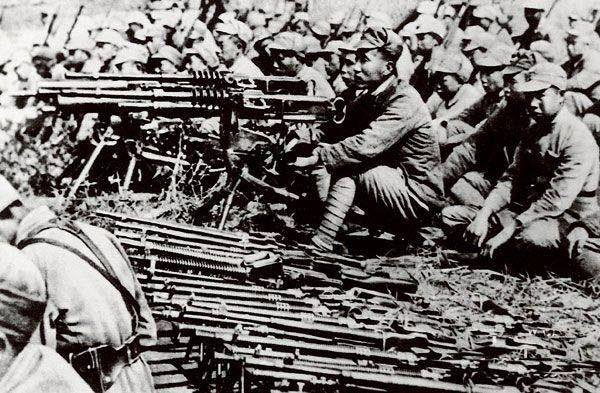
1940年，第89軍在黄桥战役中被殲；三個月後，新四軍在皖南事變中被殲。國共互相指責

1940年3月，国军由山西南部經太行山至河北向日軍發動攻勢，八路军在距離日軍50英里外的情況下發動抗擊朱怀冰、石友三的6萬國軍，八路军取得上风:390。华中地区国共发生竹沟惨案、平江惨案等事件，中共处于不利地位:388。1940年10月，新四軍與蘇魯戰區之國軍游擊隊在江蘇泰州黃橋鎮衝突，消滅蘇北國軍:171。蘇北地區的中國共產黨新四軍与當地駐紮的國民革命軍发生黃橋戰役，一舉击溃江蘇省政府主席韓德勤所屬國民革命軍第八十九軍:391。軍事委員會命令新四軍一律開赴黃河以北作戰；命令期限一再展延；第三戰區司令長官顧祝同指揮第三十二集團軍上官雲相部包圍新四軍主力10,000多人:171-172。1941年1月4日至12日，新四军在皖南泾县遭国军包圍（皖南事變），軍長叶挺以下5,000人被俘，副軍長項英被殺，番號撤銷；中國共產黨稱為第二次反共高潮，自行任命陳毅為新四軍軍長，劉少奇為政治委員，並要求恢復該軍番號，懲辦與事變有關人員，撤退華中國軍，平毁陝甘寧邊區封鎖線，廢除一黨專政，再要求承認中國共產黨之抗日政權，維持華北、華中及西北防地現狀，八路軍、新四軍編為6個軍，成立各黨派聯合委員會，國、共代表分任主席副主席:682。最後中共统一整编陇海铁路以南的八路军、新四军部队为7个师:400。

## 1941年—1945年

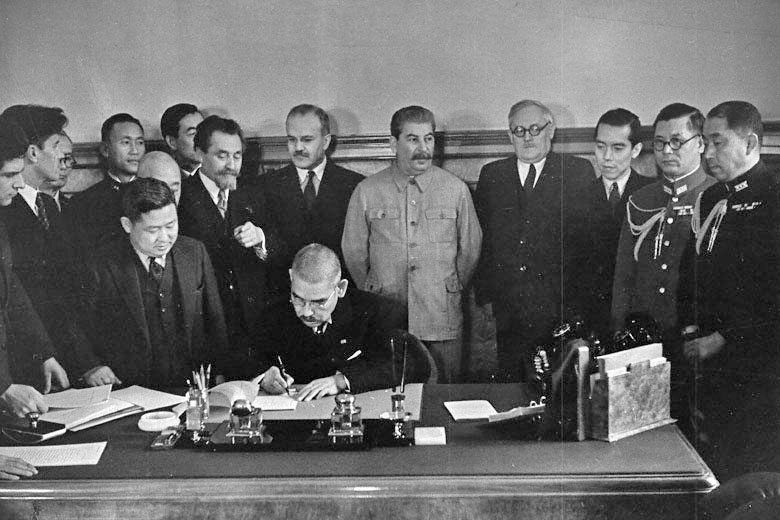
1941年，蘇聯與日本簽訂《中立條約》，互相承认滿蒙两国的领土，中國失去僅有的外界官方援助，自此孤立無援

1941年4月，蘇聯與日本簽署《日蘇中立條約》、《共同宣言》，其宣言內有：「……蘇聯誓當尊重滿洲國之領土完整與神聖不可侵犯性，日本誓當尊重蒙古人民共和國之領土完整與神聖不可侵犯性」:4681-4682。中國共產黨出于此条约有利于打破德日包围苏联的局势，为国际局势考虑，表態全力支持。但其态度难以为民众所接受:8-9。國民政府外交部王寵惠部長發表聲明，強調東北四省及外蒙均為中華民國之領土，《蘇日共同宣言》對中國絕對無效:757-758。

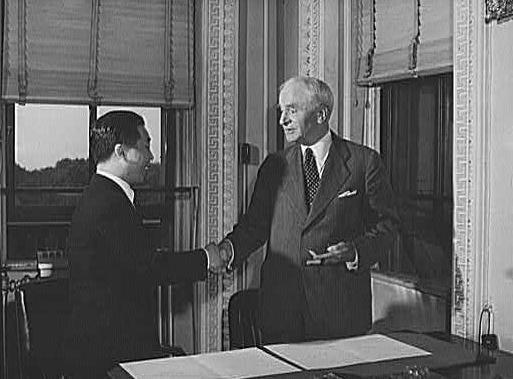
美國取消在華治外法權

1941年7月，美國總統羅斯福禁止對日本輸出石油等戰略物資，凍結日本在美財產，並要求日軍撤出越南:178。當時日本雖還有不少蘇聯庫頁島的豐富油田開採權，但只能勉強支持其侵華，因此在年底襲擊夏威夷，擴大為太平洋戰爭，英美參戰，也讓中日間歇息的戰火又逐漸興起。
1944年春季，中國軍隊在華北、華中、華南敵後戰場發動攻勢作戰，不過日軍也發動最大規模的一號作戰進行總攻擊，日本稍微佔上風的情況下，達到了最大佔領範圍；至1945年夏季國軍反攻態勢始慢慢出現，期間共殲滅日偽軍47萬餘人，攻克城市70餘座，收復大片國土:165。

### 中国内陆戰區

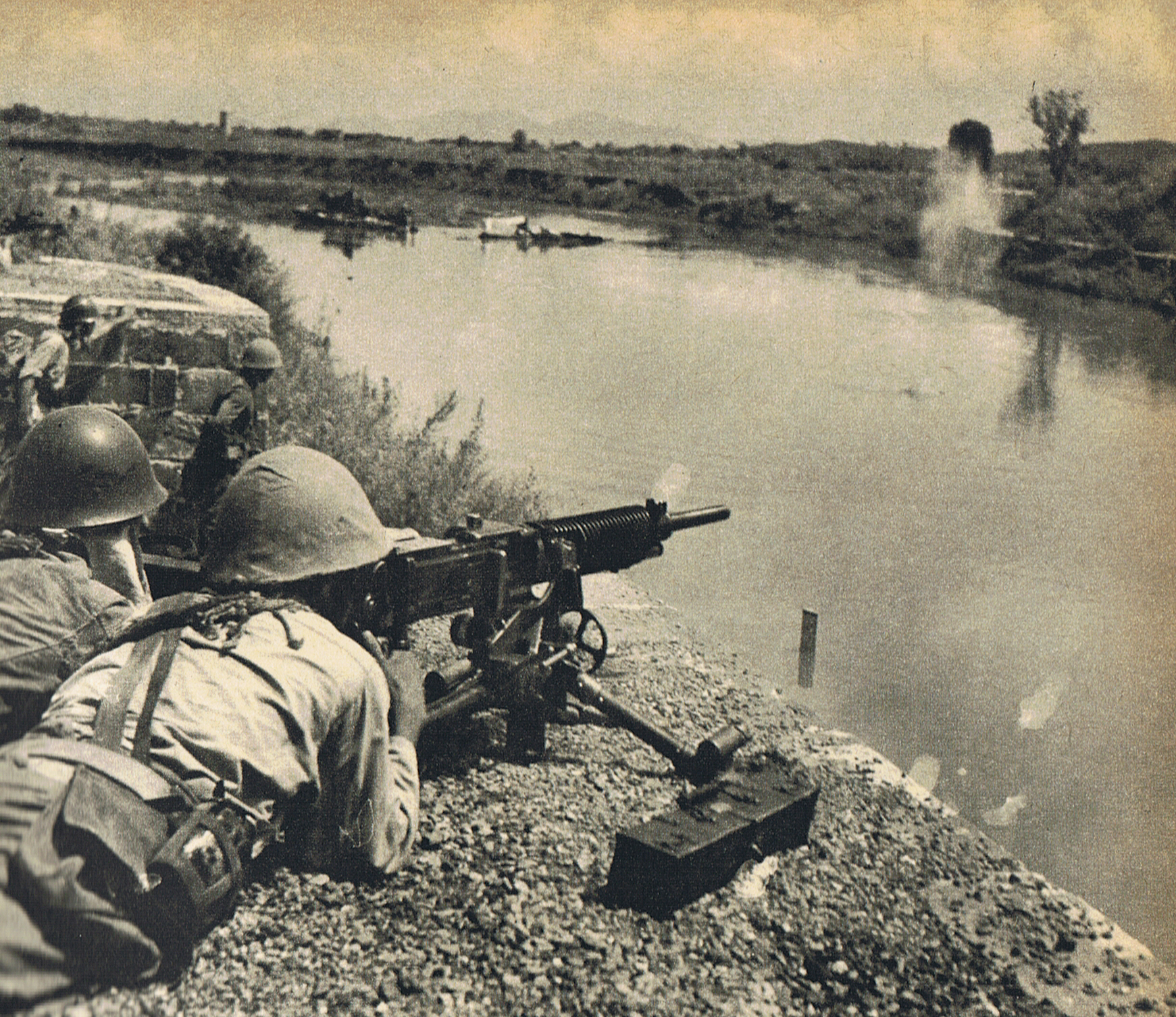
1941年9月，第二次長沙會戰期間的日軍陣地

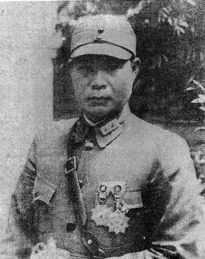
台灣新竹人鄒洪上將，長沙會戰有功獲雲麾勛章

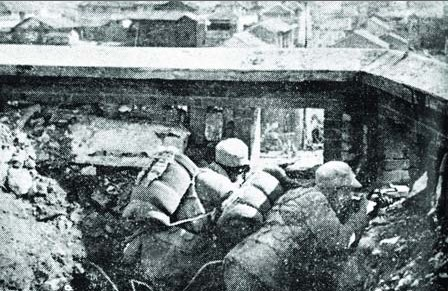
1942年1月第三次長沙會戰，國軍第十軍陣地

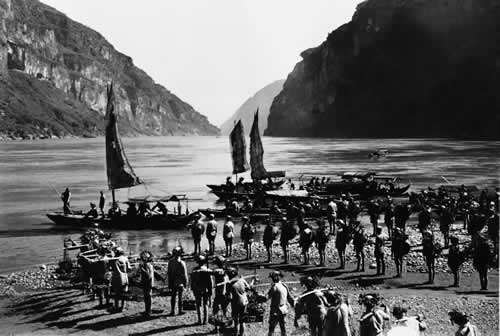
1943年夏，第六戰區中國軍隊在三峡地区行军

1939年9月至1944年8月期間，中國軍隊與日軍在第九戰區有過4次大規模會戰，日軍先後出動66萬人次、共傷亡10.7萬人，國軍出動100多萬人次、共傷亡13萬人，在中國抗日戰爭中規模最大、歷時最長；直到1944年5月第四次長沙會戰，激戰月餘，日軍才攻陷長沙。1941年1月16日，日本陆军中央部制定了《对华长期作战计划》，企图在年内在不减少现有兵力，对重庆国民政府采取高压的军事态势，利用国际形势变化尽早解决中国作战:338。1941年9月，日軍第二次來攻，4天後退卻，此為第二次長沙之捷:686。日軍第11軍司令官阿南惟幾目的在消滅第九戰區作戰主力，在9月28日攻入長沙，10月1日日軍主動撤退；國軍由西、北、南三面增援，損失嚴重:177。第二次长沙会战于1941年9月6日爆发，历时33天，日军攻占长沙，之后迅速撤离，国军趁机收复失地，双方恢复战前状态:345。阿南惟幾為策應日軍奪取香港作戰，再次進兵長沙，薛岳領導國軍節節抵抗，削弱日軍攻勢後往兩翼撤退，誘使日軍抵達長沙城下，兩側國軍切斷日軍補給線；1942年1日日軍不支後撤，遭國軍攔截襲擊，损失惨重:177。第三次长沙会战是太平洋战争开战以来，同盟国取得的首次胜利，极大提升了中国的国际影响力:99。
1942年5月，日军发动浙赣会战，在打通浙赣铁路，摧毁沿线机场后撤退:99-111。

### 緬印戰區

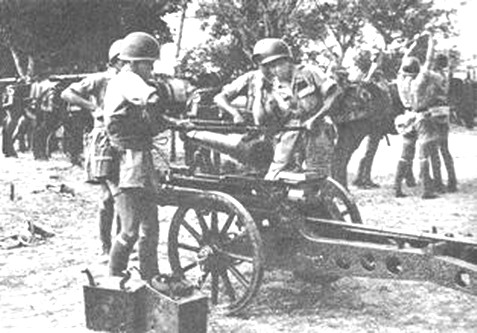
1942年，正在組裝M1榴彈炮的中國遠征軍

日本方面不滿足于控制東南亞的油氣資源，注意到滇緬公路對中國的意義:362。原本中英两军预定在曼德勒筹划與日軍会战:45，但日軍先夺取英军控制的仁安羌，使得英军开始向印度退兵，於是日軍迂回至国军背後，令中国远征军右翼暴露，结果联合作战破局成為各自潰退慘劇，远征军国民革命军第五军殘部被迫自野人山回國或撤往印度，国民革命军第六十六军撤退回国:46-49。

1943年6月，中國遠征軍於怒江畔作戰

史迪威重一隅而忽略全局，與中國全面抗戰之戰略觀念不同；遂公開反抗蔣之命令:131。1943年6月24日，史氏因要求撤換杜聿明軍長不獲中國政府同意，乃不經預告，於二日後將中國戰區作戰之美國第十隊轟炸機，全部調埃及助英軍作戰:131。其後史氏曾拒絕將租借法案下撥給中美商業組織之中國航空公司兩架運輸機轉交中國空軍，不肯向華盛頓代轉中國前線500架飛機之作戰計劃，反對美軍1000桶飛機汽油之借用:131。史氏甚至要求擔任中國三軍統帥，美援武器直接援助中共，大為中國朝野所不滿:131。

### 战事逆转

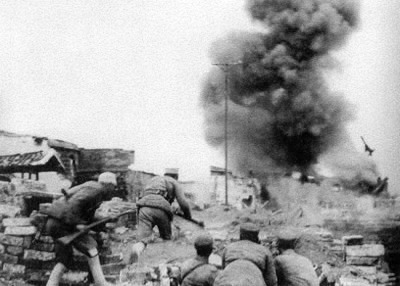
1943年冬常德會戰

1943年11月，中、美、英三国元首在埃及开罗發表新聞公報《开罗宣言》，要求战後日本归还自1895年占领中国的所有领土:488。1943年11月，日军进攻常德，戰鬥一直持續至12月20日，日軍一度攻占常德，但在中国军队反击下最後撤退:120-130。
1944年1月4日，支那派遣軍向東京大本營提交作戰計畫，準備大規模進攻，打通平漢鐵路及粵漢鐵路，破壞美國在中國空軍基地；1月24日，東京大本營批准作戰計畫，正式名稱是「大陸打通作戰」，行動代號為「一號作戰」，動員兵力51萬，轟炸機200架配合作戰，調集2年用空軍彈藥，軍用馬匹67,000頭:223-225。

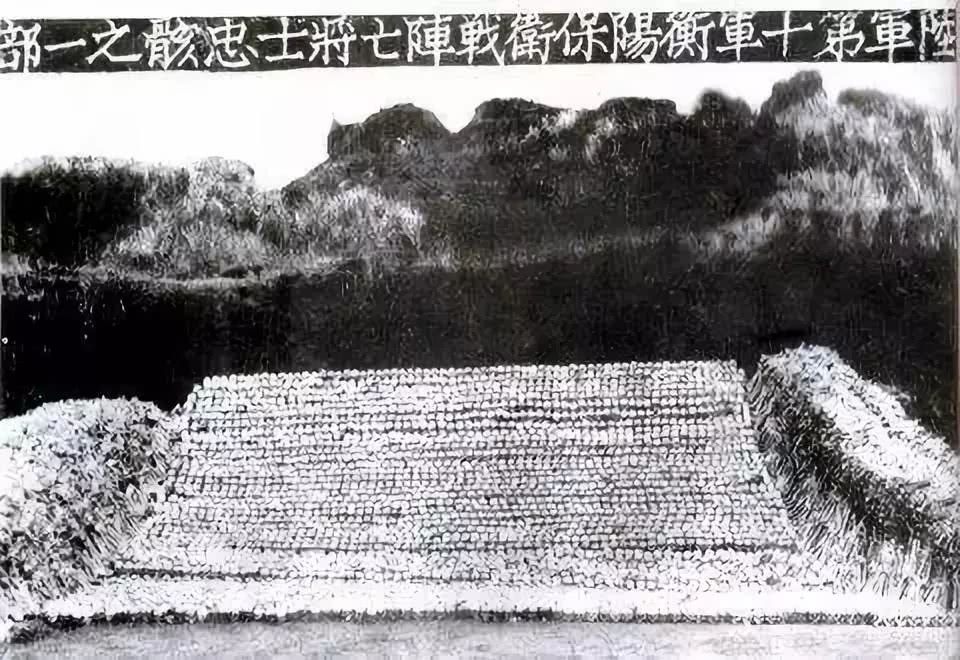
1944年夏，國軍第十軍在衡陽保衛戰中奮戰47日，7600位將士身亡

爲了取得東南亞地區的物資，日本于1944年4月發起豫中会战，击溃湯恩伯在河南省的大军，打通了平汉线之河南至武汉段:841。4月23日、5月1日、5月25日，先後攻陷鄭州、許昌、洛陽:225。6月19日，日軍攻破長沙:235。6月2日，第十軍進駐衡陽:241。第十軍軍長方先觉率部顽强抵抗47天，最终城破:848。第十軍堀壕灌水，作背水一戰之決死陣勢，能夜戰，常逆襲，日方稱為「勇敢之重慶軍」:243。华中日軍与华南日軍又联手发起桂柳會戰，一路占领广西，打通湘桂铁路，最後打到贵州省独山，震动重庆:1032-1033。11月11日，桂林和柳州同時失守；12月5日，日軍攻陷獨山；12月10日，第二十九軍軍長孫元良率900餘人，跑步抵達獨山，擋住日軍攻勢:272-274。
正面戰場之中國軍隊在1944年緬北滇西反攻作戰中也取得勝利，並在6月收復柳州後，制訂反攻計劃；日軍被迫開始收縮戰線:165。1944年5月，由宋希濂指挥的中国远征军第十一集团军强渡怒江，发起滇西反攻，先後攻克日軍坚固防守的松山、腾冲、龙陵，搶通中印公路:551-555。1945年1月，中緬國軍會師南坎:46。中印公路首次通車，蔣決定命名為「史迪威公路」，自茲由印度運入作戰物資，得以暢通，印度輸油管亦接通至昆明:46。

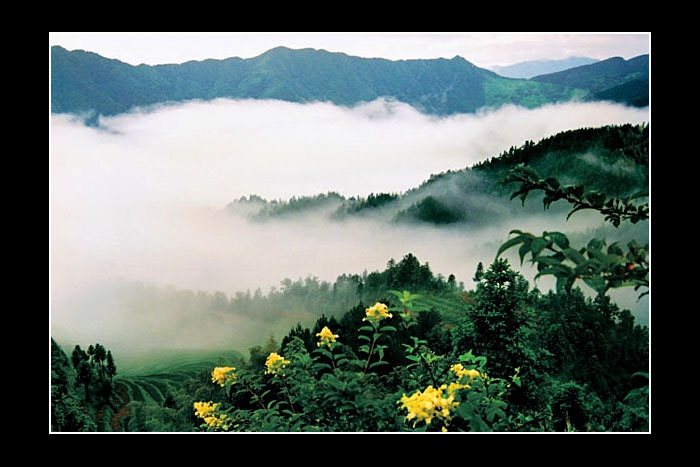
1945年春，湘西會戰日軍重挫，中國轉入反攻。圖為雪峰山

1945年2月以後，盟軍正逐步逼近日本本土，於是為了消滅美軍在中國的飛機場以維持大陸交通線的通暢並早日結束中日戰爭以集中全力於本土防衛，1945年3月起日軍先後發動豫西鄂北会战和湘西会战:1034。在湖北，3月日本軍向西北部發動攻擊，於4月8日攻陷老河口:559。「湘西會戰」從1945年4月9日起，止於6月7日，是中國抗日戰爭中最後一場會戰；日軍為爭奪芷江空軍基地，共投入5個師團10萬兵力，國軍由何應欽親自指揮9個軍26個師18萬兵力，戰線長達200餘公里。戰場位置在湖南省中西部，此戰又稱「芷江攻略戰」。日軍攻入湖南西部，但是在中国军队抵抗之下，日軍遭受挫敗而退回原陣地:1035。雙方參戰總兵力28萬人，戰線長達200公里。國軍在會戰主力王耀武指揮下，取得雪峰山大捷，會戰以日軍戰敗而結束，殲敵3萬餘人。在湖南戰場上中國軍民一寸山河一寸血之浴血奮戰，激起中華民族戰勝日軍之信心和勇氣，日軍自此逐步收縮戰線。湘西會戰之勝利，標誌中國抗日正面戰場由防禦轉入反攻階段。
1945年7月27日，國軍反攻，收復桂林:46。策定反攻廣州計劃，完成一切部署，陸軍總司令部推進桂林:46。8月，美國第十航空隊調增中國:46。

### 新疆政局動盪

1944年，蘇聯和中共幫助東突厥斯坦建國

1944年9月，蘇聯駐伊寧縣領事公開支持肯定「伊寧解放組織」，隨後該組織在迪化市、阿山、塔城縣、阿克蘇等地建立分支機構，為之後的三區革命創造了有利的基礎。

11月7日，東突解放組織特別選在蘇聯十月革命紀念日發動大暴動「伊寧起義」。11月8日，穿著哈薩克蘇維埃社會主義共和國軍服的士兵乘坐十多輛馬車，車上架有機槍封鎖伊寧城北司令部橋頭，阻止國民革命軍增援。11月12日，暴動者在封鎖伊寧市區後，開始針對漢族屠殺。11月12日，爆发伊宁事变（中共稱為三区革命，中華民國稱為「叛亂」），在伊犁、塔城、阿爾泰三个地区建立東突厥斯坦共和國，臨時政府主席艾力汗·吐烈（乌兹别克人）說：
|  | 醒來吧！醒來的時代到了。真主是我們的信仰，穆罕默德是我們的聖人，伊斯蘭是我們的宗教，東突厥斯坦是我們的祖國。……按真主‘給暴虐以懲罰’的意志，我們相信真主無疑的諾言。我們伊犁人民團結起來，用棍棒鐵鎚起來反對橫暴的政權而起義了，短時間內把漢人政權推翻後建立我們的伊斯蘭政府。漢族血腥壓迫的旗幟將被我們踏在腳下成灰燼。我們舉起祖先留下來具有宗教意義的月芽、星星標誌……所謂‘新疆是中國領土不可分割的一部份’謬論，製造假歷史的騙子們，應該聽清楚，永遠記住以下事實：他們不要忘了，東突厥斯坦英雄的兒女們曾用棍棒攻擊他們，漢族忍受不了這種打擊。中國的官吏和帝王為了自己的土地和政權，建築了三千五百公里萬里長城，像害怕鷹的兔子一樣跑到長城裡面。這些事實雖然被漢族政府歷史學家所隱瞞，但全世界歷史可以證明這一事實。太陽是不能被衣襟遮蓋住的。…… |

1945年1月5日，“东突厥斯坦共和国”宣布脱离中華民國而独立，和国臨時政府主席艾力汗·吐烈，副主席阿奇木伯克·霍加，總司令阿列克山德洛夫。4月，曹達諾夫·扎義爾成為“东突厥斯坦共和国”民族軍政治部部長，在事後肯定蘇聯動員部隊參與伊寧起義的貢獻。9月，國軍新編第46師徐汝誠到達迪化前線，第八戰區副司令郭寄嶠進入新疆。9月13日，國府吳忠信、朱紹良、郭寄嶠分析情勢：「三區叛亂軍已推進到瑪納斯河，距迪化僅兩日路程，目前屯兵瑪納斯西，有向迪化進攻之勢。現守迪化之軍隊僅六營，援軍由青海或蘭州最快八到十日才能到達。」
暴動期間中國的《新華日報》、《解放日報》、《東北日報》、《邊疆服務》等報刊則對國民政府壓迫新疆少數民族、殘酷剝削政策進行報導，並聯合中共中央共同聲援伊寧事變的民族起義。新疆暴亂的革命者（如阿合買提江·哈斯木、伊斯哈克拜克·木農阿吉）自稱「東突厥斯坦共和國政府」、「民族軍」或「11月革命」。中共1950年以前稱新疆暴動者為「伊犁當局」、「伊塔阿三區」，在伊寧事變領導者因空難死亡後改稱為「中國新民主主義革命的一部份-三區革命」。

### 日本投降
1945年7月26日，中國蔣委員長（未被邀請與會）、美國總統杜魯門與英國首相邱吉爾，在波茨坦发表聲明，對日本提出最後通諜，促其宣佈无条件投降，否则将使用三國巨大之陸海軍全部力量，使日本武力及其本土完全毁滅:225。日本始終認為如果無條件投降，等於毁滅日本；公告中雖有將來可依日本人民的意志，成立一個傾向於和平及負責之政府之字句，然而未提及日本最關心之是否保存天皇，因之不肯接受:715。

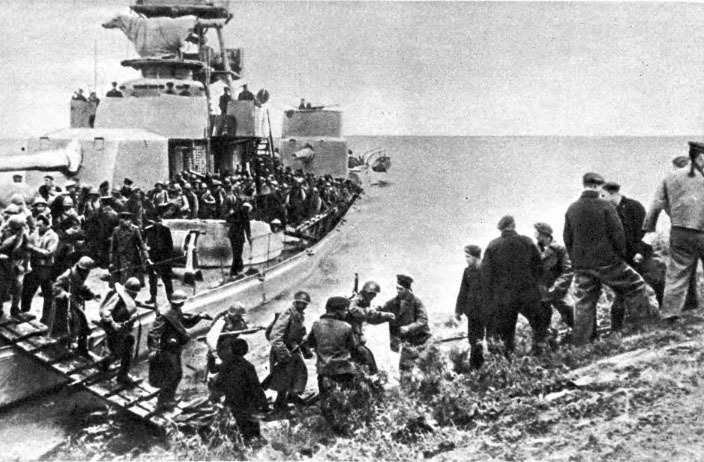
8月，蘇軍越過黑龍江，迅速擊潰關東軍

1945年8月6日，为避免採取大量傷亡的登陸戰以及在先苏联一步拿下日本本土，美军在日本廣島市投下第一枚原子彈，8月9日又在長崎市投下第二枚原子彈:1245、1250。8月8日，蘇聯根據雅爾塔秘密協議宣布對日作戰，隨後出兵中國東北，相繼佔領朝鮮北部:165。8月9日，中國各個敵後根據地軍民開始大規模反攻作戰，取得重大戰績:165。8月10日下午7時，日本政府正式向中、美、英、蘇四國發出《日本請降照會》:1256。下午7時50分，日本政府請降書，已請由瑞士、瑞典轉達盟方，日本願意接受盟方《波茨坦宣言》之各項規定，無條件投降，但僅要求保留天皇，仍為日本元首:227。晚上8時許，日本無條件投降消息經中央通訊社收獲，發佈號外，「頃刻震動全市，街頭人山人海，遍處歡呼吶喊……超過十萬以上之男女老少市民……奔赴國民政府暨中央黨部前歡呼，向蔣主席致敬……」:668-669同日，在延安總部，八路軍總司令朱德發佈大反攻第一號命令，令山西、河北、山東、綏遠軍隊進向察哈爾、熱河、遼寧，配合蘇聯及外蒙軍作戰，亦即搶先進入東北:720。8月13日，毛澤東對幹部演說:720。8月14日，朱德、彭德懷電陳蔣，公開表示抗拒統帥部8月10日給予該軍駐防待命之命令，8月15日朱德又自稱「中國解放區抗日軍總司令」致電岡村寧次飭其命令所屬日軍投降，受降地點及代表指定：一、華北在阜平地區，由聶榮臻負責；二、華東在天長地區，由陳毅負責；三、鄂豫兩省，在大別山地區，由李先念負責；四、廣東在東莞地區，由曾生負責:404。
在中國軍民和蘇美盟國打擊下，日本已無力繼續戰爭，於1945年8月15日宣布無條件投降:165。1945年8月15日晨，同盟國由瑞士政府之通知，獲悉日本天皇已頒勅令，接受《波茨坦宣言》之各項規定，宣告投降後，遂同時公佈日本無條件投降:230。是日正午，日本昭和天皇通過廣播發表《终战诏书》，宣布接受无条件投降:46-47:1280。8月15日15时，中國解放區抗日軍總司令朱德致電岡村寧次，飭其命令所屬向中国共产党投降:147。朱德另電岡村寧次，命令日軍分別向華北、華東、華中、華南（廣東）中共將領投降:721。8月16日，日本大本營向全體陸海軍發佈命令，停止戰鬥行動:681。於1944年接替汪精衛擔偽國民政府主席兼行政院長之陳公博，宣布解散偽國民政府，汪精衛政權宣告滅亡。日本既已宣佈無條件投降，盟國遂委任麥克阿瑟將軍為盟軍最高統帥，接受所有日本皇軍投降（all Japanese armed forces by the Emperor），並負責主持佔領日本本土，日投降代表團由首席代表河邊虎四郎參謀總長率領，於8月19日乘飛機至馬尼拉，簽訂投降條件:234。國軍按照盟軍最高統帥麥克阿瑟於《一般命令第一號》所劃分之受降範圍，中國戰區受降範圍應為中國（東北除外，歸蘇軍受降）、台灣以及越南北緯16度以北地區，由陸軍總司令何應欽上將代表中國戰區最高統帥蔣委員長接受日本全面投降:234。8月17日下午5時32分，岡村寧次覆電表示服從指示:234-235。
蘇聯武裝部隊總參謀長安東諾夫大将发表声明：“八月十四日日皇所发表的投降声明，仅仅是无条件投降的一般宣言，给武装部队关于停止敌对行动的命令尚未布，而且日本軍队还在继续进行抵抗，因此，日本实际投降尚未发生。我们只有在日皇命令其军队停止敌对和放下武器，而且这个命令被实际執行的时候，才承认日本军队投降了。鑒于以上各点，远东苏军将继续对日攻势作战。”8月9日，蘇軍佔領德王府，8月23日，八路軍攻克張家口，「蒙疆聯合自治政府」宣告結束。

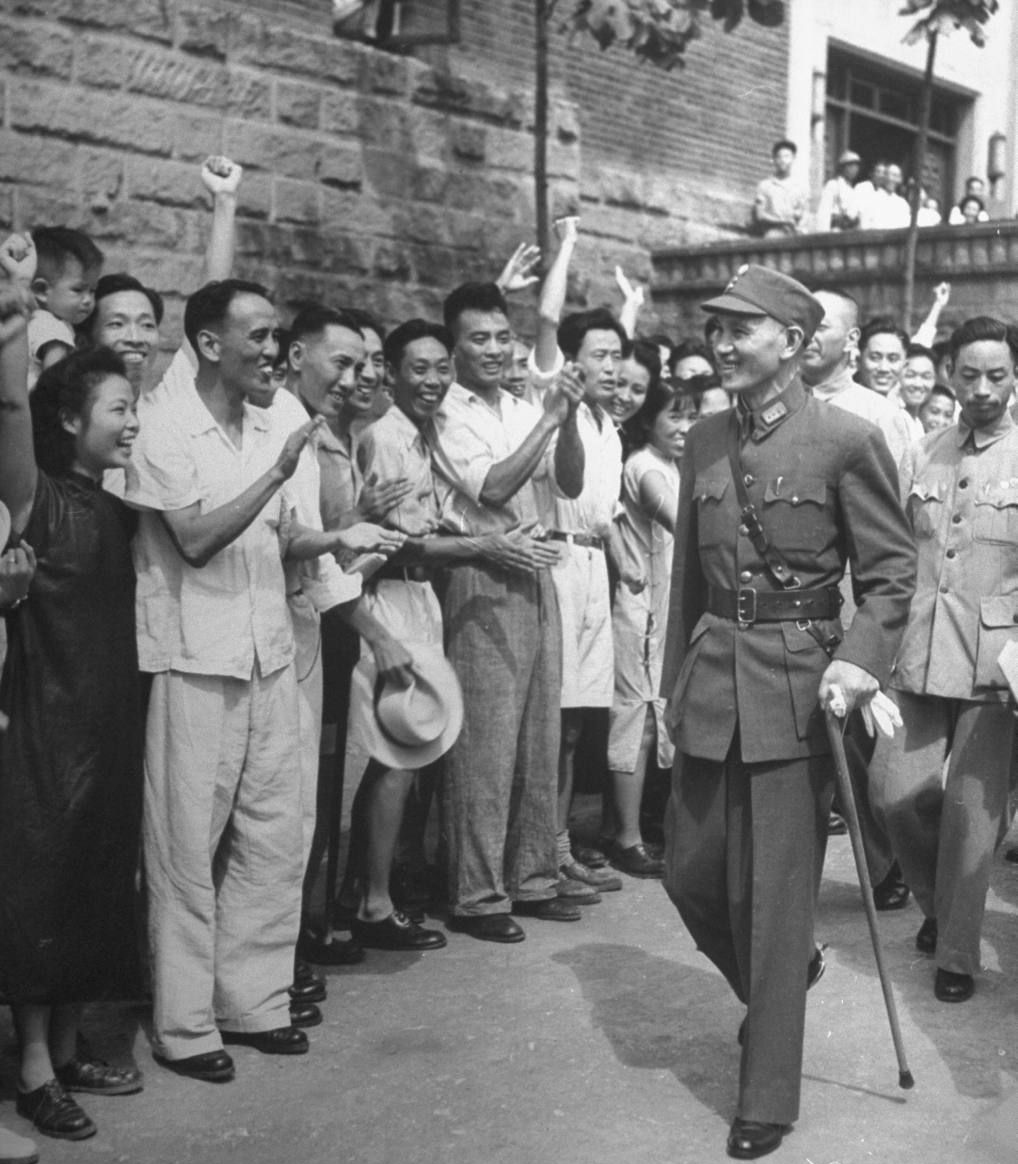
日本簽訂降伏文書翌日（9月3日），蔣走出官邸，參加抗戰勝利大遊行

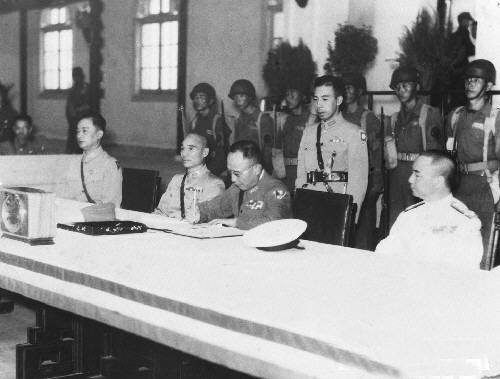
9月9日中国陆军总司令何应钦在南京接受日本中國派遣軍總司令岡村寧次的投降儀式

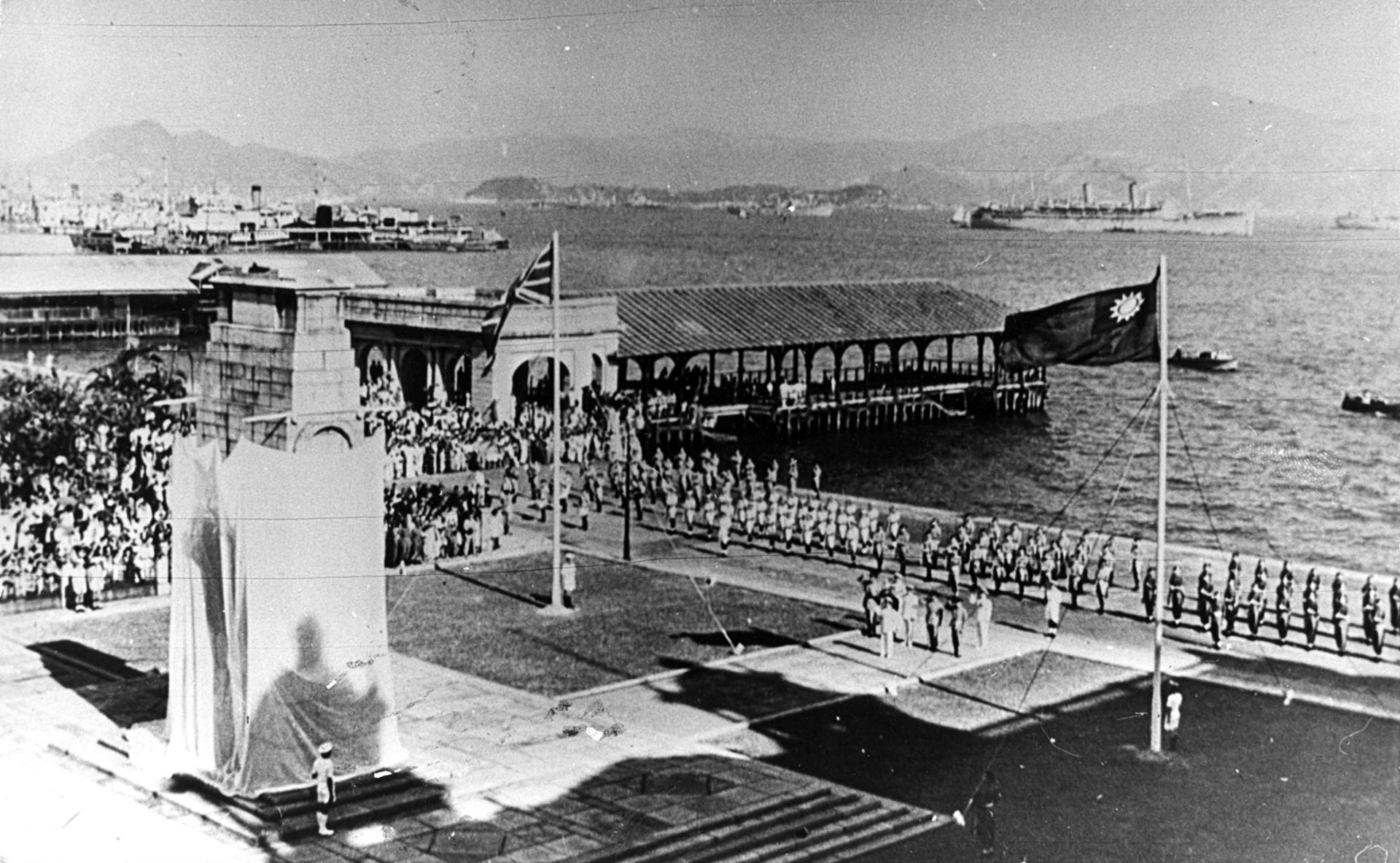
9月16日，香港重光

9月2日，日本外相重光葵、參謀總長梅津美治郎代表日本政府向盟軍統帥麥克阿瑟投降:715，中國派徐永昌參加簽字見證:47。9月8日，何應欽由芷江飛南京，9月9日上午9時，代表最高統帥，主持中國戰區日本投降簽字典禮:237。日本中國派遣軍總司令岡村寧次向中國陸軍總司令何應欽投降，八年中日戰爭告終:715。按盟軍指令，中國戰場上的日軍必須立即向國民政府投降，但中共中央則不這麼認為，除熱河、察哈爾之張家口、山海關等6都市由蘇聯軍所佔據轉交給中共外，其餘重要都市多未進入和平狀態，戰事仍然持續:218-222。
8月，設置台灣省行政長官公署，以陳儀為長官:47。

## 参战方

### 国民革命军（中央軍）

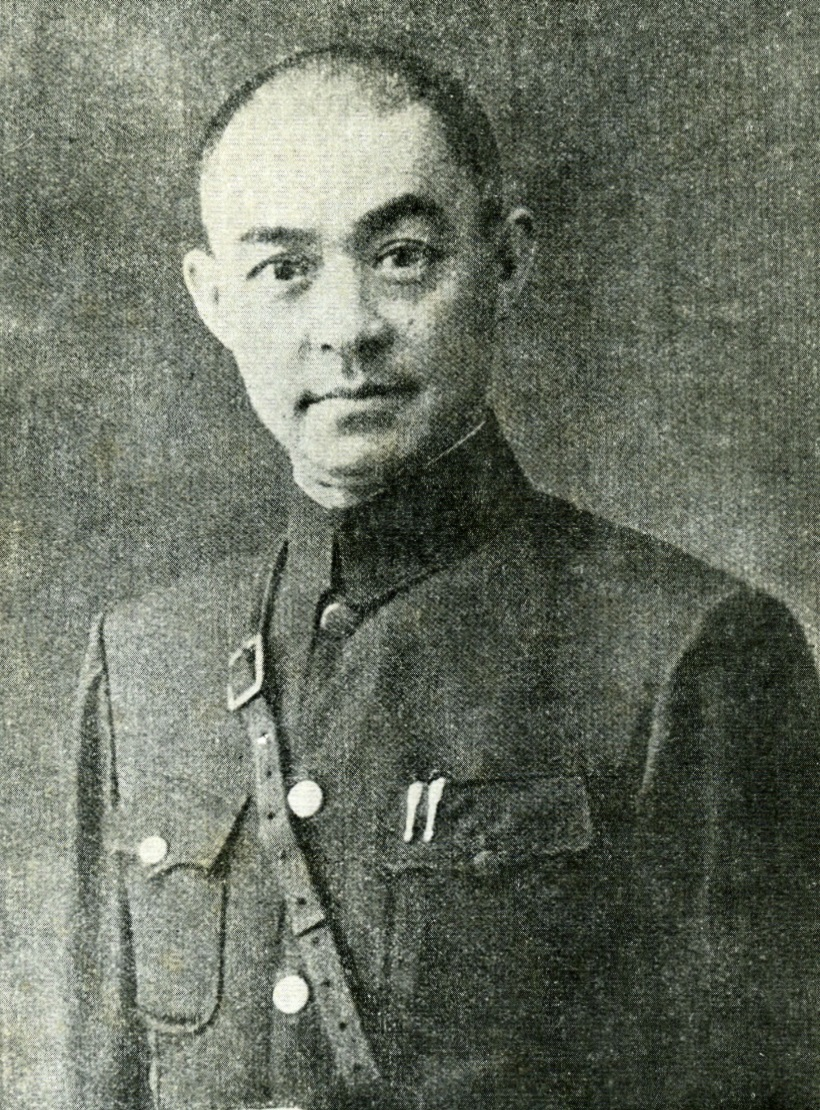
國民革命軍陸軍二級上將張自忠，屢建功勳，在枣宜会战中戰死

至1945年3月，國軍共有31個集團軍，106個軍、316個師。
常州以東到上海一帶是「忠義救國軍」控制，名義上司令官是戴笠，在上海郊區和黃浦江對岸一帶游擊，由青幫和洪門組成，暗殺間諜和漢奸，犧牲100多人；1938年8月13日「忠義救國軍」潛入日軍虹橋機場升起一面中國國旗:268-269。
岡村寧次於1939年時曾表示：「看來敵軍抗日力量的中心不在於四億中國民眾，也不是以各類雜牌軍混合而成的二百萬軍隊，乃是以蔣介石為核心、以黃埔軍校青年軍官階層為主體的中央軍。在歷次會戰中，它不僅是主要的戰鬥原動力，同時還嚴厲督著逐漸喪失戰鬥力意志而徘徊猶豫的地方雜牌軍，使之不致離去而步調一致，因此不可忽視其威力。黃埔軍校教育之徹底，由此可見……有此軍隊存在，要想和平解決事變，無異是緣木求魚。」:163

### 東北抗日武裝

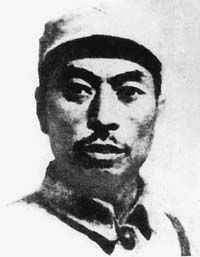
東北抗聯第一路軍總司令楊靖宇，糧絕十日，以棉果腹，寧死不降

東北抗日義勇軍是九一八事變後以東北軍為基礎的自發抗日武裝力量，人數最多時曾達50萬人，但在日軍強大進攻下，義勇軍缺乏統一領導而又成分複雜，1933年即大部瓦解。一部退入關內，一部由中共領導组成東北抗日聯軍，繼續堅持鬥爭。

### 國民革命軍（川軍）

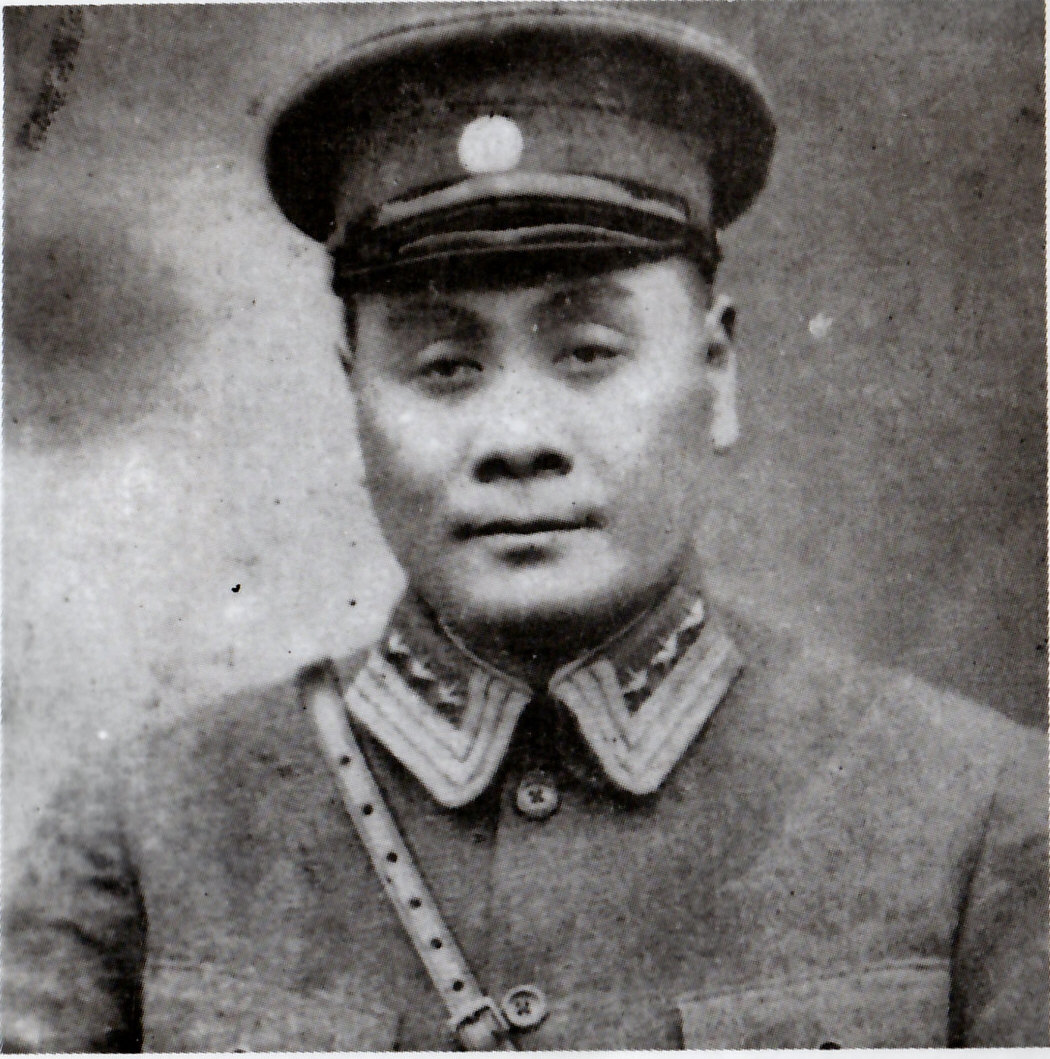
川軍領導人劉湘

川軍為民国地方军阀武裝之一。与其它地方派系不一样，川軍各部不曾統一，內部派系繁雜，劉文輝、鄧錫侯、楊森、劉湘等人各據一方。川康是抗戰中提供最多人力的地區。在1938年-1945年，國軍具備戰鬥力量之部隊約40%均為川軍，實戰人員超過中央軍。充軍壯丁佔全國1/5以上，陣亡將士居全國之冠。

### 國民革命軍（第八路軍、新編第四軍）
國共第二次合作達成後，駐於延安及其周圍之「中央紅軍」統一改編為「國民革命軍第八路軍」；第五次围剿后留守南方的红军部队和南方八省游击队改编为「国民革命军新编第四军」。
新四軍完成訓練後，分成4個師，分別命名為：團結師、前進師、勇敢師和抵抗師，於1938年4月27日離開皖西穎水根據地，開赴前線，5月10日抵達南陵，5月16日分成小股力量沿南京—蕪湖鐵路潛越敵人防線，首次同日軍交戰:240。

### 华侨
著名的南洋华侨机工队活跃在滇缅公路上，保证了抗战物资的运输畅通:339。

### 美国援華

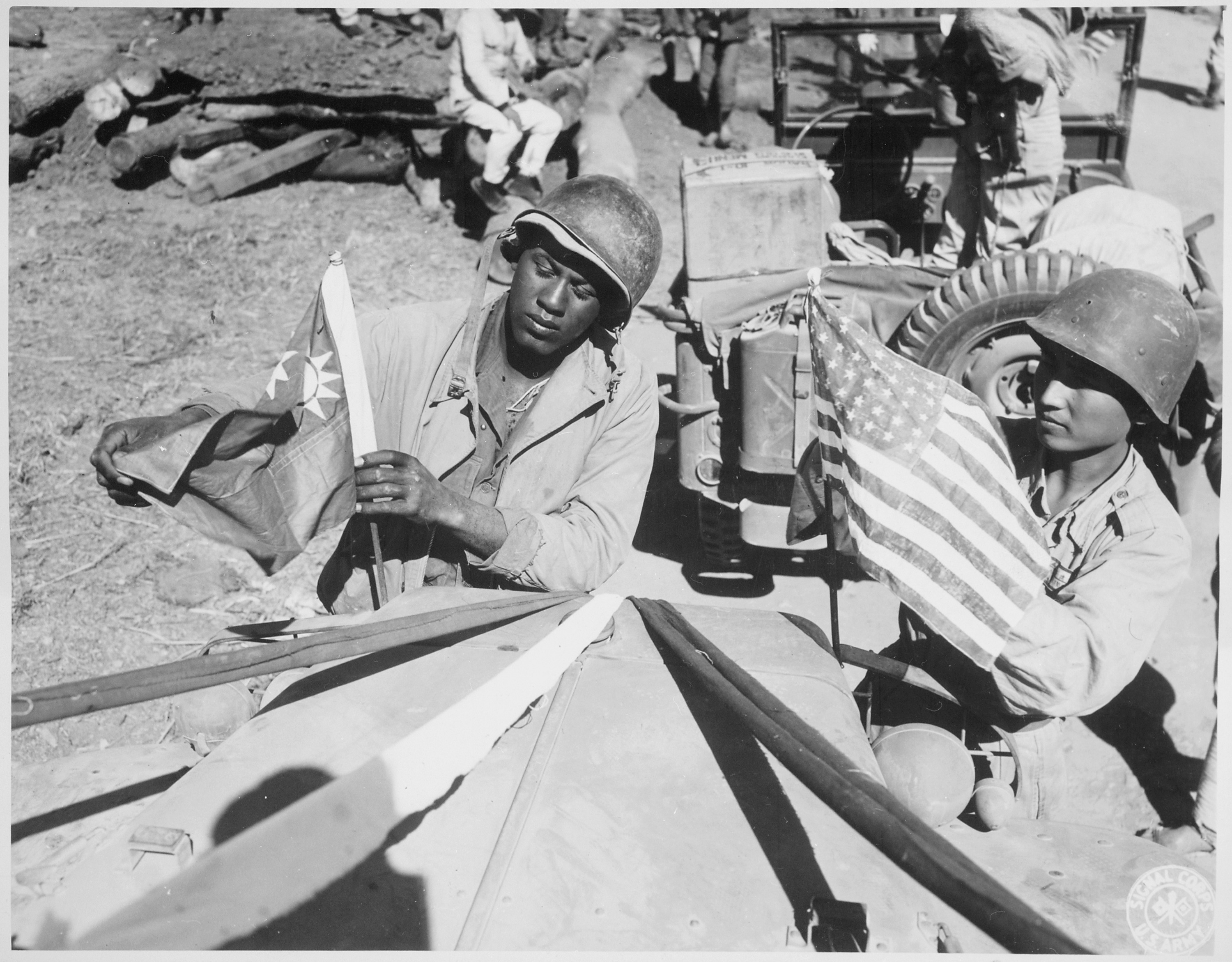
中美士兵互插国旗

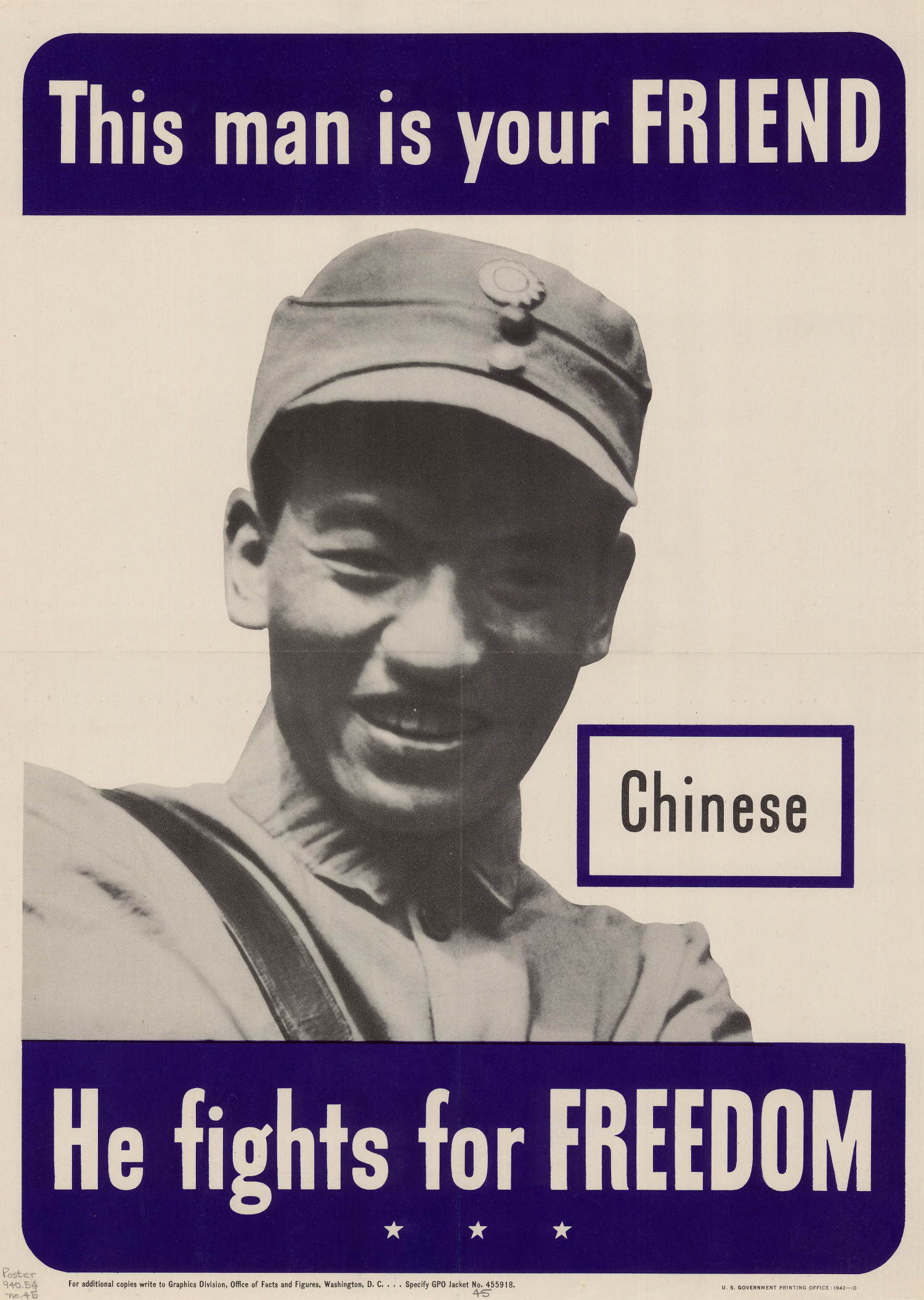
美国国内的宣传海报

抗战初期，美國不願捲入中日戰爭；1937年9月14日，美國總統羅斯福宣布禁向中日兩國運送軍火。直到戰爭進行17個月，即1938年12月，中國方行到美国1,500万美元借款，以桐油抵償:669。外交人員幾經努力，1942之前美國對華提供1.7億美元貸款。
太平洋战争爆发後，美國開始全力援華，1942年向中國提供5億美元無償援助，並根據《租借法案》向對華租借大量軍事物資，包括「駝峰空運」。

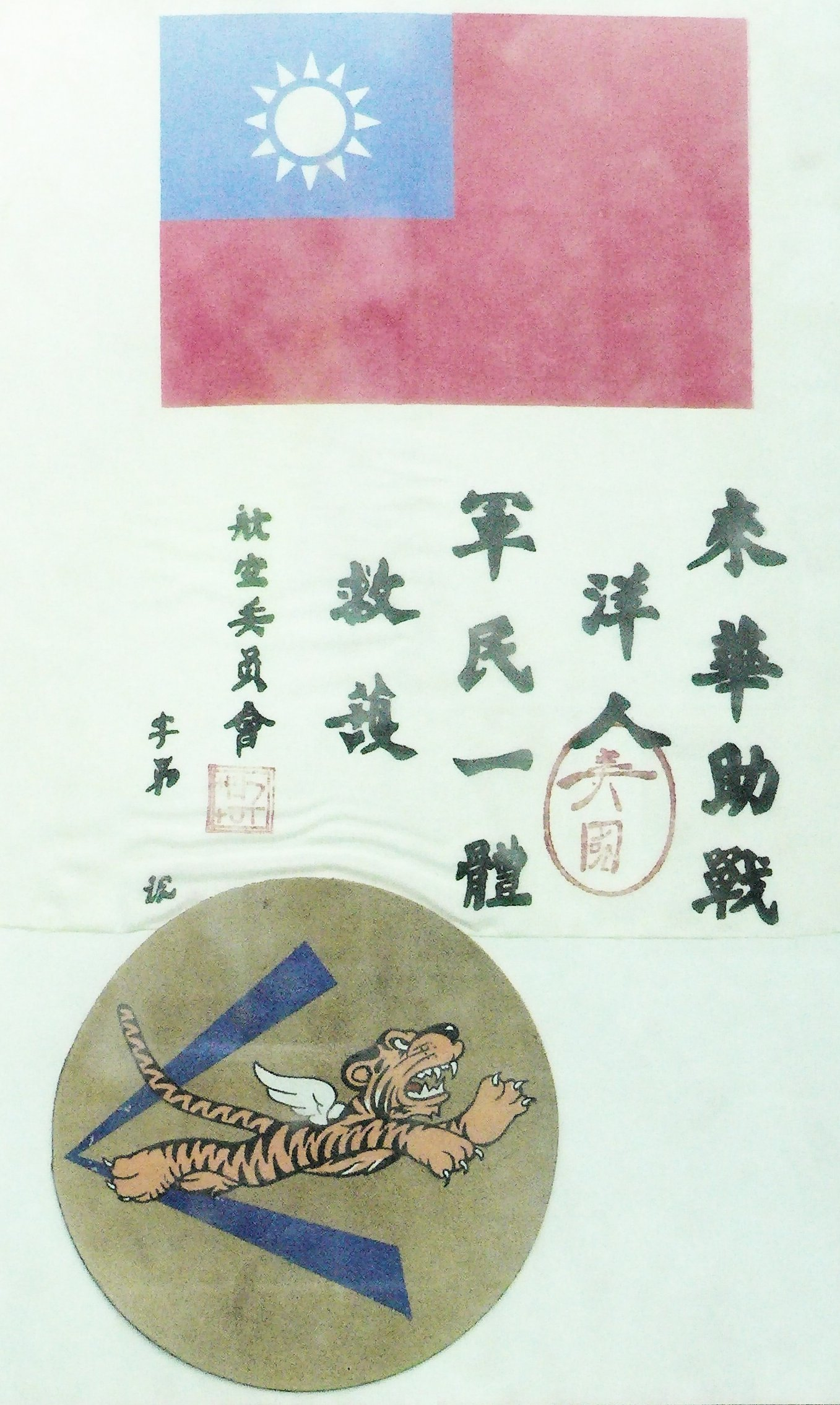
國民政府發給「飞虎队」飛行員的「血幅」和徽章

1937年初，美國陸軍航空隊退役飛行員陳納德獲聘為中國空軍顧問；1941年4月，蘇聯撤走航空志願隊，陳納德遂以此成立以美國機師組成之「美國志願航空隊」，從租借法案爭取到約100架戰機，並在美國招募約100名後備役軍機機師及200名地勤人員。志願隊員月薪750美元，擊落日機1架，給奬金500美元:685。12月空襲珍珠港後，美國年底正式參戰，始改派義務兵員到中國參戰，包括「飛虎隊」、美軍第14航空隊和第20轟炸機隊，以及「中美特種技術合作所」。飛虎隊正式名稱為中華民國空軍美籍志願大隊（American Volunteer Group，縮寫AVG），因為飛機頭部畫上鯊魚頭，而未見過鯊魚之昆明市民稱作「飛老虎」而得名。
1942年6月，根據《中美租借協定》規定，國府分別派遣中國空軍機師赴印度和美國受訓；1943年10月，中美混合聯隊（Chinese-American Composite Wing）成立，隸屬於美國第14航空隊指揮。

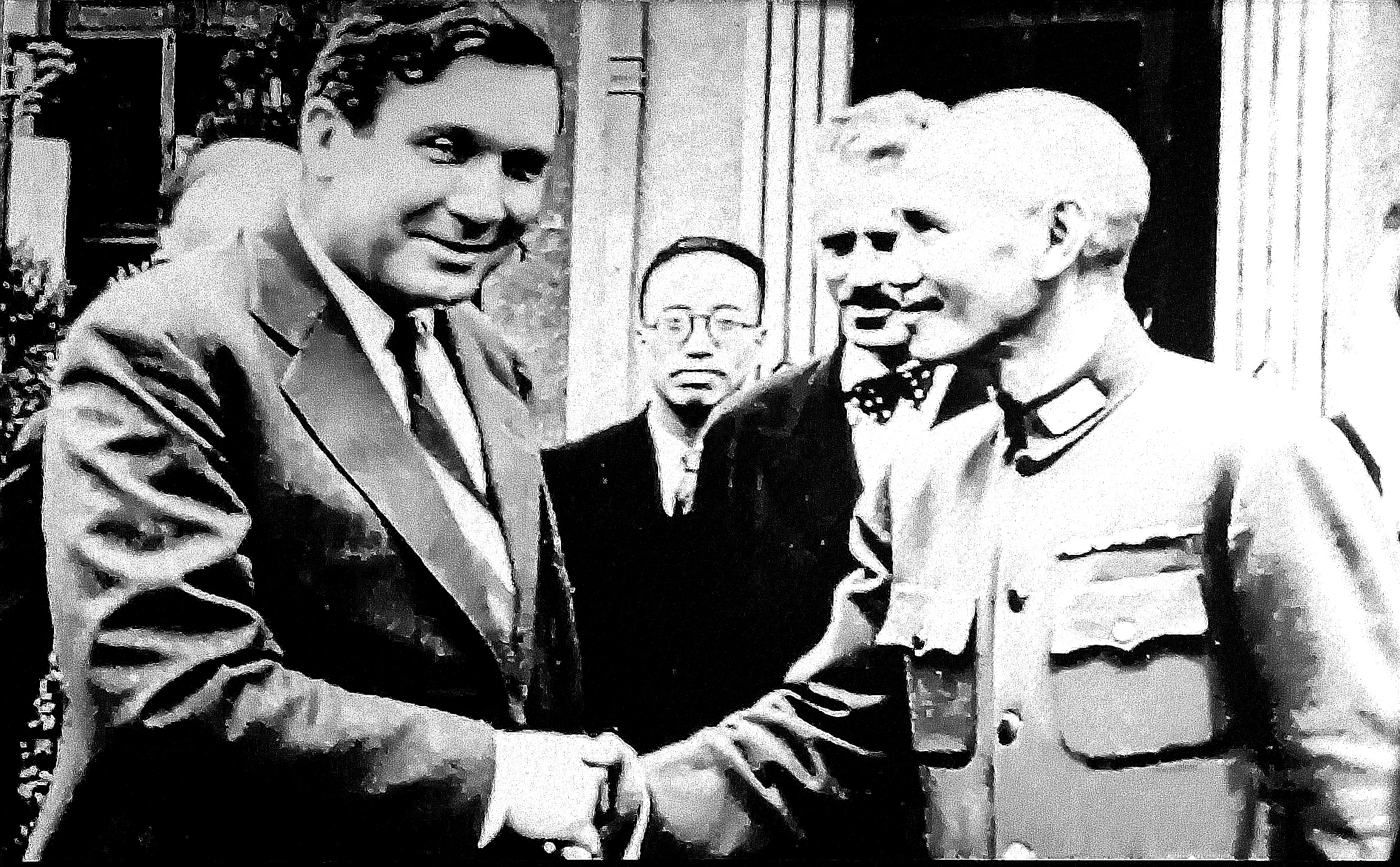
1942年10月，美国总统特使威尔基访华

1942年1月，日軍大舉進攻緬甸，5月切斷中國最後一條對外交通線滇緬公路；6月，中美兩國代表在華盛頓簽署《中美抵抗侵略互助協定》，中國正式成為「租借協定」受援國。4月，中美決定開闢「駝峰航線」，為中國抗日戰爭及美國在亞洲戰場補給油桶、彈藥、藥品、食品和黃金等物資；美國空軍第10航空隊和中國航空公司共同承擔「駝峰」空運任務，其中以美國空運為主。駝峰航線上600多架運輸機幾乎全天候運轉。自1942年起，驼峰航线开辟，從喜马拉雅山脉東側（横断山脉等高寒山区）由印度飛往中國，至二戰結束，中美兩國至少642架飛機失事或失蹤，1,382名機組人員犧牲；向中国運送物資65万吨，佔外援物资總量八成。驼峰航线不僅地形險峻複雜，气候堪稱世界上最恶劣，天氣制約著空运數量；經常有暴風雨、湍流猛烈、橫風每小時160至240公里，結冰嚴重。有時氣候急變影響飛行，使貨物甩出飛機；結冰把機翼壓變形，令飛急降數千英尺。數據顯示，在1941年到1945年之間，援助中國物資81%是透過「駝峰」空運，西起印度阿薩姆邦，向東橫跨喜瑪拉雅山脈、高黎貢山、橫斷山、薩爾溫江、怒江、瀾滄江、金沙江、麗江白沙機場，進入中國雲南和四川，總航程約800公里。航線經過高山海拔4,500至5,500米左右，最高海拔7,000米以上；由於當年飛機設備落後，機上沒有加壓裝置，機員需要極大耐力。
美國開闢中印空運之初，僅供給美國14航空隊之需要，直到1944年春季之後，方始運作戰物資，至於美國對中國之援助，空軍方面獲得數百架飛機及配件和燃油，陸軍則獲得29個師輕裝備，其價值約為5億美元，若按美方援助盟邦之物資2,800億美元計算，或相等於裝備588個裝甲師或2,000步兵師，中國所佔者實在微乎其微:257。所有上述援助合計，中國在抗戰中所獲美援總額達16.02億美元，是所有國家中對華援助最多。

### 苏联援华
1937年4月，國共和解已成，蘇聯表示願給中國以軍火借款，中國反應冷淡:669。8月21日，苏联同中華民国签订《中苏互不侵犯条约》。另有口頭聲明，在中日關係未恢復前，蘇聯不與日本訂立互不侵犯協定，中國不與第三國訂立防共協定，蘇聯允3個至6個月內，實行參戰:669。
苏联對華出售重型武器曾超德國，並先後分別對華贷款3筆，共計2.5亿美元。據統計，抗戰開始至1941年6月蘇德戰爭爆發前，中國利用蘇聯信用借款購買飛機904架（包括輕重轟炸機318架）、坦克82輛、汽車1,516輛、自動牽引車602輛、各種火砲1,140門、機槍9,720挺、步槍6萬枝、步槍子彈16,700多萬發、機槍子彈1,700多萬發、炸彈31,100顆、砲彈187萬多發:486-491。

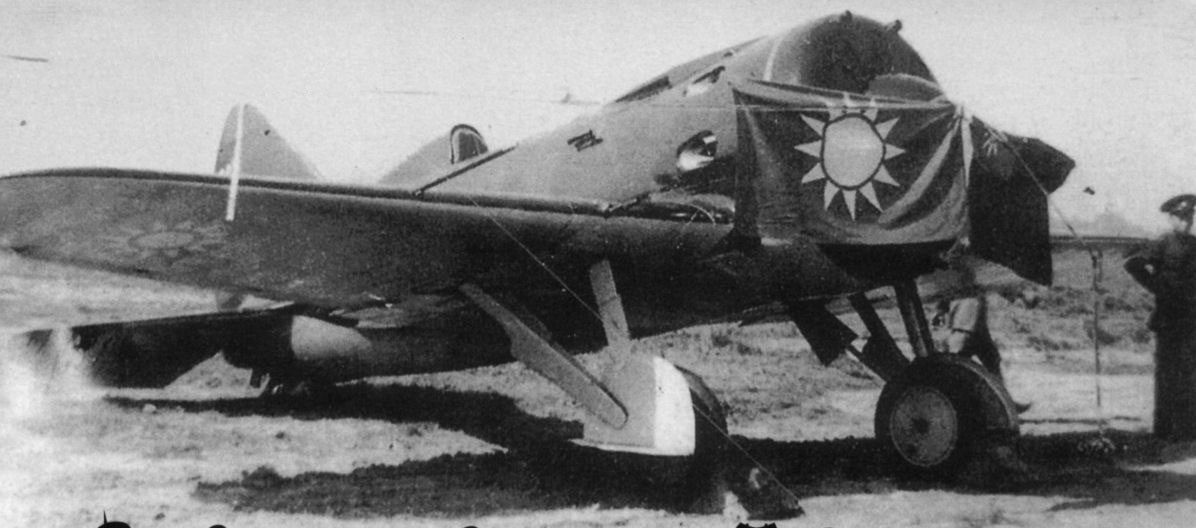
抗戰期間來華助戰的蘇聯航空志愿队I-16戰鬥機

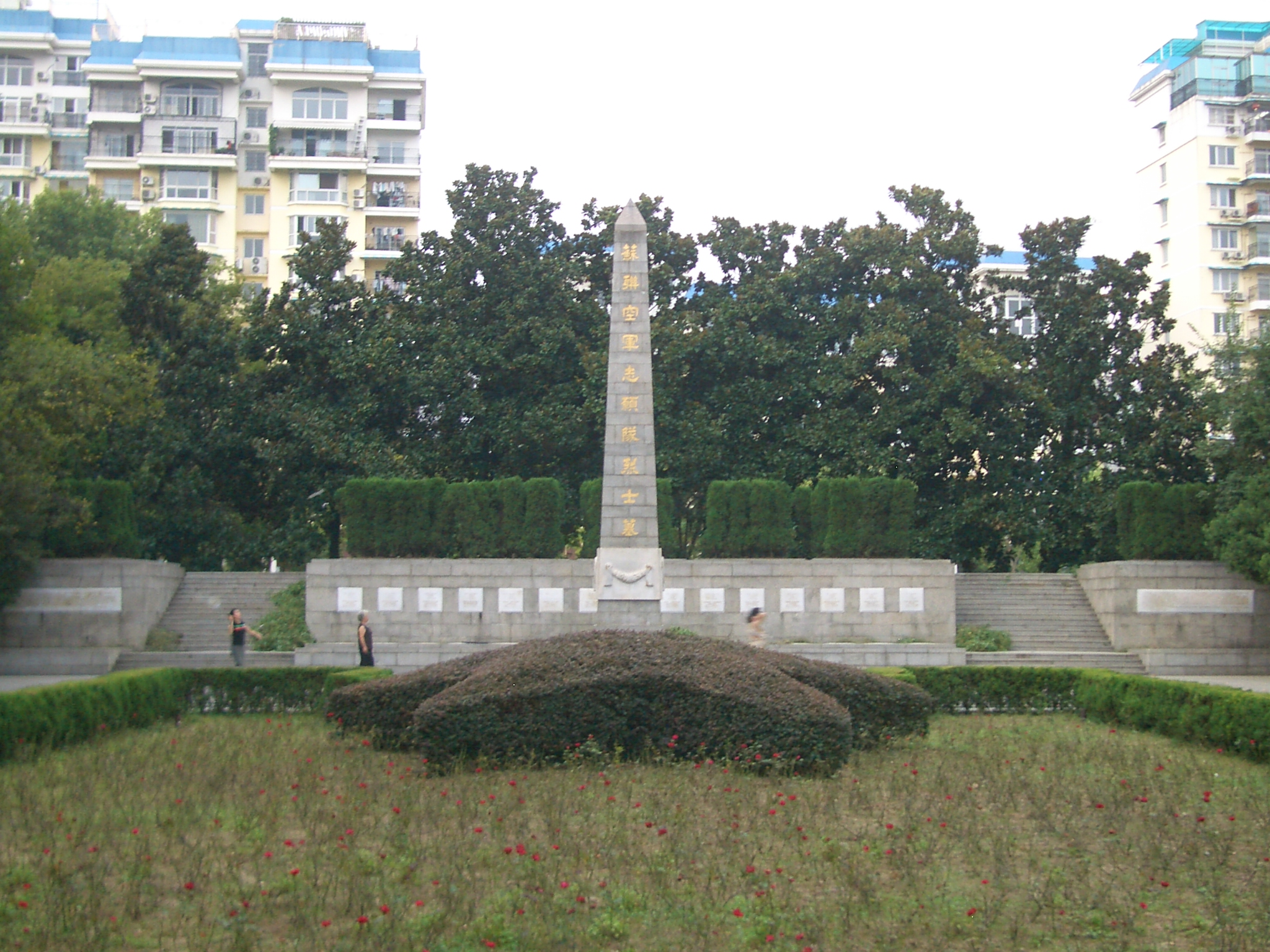
武汉市（汉口）解放公园裏的苏联空军志愿队烈士墓

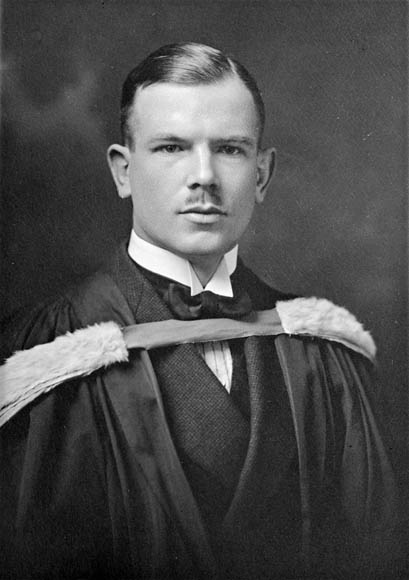
軍醫、加拿大共產黨黨員白求恩受共產國際號召，為中共救治傷員，感染而死

不久，朱可夫率蘇聯顧問團到中國:669。苏联協助培养了部分飞行员、领航员及地勤人員。
1937年11月，蘇聯給予中國以5,000萬美金借款，用以購買飛機，蘇聯空軍志願隊「正義之劍」繼至:669。
1938年1月，中國派孫科赴莫斯科，商談中蘇同盟不成，蘇聯反向日本提議解決兩國懸案，日本未加理睬:669。1938年冬，第二批志愿队来华，其中有当时被授予苏联英雄的雷恰戈夫，先後在武汉和台北给予日军重创。蘇聯空軍志願人員先後來華共700多人，其中200多人在華犧牲；從1937年8月至1941年，蘇聯空軍志願隊與中國空軍共擊毁日機1,049架。
1941年《苏日中立条约》簽訂，苏联对中国援助全面停止。國民政府對於蘇日中立條約表達了嚴厲的批評，中國共產黨则认为，根据苏联的和平中立政策，无论与日本订约与否，苏联都是不准备侵入东四省的；同时表示，必须收复全国一切失地、打到鸭绿江边，驱逐日本帝国主义出中国，社会主义的苏联必然会支持中国。
直到1945年簽訂《中蘇友好同盟條約》，蘇聯出兵中國東北；但中國卻因此同意外蒙古公投独立、允許蘇聯在東北和新疆享有特殊權益，整個東北工業設備被蘇軍洗劫一空，損失20億美元慘重代價。
日本把幾十萬關東軍守在東北，準備大量化學武器，萬一一旦和蘇聯發生戰爭時可以以少擊多用；直到2000年之后，還有中國人因為地下化學武器泄露而傷亡。

### 中德軍事合作（1928年—1941年）

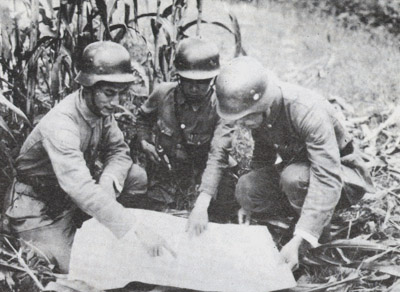
國民革命軍中央教導團，又稱德械師士兵

中德軍事合作早在1928年11月就展開，中國国民政府聘用德国顾问团；「九一八」事變後，中日關係日趨緊張，1934年起，德國顧問團協助國軍創建3個「示範師」，組建10個炮兵營，並組建工兵、汽車、高射炮、海岸要塞、電信、炮兵航空觀測隊等專業化部隊。1937年中国全面抗战開始時，中央軍是由德国軍事顧問訓練，其中最精銳部清一色是德式裝備；國軍從武器到兵工廠幾乎全部來自德國，甚至連防禦計劃也是德軍顧問制定。
全面抗戰爆發前後，德國協助中國整訓30萬精銳部隊，並出售大量軍火物資；與此同時，中國還從德國購買大量軍火物資，特別是1937年底中日激戰期間，德國不但未像其他國家一樣限制對華出口武器，反而加緊對華軍火運輸。但日本步步进逼，始终未能成功。截至1938年8月，至少有1.44億馬克（約5,816萬美元）之德國軍火物資運抵中國。1938年2月希特勒宣布德国將正式承認「滿洲國」；4月德国禁止對華軍售，並召回全部在華军事顾问，隨後更召回駐華大使。「八一三淞滬會戰」時有大約70名德軍顧問直接參與指揮國軍各級部隊；在上海到南京之淞滬戰場上，儘管蔣介石將所有德式訓練之中央軍精銳全部投入戰鬥，卻仍遭慘敗。外國輿論對於中國軍隊英勇智謀，亦再三贊譽；雖訓練猶未充足，装备猶未齊備，外人以為不能支持一週之陣地，竟能抵抗十週:664。

### 英国援華（1941年—1945年）
抗戰初期中國多次向英國求助都被拒，蔣甚至親自向英國大使卡爾表示，中國政府可以提供20萬人替英國保衛香港，依舊被英國拒絕。
1938年10月，中國華南、華中相繼失守，英國在華勢力範圍基本為日本控制，英國開始援華；直至1941年12月太平洋戰爭爆發，英國對華提供財政援助貨款共1,550萬英鎊，其中三分之二是1940年後提供。英國對華軍援微乎其微。

### 日军

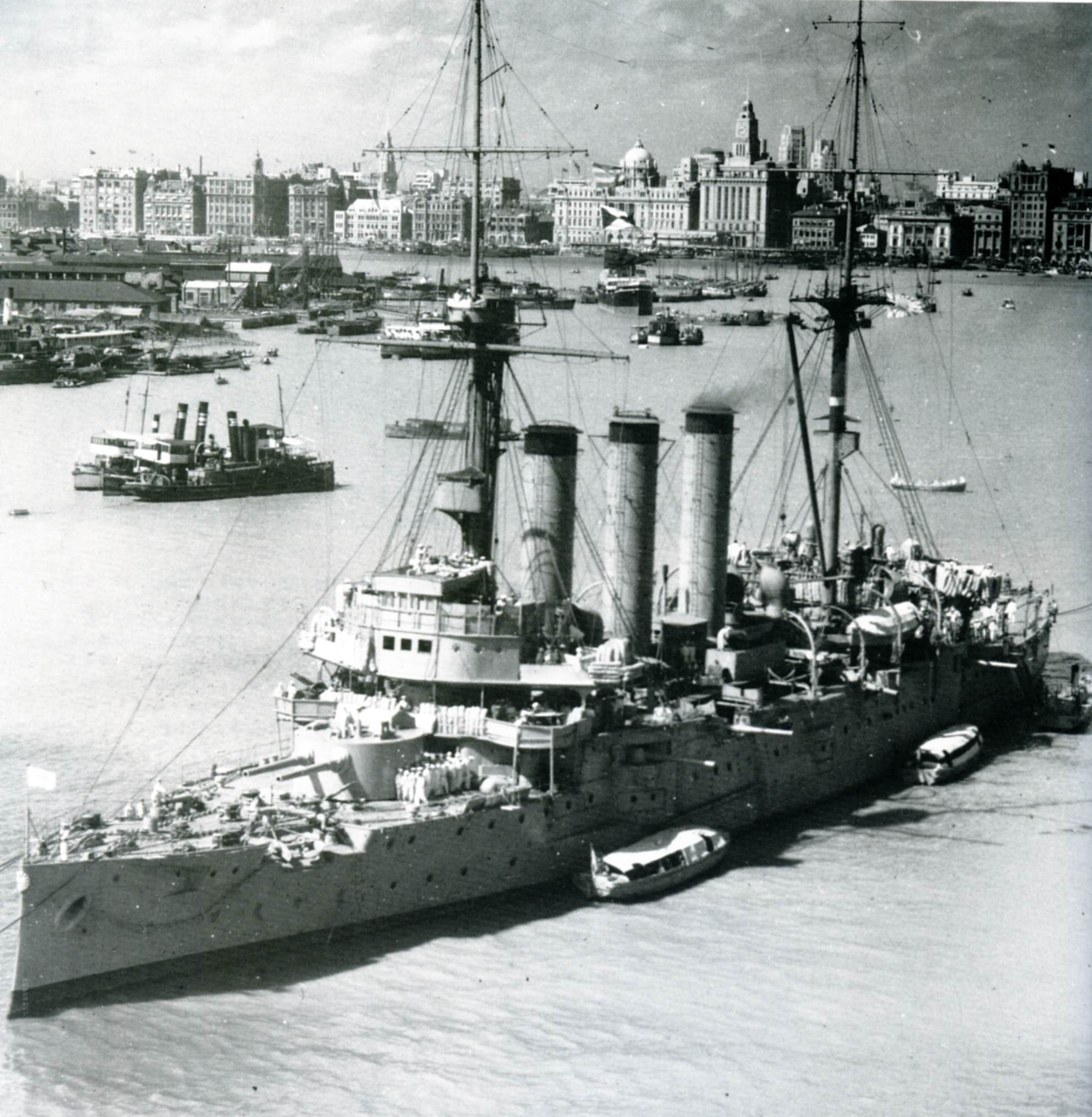
出云号装甲巡洋舰1937年在上海参与淞沪战役

中国抗日战争期间参与侵略中国的日本军各部隊包括中国驻屯军、关东军、华北方面军（北支那方面军）、上海派遣军、华中方面军（中支那方面军）、驻蒙军、华南方面军（南支那方面军）、中国派遣军（支那派遣军）、参加攻击中国东南沿海和长江沿岸的日本海军部分军队:87。

### 伪军
對於東北方面，1940年时的满洲国军人数正规军约10万余人（30个旅）；武装较好的警察队约5万名以上，兴安军约1万名以上。
1945年初，仅汪精卫政权统治区就有皇協軍40万余人。

## 戰後影响

### 战後统计
經過14年之衝突，中國士兵至少傷亡300萬人，可能另有100萬人因病及營養不良而亡故；陣亡士兵有90%以上是中央軍部隊；炸死、燒死、餓死、淹死、被槍打死之中國人民還有900萬人；不同時期，前後有數千萬人成為難民，很多人顛沛流離死在路途中，不少人則在難民營過世:23-24。在中國抗日戰爭中，中國軍民共傷亡3,500萬人，財產損失6,000億美元，中國人民為民族的獨立解放付出重大代價；中國戰場牽制日軍陸軍兵力之60%以上和大量海空軍力量，對世界反法西斯戰爭做出卓越貢獻；中國國際地位也因此而提高:165。中國成為聯合國創始國。中國在戰爭中所承受的損失極大:32。另外有统计，中国抗日战争直接伤亡合计可能达2,062万人，合可累计之战争直接伤残人口，军民伤亡3,480万人。1947年2月15日，聯合國提出報告草案，詳述中國八年所遭戰爭破壞：據估計戰爭死亡人數逾900萬，由於戰爭死於疾病及受傷人數達數百萬，劫後餘生者亦陷於窮困和流亡；交通遭巨大破壞，教育受嚴重損害，工礦業十損其九，災荒和瘟疫波及廣西500萬人、湖南1,000萬人:8287。
附：中国政府历年来公布的抗战军民受伤及死亡数据：
（1）1946年底，国民政府公布军人伤亡331万多人，人民伤亡842万多人，共计1,173万人。
（2）1947年5月20日，国民政府对1946公布的抗战伤亡人员总数进行了修订，军人作战伤亡3,227,926人，军人因病死亡422,479人，平民伤亡9,134,569人，总计人口伤亡12,784,974人。
（3）中华人民共和国成立后，就日本侵华给中国造成的损失作了初步估计1,000万人和500亿美元以上的财产损失。
（4）1985年公布战争中的伤亡人数为2,100万人以上。
（5）1995年，公布战争中中国军民伤亡3,500多万人。

#### 中方统计

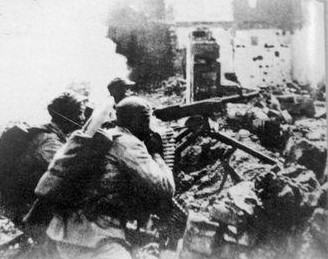
第三次长沙会战中的激烈巷战

何應欽在《開戰之前敵我兵力比較》中，對比「七七事變」中日軍力，開戰之初，日本兵員總數為448.1萬人，其中現役兵、後備役兵、預備役兵為戰鬥兵，數量199.7萬人，補充兵人数248.2万。陸軍常備師團17個，海軍艦艇190萬噸位，空軍飛機2,700多架。据日本厚生省1964年调查後统计，日军在侵华战争中死亡的人数约为45萬5,700~70萬人。（不包括印缅战场上中国远征军和驻印军和美英协同歼灭的约16万日军，及苏军在东北消灭的日军。）
抗戰開始之初，國軍陸軍現役兵170多萬，補充兵約50萬；海軍艦艇11萬噸位，不足日本十分之一；空軍僅有戰機305架，各式飛機加起來共600架；75毫米以上之火炮只有800多門，其中重炮只有48門。1937年，中國飛機、大口徑火炮、坦克、汽車年產量為零；而日本年產飛機1,580架、大口徑火炮744門、坦克330輛、汽車9,500輛（設備能力為年產3萬輛）。國軍與日本軍共有22次大型會戰、1,117次大型戰鬥、38,931次小型戰鬥:64。据中华民国国防部1946年统计，國軍作战伤亡322万7926人、病亡42万2479人，总计损失365万0465人:243。军令部统计自七七事变以来陆军阵亡131万9,958人、负伤176万1,135人、失踪13万0126人，空军阵亡4,321人、负伤347人，海军舰艇全部损失，損失戰機2,468架:36-37:253。據日本統計，「太平洋戰爭」爆發時，日本陸軍總兵力212萬人，中國派遣軍有62萬人；到日本投降，日軍總兵力約700萬人，中國派遣軍有105萬人:222。日軍八年在中國戰場之傷亡，負傷131萬8670人，阵亡177萬9774人:253。根據日本統計，日本軍在整個二戰死亡約185萬至186萬人，其中中國戰場死亡約40萬4千6百人，其中中共武装打死3万多人；蘇軍打死關東軍約8萬多人，太平洋戰爭南方軍約死亡125萬人:221-222，然而日本厚生省社會援護局於1990年代的統計卻將二戰期間的日軍死亡人數從185-186萬人上修至230多萬人，加上日本平民死亡人數，二戰期間日本至少死亡310多萬人，即便如此日本歷史學者吉田裕仍然認為此數據仍有相當程度的低估。1949年日本第一復員局的統計報告估算1941年12月7日至1945年8月15日，日本陸軍總共在華確認死亡196,796人，推定死亡4萬多人，加上日本海軍死亡人數以及統計誤差造成的漏算，1941年12月7日至1945年8月15日期間日軍在華死亡人數總共應不下30萬（1937年7月7日至1941年12月7日的日軍死亡人數不計在內）。1983年讀賣新聞社出版《戰爭：中國侵略》記載由1937年7月7日至戰爭結束，總共有70多萬日軍死於中國戰場。
中國先後徵發兵員1,400萬人，傷亡官兵320萬人，人民生命犧牲以千萬計，財產損失約4,880億美元:715。国民政府兵役部门实征壮丁总数为13,922,859人:114。蒋纬国《抗日御侮》记载：“抗战八年，国民政府兵役部门征兵近1,400万，至于游击区、沦陷区、壮丁，则由战区司令长官自己设法招募”。此外“凡属军事所需之工事、道路、机场，均由民工以义务劳动方式，参加土工作业。八年抗战各战区工事之构筑，军用道路之开辟，被炸桥梁之抢修，以及敌军可能利用之道路的破坏，先后所发动之民工，当在10,000,000人以上。”:120
据1943年7月驻英大使顾维钧转述，英国方面认为“我国抗战公报多夸大不足信，尤以报告敌人伤亡数目为最，此次湘鄂一役所称敌方伤亡三万，超过不啻十余倍云云。”:118据何成濬日记載，薛岳在第三次长沙会战後由于虚报战绩过于夸大，被同侪将领“笑斥”:59。军令部长徐永昌对国军将领普遍虚报战绩的现象感慨：“由谎报一点看我国军人无耻，可谓达于极点。”:242。然而日軍報告亦時常失實，例如棗宜會戰日軍資料聲稱僅傷亡11,000多人，然而根據日軍內部極機密檔案統計，1940年5月與6月的中國派遣軍死傷多達40,000以上，其中大部分應該傷亡於棗宜會戰。又如在日本陸軍高層的報告當中，日本第21軍在1939年4月所發動的四月作戰僅陣亡14名，受傷39名。然第21軍所送交的戰時旬報當中，就自承僅參戰的第104師團至4月20日就陣亡105人，受傷253人。而另一參戰的第18師團則僅在4月15~20日就陣亡36人，受傷142人。然四月作戰在4月28日才告終止。另外根據日軍第5師團師團長今村均在1940年3月的報告稱該師團自1939年11月16日登陸至隔年3月9日僅死亡1,161名（戰死與非戰鬥死亡皆算入）、受傷2,719名，然而日軍第21軍參謀長根本博卻在戰時月報上給出第5師團僅於1939年12月19日至隔年1月底就至少戰死1,282名、戰傷2,800名的數據。即便今村均在報告中大幅壓低傷亡人數，然而依舊承認第5師團至1940年2月上旬接收補充人員4,700多人，根據日本陸軍運輸資料其中有3,389人約在1940年1月下旬抵達，也就是說另有1,300~1,400名補充人員在2月上旬補充第5師團因為戰死與重傷後送回國所產生的缺額（輕傷現地住院應不在內），而此時的第5師團正在進行賓陽作戰，足見此1,300~1,400名補充人員幾乎都是補充因賓陽作戰戰死與重傷後送回國所造成之缺額（輕傷現地住院應不在內），而2月上旬第5師團接受補充的當下賓陽作戰還在持續進行當中，若將接受補充的當下尚未列入紀錄的戰死與重傷後送回國者以及補充後所承受的戰死與重傷後送回國者和輕傷現地住院者算入，第5師團在賓陽作戰傷亡人數便多達好幾千名，足見賓陽作戰給日軍之傷亡甚眾（該作戰除第5師團外，還有近衛混成旅團、第18師團、台灣混成旅團參戰），然日軍第21軍司令部卻報告該軍僅戰死295人、受傷1,307人。除此之外，華北方面軍於戰果報告中提出該方面軍於1941年僅陣亡2,352人，受傷5,001人，然根據華北方面軍戰時月報，該方面軍於1940年11月至1941年10月間可確認之作戰傷亡共計為陣亡4,599人，傷重不治264人，受傷10,338人。1941年7月華北方面軍司令官多田駿在其上奏裕仁天皇的報告中裡面給出華北方面軍1939年9月至1940年11月共有7,679人戰死的數據，然而1941年1月華北方面軍軍醫部給出的報告數據卻顯示該方面軍1939年9月至1940年11月戰死人數是8,161人，明顯多田駿少報了482名戰死者。甚至更為早期的華北方面軍軍醫部於1937年12月31日上報的該軍自七七事變以來的陣亡人數僅6,921名，然根據日方官報可確認日軍在1937年7月7日至12月31日在華北至少戰死8,177人、戰傷死1,164人，以此可見華北方面軍軍醫部報告嚴重失實。

#### 共方统计

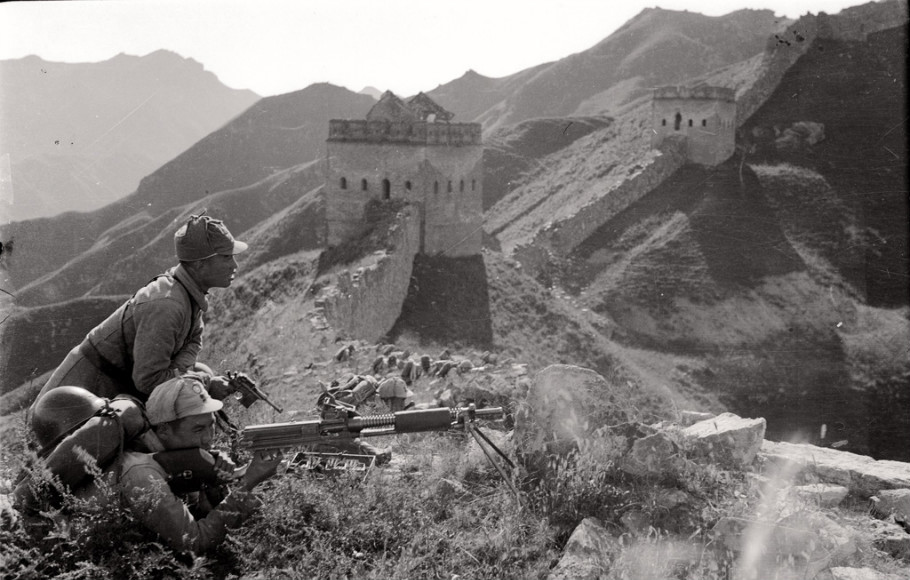
在长城处作战的八路军士兵

据《中国人民解放军全史》记载：八路军、新四军、华南游击队共作战125,165次，毙伤日军52万463人、伪军49万130人，俘虏日军6,213人、伪军51万2,933人，日军投诚746人、伪军反正18万3,632人。缴获长短枪68万2,831支、轻重机枪1万1,895挺、各种炮1,852门。缴获和摧毁的辎重统计为：擊毀飛機57架、坦克69輛、裝甲車164輛、火車頭301輛、汽車和摩托車6,080輛；繳獲汽車、摩托車347輛，馬30,448匹。
据解放军出版社《中共抗日部队发展史略》之〈八路军、新四军、华南抗日游击队人员损失统计〉，中共军队八年损失统计为：伤290,467人，亡160,603人，被俘45,989人，失踪87,208人，共计584,267人。2015年7月14日，中華人民共和國國務院新聞辦公室舉行吹風會，中共中央黨史研究室原副主任李忠杰對「抗日戰爭時期中國人口傷亡和財產損失」調查研究成果作介紹。李忠杰稱，抗日戰爭中，中國軍民傷亡3,500萬以上，其中軍隊傷亡380餘萬，佔各國傷亡人數總和三分之一；按照1937年比價，中國官方財產損失和戰爭消耗達1,000多億美元，間接經濟損失達5,000億美元。

### 战后审判

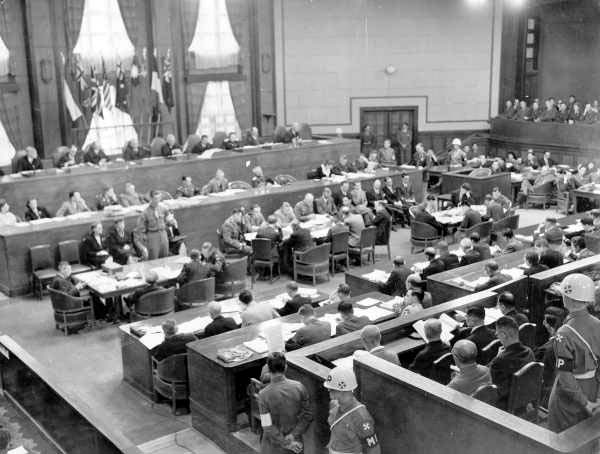
远东国际军事法庭现场

战後，盟国在东京成立远东国际军事法庭，由於日本跟美國的政治協商成功，只對东条英机为首的28名日本甲级战犯宣判有罪，而对已经逮捕的其他数十名重要战争嫌疑犯陆续予以释放。對於裕仁天皇的處置，在1943年開羅會議上，西方代表曾有在戰後廢除天皇一設想，羅斯福對此咨詢蔣介石意見，蔣介石表示「应让日本人民自己决定」:147。战後美日同盟形成，使裕仁逃过一劫。1947年2月24日，香港法庭判處第一名日本戰犯野間賢之助死刑:8295。1948年4月20日，中國駐遠東國際軍事法庭首席檢察官向哲濬對法庭表示：中國政府要求對凡在對華戰爭中發生重要作用之日本戰犯，予以「嚴厲與公正」之處罰，這種處罰並非在報復，而實在為杜防日本侵略之重演:8578。12月23日，日本戰犯東條英機、土肥原賢二、廣田弘毅、板垣征四郎、木村兵太郎、松井石根、武藤章7人，在東京巢鴨監獄執行絞刑:8759。
1946年4月12日，江蘇高等法院以叛國罪宣判陳公博死刑。6月3日，發由蘇州獅子口執行槍決。1947年3月10日，中國國防部審判戰犯軍事法庭判決侵華日軍第六師團長谷壽夫（南京大屠殺主謀、華南派遣軍司令官，中將軍銜）死刑；判決書宣布：「查屠殺最慘厲之時期，厥為二十六年（一九三七年）十二月十二日至同年二十一日，亦即谷壽夫部駐京之期間。計於中華門外花神廟、寳塔橋、石觀音、下關草鞋峽等處，我被俘軍民遭日軍用機槍集體射殺及焚屍滅迹者，有單耀亭等十九萬餘人。此外零星屠殺，其屍體經慈善機關收埋者十五萬餘具。被害總數達三十萬人以上。」:8308。1947年5月19日，南京大屠殺日本主犯之一田中軍吉由日本押解到上海:8357。6月17日，日本戰犯米村春喜、下田次郎行刑。國府成立戰犯法庭，由石美瑜任審判長:258。1949年1月26日，原中国派遣军总司令冈村宁次在上海被南京政府国防部军事法庭宣布无罪，引起全國人民的激憤。中國共産黨向南京政府提出強烈抗議，得到國內輿論的廣泛贊同。1月31日，南京政府遵從東京麥克阿瑟命令，將日本侵華戰犯260名連同岡村寧次等9人一起送往日本；2月4日抵東京:8798。
中華人民共和国政府1956年4月宣布，对在押的日本战犯从宽处理。6月至7月，最高人民法院公开审判无一人被判处死刑或无期徒刑；同年，其他1,017名被认为罪行较轻、表现较好的日本战犯被免予起诉释放回国。1964年3月，在中国服刑的最后一批日本战犯共3人被特赦释放。

### 和平条约
周恩来代表中华人民共和国政府声明，不承认《旧金山和约》的合法性。
在台北和约及旧金山和约中，日本聲明放棄台灣、澎湖群島、西沙群岛及南沙群岛之主權。最早從美國政府內部提出台灣地位未定論後，美國在冷戰期間希望國民政府放棄外島:153。另外一派学者則认为台北和約主權当然是归还给民国政府，而且約文第三條指出日本有關台澎包括債權之內的財產之處置對象為「在台灣及澎湖之中華民國當局及居民」。
在1972年9月29日中華人民共和國與日本國簽署的中日聯合聲明中日本表示遵守波茨坦公告第八條的立場隨後該條文又在1978年8月12日簽署的中日友好和平條約中的序言的“確認上述宣言是兩國和平友好關係的基礎，聯合聲明的各項原則應與嚴格遵守”的確認了中日聯合聲明的法律性。
从1979年開始，日本對华ODA贷款總額超過3萬億日圓。

### 领土变更
中国收回中国东北地区，並接管在《馬關條約》中割让给日本的台灣、澎湖群島。

### 國際關係
抗日战争是自1842年第一次鸦片战争以来中國第一次全面胜利战争，中国军民伤亡3,500万人以上，拖住60至80萬可能派遣到太平洋之日本部隊，减少美國在太平洋战区之压力，使蘇聯避免東西兩線同時作戰之不利。中國抗日的貢獻也使中國成為五个聯合國安全理事會常任理事國之一。

### 中国方面
抗日战争對中國影響很大。隨著中国領土被日本佔領，中國金融、軍事、教育、工業、人口等都有很大改變。

#### 經濟損失
1947年6月4日，國民政府發表抗戰損失統計，中國抗戰直接損失達310億美元:8367。

#### 人口及難民
抗戰八年，國民政府兵役部門實征壯丁總數1,392萬2,859人:114。其中有的隨國民政府遷都而調整與移動，也有的不願转移而被日本佔領。據蔣夢麟回憶錄稱有1,400萬壯丁被國軍拉夫後死於饑餓疾病。

#### 國共軍事

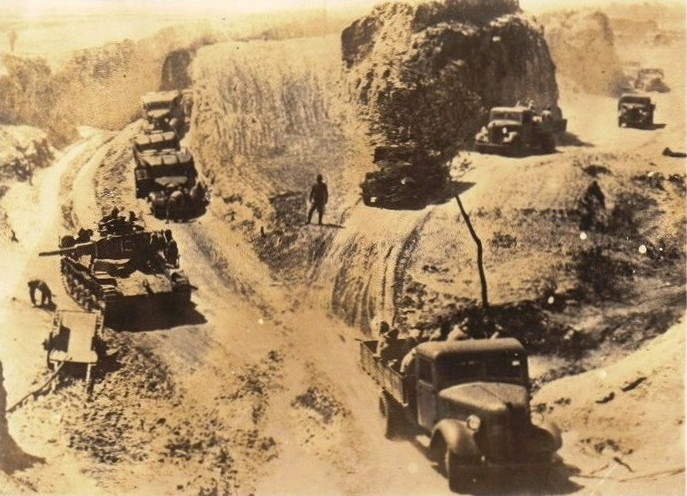
一号作战中的日军装甲部队

经历八年抗战後，国共两党军事实力对比大变，中国共产党军队由战前约9.2万人:12猛增至约127万人，另有268万民兵。“解放区”面积达104.8万平方公里，拥有1.255亿“解放区”人民。国军则由抗战初期的170万:89增加到524万陆军。因此抗日战争对国共内战结果有关键影响。國軍把整個運輸力量集中到長江沿岸，從而影響后來到國軍敗於中國共產黨:169-170。
八路軍在即早獲知情報。此外，华中解放区和华南解放区亦收復大片國土。八路軍第120師359旅更是在1945年8月抵達廣東省北部地區，开辟了「湘鄂赣边抗日根据地」。
抗日國軍後人、謝晉元之子謝繼民認為，中國國民黨在八年抗戰中，堅持抗日是主流，過份強調支流，不符合歷史事實，「對民族團結和國家統一大業沒有好處。」謝繼民與台灣學生交流中，聽到「我們台灣，你們中國」之說法。
2005年，時任中國共產黨中央委員會總書記胡錦濤在纪念抗日战争胜利60周年大会上的讲话：「在波澜壮阔的全民族抗战中，全体中华儿女万众一心、众志成城，各党派、各民族、各阶级、各阶层、各团体同仇敌忾，共赴国难。长城内外，大江南北，到处燃起抗日的烽火。中国国民党和中国共产党领导的抗日军队，分别担负着正面战场和敌后战场的作战任务，形成了共同抗击日本侵略者的战略态势。以国民党军队为主体的正面战场，组织了一系列大仗，特别是全国抗战初期的淞沪、忻口、徐州、武汉等战役，给日军以沉重打击。中国共产党领导的敌后战场，广泛发动群众，开展游击战争，八路军、新四军、华南游击队、东北抗日联军和其他人民抗日武装力量奋勇作战。」
蔣介石於1950年6月11日在《革命實踐研究院軍官訓練團成立之意義》的演講時提到：「在抗戰以前，不論什麼事，我們總是平心靜氣，忍辱負重的和他們交涉，想法使他們能夠瞭解我們是同文同種的國家，決不能兄弟鬩牆，自相殘殺，否則只有同歸於盡。後來九一八事變爆發，日軍公開佔據了我們的東三省，到了七七又發動盧溝橋事變，我們迫不得已，才起來全面抗戰。但是我們抗戰的目的，只是打不平，希望戰爭結束，彼此立於平等的地位，做一個親善的兄弟之邦，真正達到共存共榮的目的，最後我們抗戰勝利，在日本宣布接受條件那一天，我立即發表文告，聲明今後中國對日本決不報復，以後一切處理，都一本寬大原則予以優待；這就是要貫徹我們抗戰的初衷，實現總理的外交政策。經過我們這一次抗戰之後，大部份日本人就都感悟中國真是他們一個兄弟之邦，而一般有識之士，更深切瞭解，亞洲如果沒有一個獨立自由的中國，日本決不能單獨存在。我們只要日本軍民真正覺悟到這一點，中日之間就有了合作的基礎；同時我們自己也要認清，如果亞洲沒有一個獨立自由的日本，中國也是不能單獨存在的。現在事實擺在眼前：日本經過八年戰爭，已經徹底失敗了，我們雖然獲得一時的勝利，但是因為蘇俄指使共匪作亂，到如今也是徹底失敗了。這兩個國家現狀，實在都等於亡國，過去所謂『同歸於盡』的話，不幸而中了。現在中日兩國既已明白日本不能侵略中國，中國亦不可敵視日本，兩國必須親睦合作，才能達到共存共榮的目的，至此總理的外交政策，亦才有實行的可能了。
……我這一次決定請日本教官來擔任我們軍事訓練。這些日本教官自到臺灣以來，對我們各方面的貢獻，十分誠摯，他們都知道中國今日的災禍，無異是日本的災禍，復興中國的工作，就是復興日本的工作，所以他們在這裏擔任教官，和在日本訓練他本國學生一樣的精誠，因此我們腦筋裏再不可留有過去的敵意，更不能存一種輕視的心理，以為他們是打敗仗的，不值得我們的尊重。我們要反省在抗戰中我們究竟憑什麼來打敗日本？老實說我們抗戰的勝利，一半是靠著總理的主義和正確的國策，一半是靠著友邦美國的援助，纔有此徼倖的勝利。難道日本真是被我們打敗的麼？現在我們國家在這樣存亡危急，到處受人欺凌，被人侮辱的時候，而日本教官反肯冒險來台，且能以其一片至誠，來幫助我們反共抗俄，教授我們作戰的精神技術，以及其他各國所不能學得的學問，願與我們共患難、同甘苦、同仇敵愾、同舟共濟，那我們更應該特別優禮他們，尊敬他們。……」
民国政府也在2008年《中华民国年鉴》中评论抗日战争：「從民國26年到34年，為8年全面對日抗戰時期。影響抗戰陣營最大的因素是中共，共軍的主力用在敵後擴張基地，國民政府除全面抗日外，還要防止中共的擴張。戰爭初期沿海各省及華北、華中、華南相繼撤守。民國30年珍珠港事變後，抗日戰爭變成同盟國對抗軸心國的戰爭，中國和盟邦並肩作戰，不僅中國戰場的情勢日趨穩定，而且派遣遠征軍支援緬甸戰場。8年抗戰使中國社會發生很大的變遷，民眾在抗日宣傳中獲得國家觀念，強化了民族主義，這種主義後來被中共用來對抗美國；民眾為逃避戰火，造成重大的人口移動，減少省際的隔閡，有助於社會的整合和政治的統一。但戰爭使各項產業蕭條，尤其田園荒蕪，生產減少，農村經濟衰退，造成許多退伍而不願歸田的人，成為政府和社會的負擔。」

### 史學研究
英國歷史學者兼政治傳記作家、《蔣介石傳》作者布賴恩·克羅澤曾經和日本軍事作家末至磨爭論過，他認蔣以大撤退爭取時間之戰略是正確也是成功，但政治後果卻對蔣長遠不利，使大片土地由中國共產黨游擊隊滲透，並表現出抗日英雄主義氣概:6。
费正清、杜希德编纂的《剑桥中华人民共和国史》则认为，自1931年起，日本入侵中国的军事压力由南京的國民政府承担，蒋介石成了对日作战的领导者，使其对社会革命和共产党的威胁被撇到了一边，使得共产党在长征中得以幸存，在华北边区的根据地没有被饿死，使得国民党衰落和共产党的幸存、壮大和胜利:42。

### 日本方面

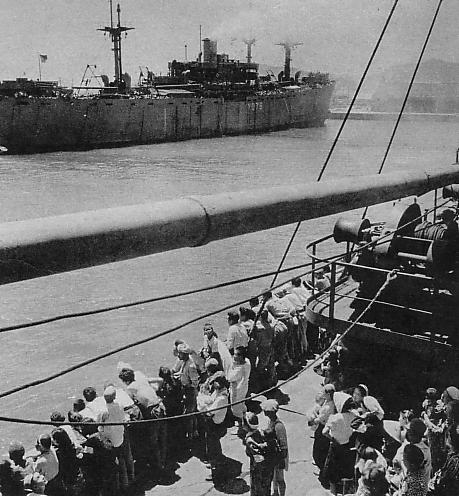
從葫蘆島被遣返的日本人

陸軍總部確定計劃後，即下令各戰區、各方面軍、及日軍總司令岡村寧次，遵照實施，國軍遂依計劃空運、車運、水運及徒步各種方法，由各方面向各要點推進，日軍則於國軍到達後即遂次集中，並同時解除武裝:244。
從1945年9月11日起，到10月中旬止，日軍大部業已集中繳械完畢，經過情形十分順利，只有蘇北、山東及華北方面，因受阻礙及交通關係，致未能完全按照預定之日期完成，直到1946年2月初，這些地方始繳械完畢:244-245。
當時受降之後，日軍及日僑共為2,039,974人，另外還有韓籍俘虜及韓僑與台胞10萬餘人，分別集中於中國大陸，及台灣、海南島越北各地，由塘沽、青島、連雲港、上海、廈門、汕頭、廣州、海口、三亞、海防、基隆、高雄等12個港口出港歸國:245。並由美方使用85艘登陸艇、自由輪100艘，及部分日本船隻擔任輸送；此一遣俘工作，由1945年10月底開始，直到次年6月底始遣送完畢:245。中國為遺返日軍及日僑，曾調配船舶30萬噸:169。中國政府緊縮一般交通，為日軍及日僑動員火車輪船:202-203。自1946年5月7日至12月31日，由葫蘆島遣返日僑合共158批，計1,017,549人；1947年6月25日至10月25日，又遣返12批，計29,627人；1948年6月4日至9月20日，再遣返3,871人。
儘管日軍沒有帶武器，仍然維持原有軍隊系統，而且歸還一度被接收，但在指揮上必需器材、飛機、汽車、腳踏車，致使日軍順利獲得遺返:201。日軍及日僑從中國回日本所持行李太多，阻礙日本鐵路運輸:169。中國也曾給日軍及日僑增配火車:169。
1947年1月7日，盟軍駐日最高統帥麥克阿瑟宣布：留中國各地約300萬日本僑民、日本戰俘已遺送完畢:8260。2月4日，中國向日本追還善本古籍首批10箱運返，尚有108箱待運:8280。
2月24日，遠東委員會決定授權麥克阿瑟將已指定之日本工業設備，先行分配30%與中國及菲律賓，作為初步賠償，由日本負擔所有拆卸、搬運費用；中國及菲律賓則負擔運輸船隻及其他費用。2月25日，中國、美國、蘇聯等國商討日本賠償問題:8295。
3月7日，日本賠償物資約達1,000萬噸，中國可獲得30%:8305。4月3日，美國政府發言人宣稱：美國政府已訓令麥克阿瑟於短期內依照臨時計劃，提前將30%日本賠償品給中國、菲律賓、荷屬東印度、緬甸與馬來聯邦各國，中國可得15%:8327-8328。
4月5日，據《大公報》南京電：美國政府授權麥克阿瑟以日本賠償物資之30%提前分配，其中中國應得之5%，將達130餘萬噸；駐日盟軍總部已將65家機器廠及12家火力發電廠之名單公佈，為先行拆遷之賠償物資之一部分，供中國、美國、荷蘭、菲律賓之選擇。中國之運輸計劃已擬就，第一批賠償物資將分兩次運回，所需費用將達8,000餘億元；須俟遠東賠委員會之通知到達，即可派員前往拆運:8329。4月7日，中國海軍總部副參謀長高如峰談稱：關於日艘六十四艘平均分配中、美、英、蘇四國一事，海軍總部已接獲通知，刻正遴選官佐士兵，候令赴日接收:8330。4月11日，美國國務院宣布：日本驅逐艦級軍艦140艘，將立即平均分配與中國、美國、英國、蘇聯；是為根據1943年四國宣言，對239艘軍艦之首次分配:8332。4月18日，遠東委員會決定：「日本應保留足以使其維持1930年至1934年間生活水準之工業動力。」:83374月19日，國民政府特派商震為盟國對日委員會中國代表兼中國駐日代表團團長:8337。4月22日，海軍總司令部派馬德建、姚璵赴日接收日本賠償中國之軍艦:8338。6月27日，首批日艦抽籤分配：中、美、英、蘇各得8艘，下月將由日本分駛各國:8375。根據美、英、蘇、中四國協議，解散日本海軍所得戰艦92艘，四國平分，中國獲23艘；7月3日，日本賠償中國首批軍艦8艘抵達上海:8378。7月17日，日本賠償艦隻第二次抽籤，中國共得8艘8,000餘噸；7月26日自日本啟碇，7月28日到達上海:8384。
4月，因中、美、英、蘇、法、荷、澳、加、印、新西蘭對日要求賠款數目超過日本資產之總額，麥克阿瑟宣稱，必須堅持二原則：一、充許日本留存維持最低國民生活水準之產業；二、水準以上之資產，由各國分配:8345。
5月1日，國民政府派秦汾為賠償委員會副主任委員，決定將日本賠償物資分上海、南京、塘沽、漢口、廣州、青島、廣州灣、葫蘆島、馬尾、廈門、營口、石灰窰、基隆、高雄14地起卸；賠償物資包括工具機、造船器材、鋼鐵、化工原料、電力以及輕金屬等:8346。5月5日，中國駐日本代表團賠償組長吳半農與其他7國賠償代表赴日本南部視察掠奪物品:8349。5月12日，中國賠償及歸還代表團組成，吳半農為團長，負責處理日本賠償事宜，和盟軍總部賠償執行處及民間物資保管組聯繫，執行賠償事宜:8353。
6月2日，上海各報在《日本野心未戢》之標題下刊載法國通訊社東京消息，日本希望獲得「跟美國共同托管琉球群島，在千島群島和庫頁島外有捕魚權及在台灣有特別移民權」等項權利:8367。6月7日，台灣省議員、國大代表聯席會議，電請蔣妥籌對策，堅決反對日、美共管琉球群島及台灣特別移民權等無理要求；同日，台灣旅滬同鄉會代表旅滬同胞發表通電，請政府採取有效措置，防止日本帝國主義之野心復活:8368。6月21日，中國財政部、經濟部、外交部及中央信托局、資源委員會、僑務委員會等，共同組成赴日商務考察團，潘序倫任團長:8373。
1948年1月16日，第一批2,600噸日本賠償物質（453箱機器），由中國「海康號」輪裝載自日本橫須賀港啟運赴華；第二艘開往日本的「海浙號」輪亦於本日由虬江碼頭啟航心，赴日本仙台港裝運賠償物質3,000噸，中國首批4人私人貿易代表也同往:8493。9月27日，日本政府外務省報告流落東北日軍近況，稱在東北中共軍中之原日軍官兵總數約6萬人:8683。
1949年2月23日，日本歸還戰時掠奪中國最後一批銅幣、鎳幣700餘噸，由「海遼」輪裝運回中國:8827。4月18日，日本賠償中國之機器781件中，部分由「琪美號」輪運往上海:8880。

### 日军遗留化学武器
据不完全统计，截止2015年，中国已发现各种日遗毒气弹约200万发，毒剂约100万吨，分布在中国十几个省，遭受直接伤害者达2000余人。2003年侵华日军遗弃在华化学毒剂泄漏事件，日本外务省发言人在8月12日表示要妥善切实地履行《禁止化学武器公约》中规定的废除义务，並表示日本政府将同中国方面密切合作，诚实地应对这次事故。
自2010年起，陆续在南京、武汉、石家庄采用移动式销毁设备销毁保管于上述三地及其周边的日遗化武并顺利结束作业。

## 战争纪念

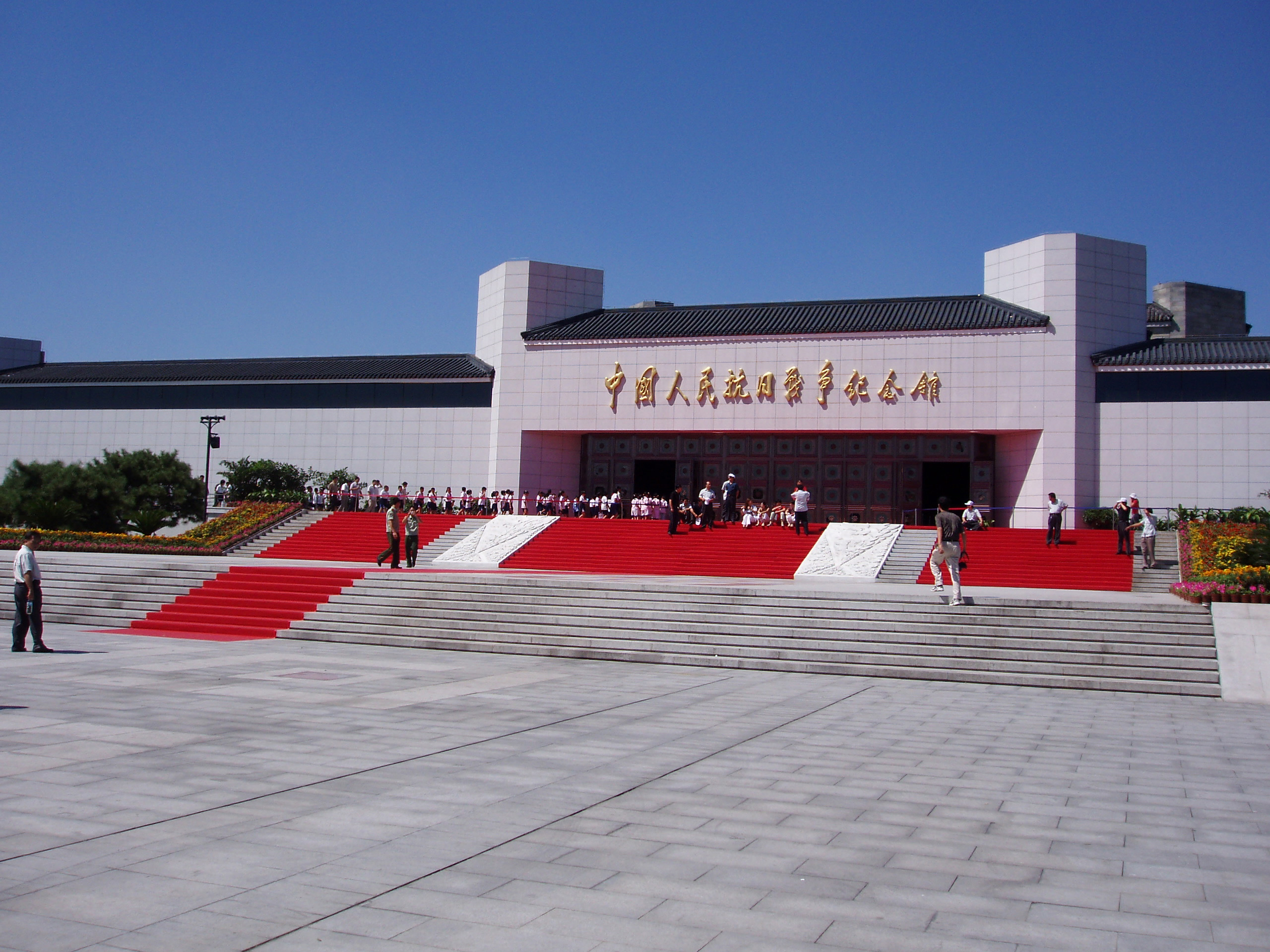
位于七七事变发生地宛平城的中国人民抗日战争纪念馆

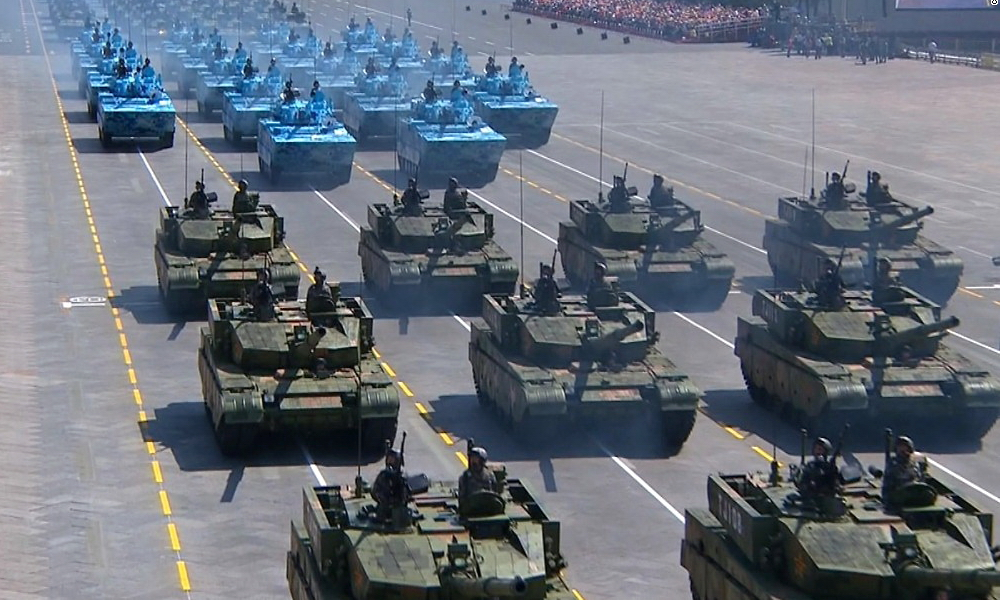
2015年中国纪念抗日战争胜利暨世界反法西斯战争胜利阅兵仪式上的99A坦克编队

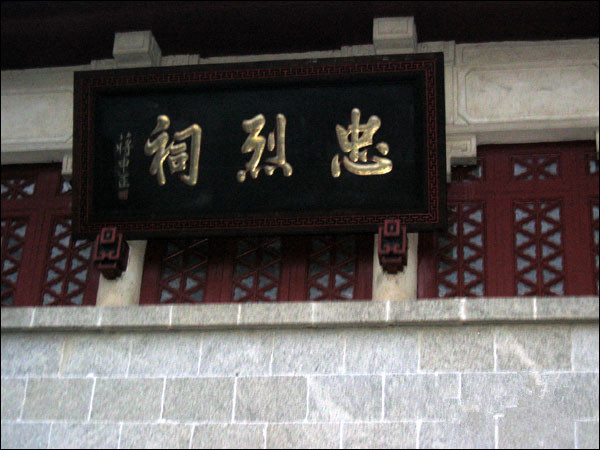
南岳忠烈祠

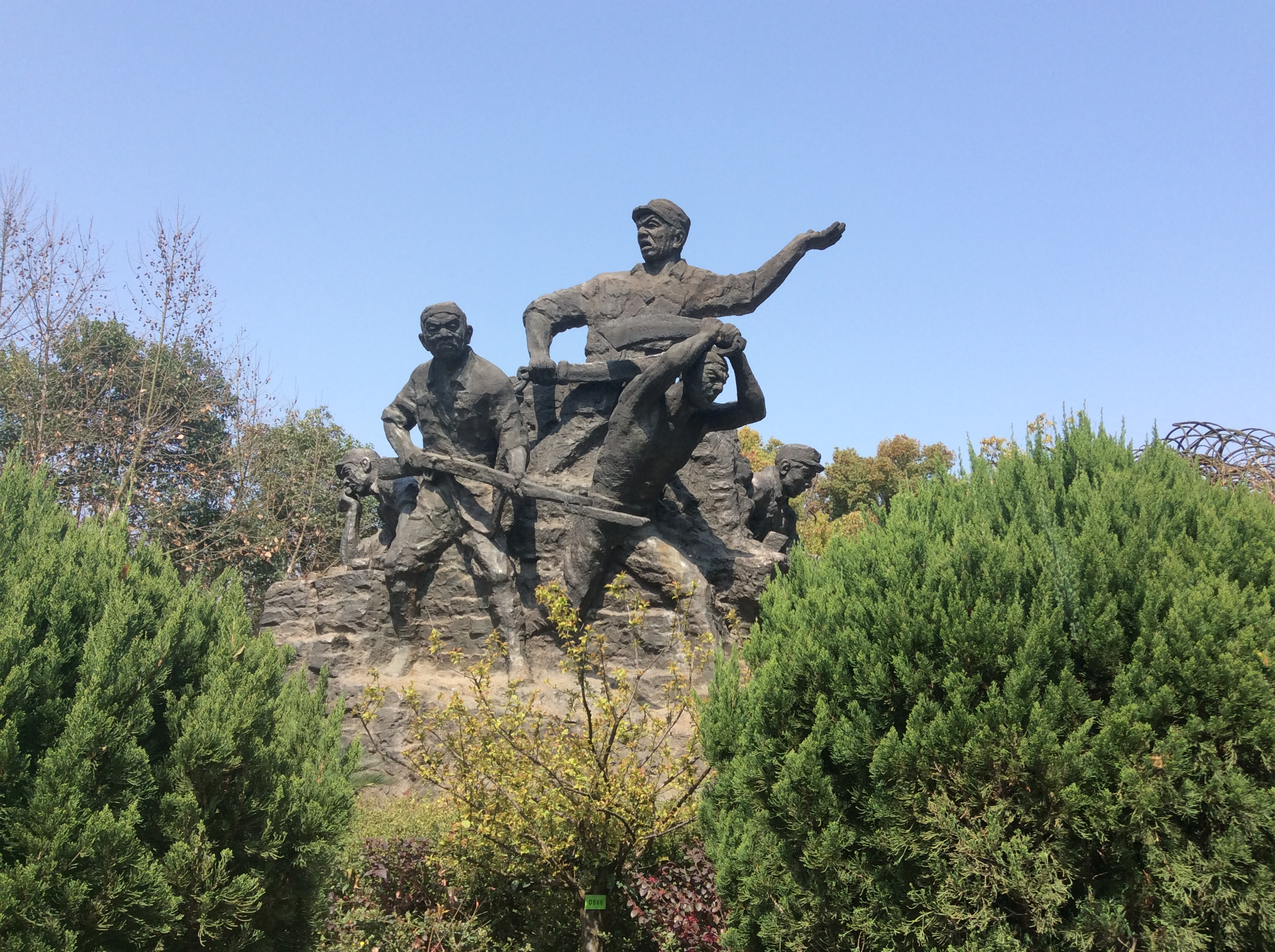
衡阳抗战纪念城

1945年，國民政府將9月3日定為抗日战争胜利纪念日，1955年起改為「軍人節」。
1951年8月13日，中华人民共和国将9月3日定为抗日战争胜利纪念日。1965年9月3日，中华人民共和国举办“首都各界人民庆祝抗日战争胜利”二十周年大会；1985年9月3日，举办“首都各界人民纪念抗日战争和世界反法西斯战争胜利”四十周年大会。1995年9月3日，举办五十周年大会。2005年9月3日，举办六十周年大会，时任中共中央总书记胡锦涛为抗战老战士颁发胜利六十周年纪念章。2014年2月27日，中華人民共和國确定每年9月3日为「中国人民抗日战争胜利纪念日」，并于每年的9月3日举行国家纪念活动，将原本的“政府规定”规定的胜利纪念日升格为立法机关“法律条文”，同时将12月13日设为南京大屠杀国家公祭日。2014年12月13日，中华人民共和国政府在南京举办首个南京大屠杀国家公祭，中共中央政治局常委、全国人大常委会委员长张德江主持公祭。2015年，中华人民共和国政府于9月3日在北京天安门广场举办首都各界人民纪念中国人民抗日战争暨世界反法西斯战争胜利70周年大会，大会上进行了盛大的阅兵式。同时，国务院规定，当年9月3日为公共假期，全国休假一天予以纪念。
在1980年代后，出于历史认同及統一戰線，中国大陆逐渐对蒋和国民革命军的正面战场抗日作战采取全面、客观的评价，台儿庄战役等正面战场作战也逐渐得到宣传。近年来，中国大陆各版本历史教科书也照此路线讲述抗战历史，并明確指出國民政府負責正面戰場的對日作戰。但是中共負責敵後戰場的作戰，在抗戰中為“中流砥柱”之地位和作用的官方論述仍然存在。在此之前，中国大陆教育主要强调全面抗战为“八年抗战”，在2017年1月10日，中华人民共和国教育部发文，明确了中小学教育强调抗日战争为“十四年抗战”。臺灣有观点認為是中國大陸搶佔話語權。
1999年10月25日，臺北市中山堂前「抗戰勝利暨臺灣光復紀念碑」落成；2015年7月2日，中華民國中央銀行委託臺灣銀行發售「紀念抗戰勝利暨臺灣光復七十週年」新臺幣硬幣組合。
1980年代以来，中国大陆出品数部描述国军正面战场的电影，如《血战台儿庄》（1986年）、《七七事变》、《铁血之血战南宁》、《铁血之昆仑战役》、《太行山上》（2005年）、《我的团长我的团》（2009年）和《八佰》等。近年来中國大陸社會對对存在“手撕鬼子”等夸张情结的“抗日神剧”有很多爭議。
台湾抗战影視作品主要拍攝於同日本、美國先後斷交后的一段時期，主要作品有《八百壮士》（1976年）、《筧橋英烈傳》、《英烈千秋》（1976年）等。1995年華視首播42集紀錄片《一寸河山一寸血》。2011年，台视和三立电视播出电视剧《勇士們》的第一单元（即该剧前五集）有提及抗战歷史。2015年，公视也推出纪录片《冲天》，讲述抗战时期的国军飞行员；民视节目《台湾演义》和东森电视台也相继推出有关于抗战的纪录片。
另外，有音樂作品与中国抗日战争有关：《出發》、《上戰場》、《中國一定強（中國不會亡、歌八百壯士）》、《全國總動員》、《知識青年從軍歌》、《犧牲已到最後關頭》、《我是中國人》、《偉哉黃埔》、《义勇军进行曲》、《松花江上》、《抗日军政大学校歌》、《長城謠》、《大刀进行曲》、《游擊隊歌》、《在太行山上》、《到敵人後方去》、《黄河大合唱》、《抗敵歌》、《旗正飄飄》等。

### 引用
1. ↑  Andrew N. Buchanan. . John Wiley & Sons. 2019-05-07: 81. ISBN 978-1-119-36607-2.
2. 1 2 3  楊克林編著. . 香港: 三聯書店（香港）. 1995.
3. 1 2 3  劉鳯翰. . 北京: 中國大百科全書出版社. 2008.
4. 1 2  張其昀主編 (编). . 台北: 「國防研究院」. 1966. 敵我兵役制度及人力動員概況表：兵役：現役：我軍：1,700,000人
5. ↑  . Armonk, N.Y.: M.E. Sharpe. : 171. ISBN 9780873327084. Table 1 - Weapons In the Chinese Army, June 1939 and December 1943: Number of soldiers 1939: 2,600,000
6. ↑  David Murray Horner. . Taylor & Francis. 2003-07-24: 14–15  [2011-03-06]. ISBN 978-0-415-96845-4. （原始内容存档于2011-12-13）. The Nationalist army expanded from a force of about 1.2 million in 1937 to one of 5.7 million in August 1945, organized into 300 divisions. It was composed of conscripts, who were usually treated badly.
7. 1 2 3  刘庭华. . 北京: 海潮出版社. 1995: 312. ISBN 7-80054-595-4 （中文）.
8. ↑  現代教育研究社編輯委員會 (编). . 香港: 現代教育研究社. 1993.
9. ↑  武月星主編 (编). . 北京: 中國地圖出版社. 1999.
10. ↑  呂芳上 (编). . . 台北市: 國史館. 2015: 294. ISBN 978-986-0449389 （中文）.
11. ↑  Clodfelter, Michael "Warfare and Armed Conflicts: A Statistical Reference", Vol. 2, pp. 956.
12. ↑  . 厚生省援護局.   [2019-06-17]. （原始内容存档于2019-01-04） （日语）.
13. ↑  曹固强. . 人民网. 2016-07-05  [2025-08-08] （中文（中国大陆））.
14. 1 2  李恩涵. . 《海峽評論》1999年6月.   [2015-08-29]. （原始内容存档于2015-09-24）.
15. ↑  . news.ifeng.com.   [2025-08-11].
16. 1 2 3 4 5 6 7 8 9 10 11 12 13 14 15 16 17 18 19 20 21 22 23 24 25 26 27 28 29 30 31 32 33 34 35 36 37 38 39 40 41 42 43 44 45 46 47 48 49 50 51 52 53 54 55 56 57 58 59 60 61 62 63 64 65 66 67 68 69 70 71 72 73 74 75 76 77 78 79 80 81 82 83 84 85 86 87 88 89 90 91 92 93 94 95 96 97 98 99 100 101 102 103 104 105 106 107 108 109 110 111 112 113 114 115  郭廷以.  第3版. 香港: 中文大學出版社. 1986. ISBN 9622013538.
17. ↑  sina_mobile. . mil.sina.cn. 2015-11-10  [2025-08-11].
18. ↑  風傳媒. . www.storm.mg.   [2025-08-11] （中文（臺灣））.
19. ↑  . m.krzzjn.com.   [2025-08-11].
20. ↑  中国与二战 — 一个未完结的话题 （页面存档备份，存于），德國之聲，2005-01-21
21. ↑  中國的二戰功績 （页面存档备份，存于），芮納·米德，紐約時報中文網，2013-10-19
22. ↑  許劍虹觀點：二戰之後，中華民國何以成為四強？ （页面存档备份，存于），許劍虹，風傳媒，2019-02-24
23. ↑  我们该如何汲取二战的经验教训 （页面存档备份，存于），章百家，来源：解放日報，新華網，2015-12-31
24. ↑  姜义华教授谈二战与中国的关系 （页面存档备份，存于），德國之聲，2005-09-02
25. ↑  蔣中正.  . 维基文库. 1945-09-04 （繁體中文）.
26. 1 2  . 新华网.   [2018-08-29]. （原始内容存档于2018-08-30）.
27. ↑  李雲漢 (编). . 近代中國出版社. 1995  [2021-02-05]. ISBN 9575911156. （原始内容存档于2021-08-23）.
28. ↑  周琇環; 吳淑鳳; 蕭李居 (编). . 國史館. 2015. ISBN 9789860450422.
29. ↑  . 中央通訊社. 2011. ISBN 9789868663787.
30. ↑  . 新华网.   [2018-08-29]. （原始内容存档于2018-08-30）.
31. ↑  昭和12年9月2日閣議決定、事変呼称ニ関スル件 （页面存档备份，存于）「今回ノ事変ハ之ヲ支那事変ト称ス」
32. ↑  波多野澄雄; 庄司潤一郎.  (PDF). 第1期「日中歴史共同研究」報告書. 2010-01-31  [2014-01-11]. （原始内容存档 (PDF)于2011-05-31）.
33. 1 2  . 日本內閣官房. 國立國會圖書館. 1937-09-02  [2011-01-22]. （原始内容存档于2012-05-14）.
34. ↑  劉燕婷. . 2022-06-06  [2025-02-21]. （原始内容存档于2024-09-07）.
35. 1 2  北博昭. . 中公新書1218. 中央公论新社. 1994-12-20. ISBN 4-12-101218-6.
36. ↑  . 日本內閣官房. 國立國會圖書館. 1941-12-12  [2011-10-15]. （原始内容存档于2012-05-14）.
37. 1 2  庄司潤一郎.  (PDF). NIDSコメンタリー第79号. 防衛研究所. 2018-07-04  [2019-10-16]. （原始内容存档 (PDF)于2019-10-16）.
38. ↑  田中新一. . 河出書房. 1956年12月.
39. ↑  . 東方日報.   [2017-07-07]. （原始内容存档于2016-11-15） （中文（香港））.
40. 1 2 3 4 5 6 7 8 9 10 11  郭汝瑰、黃玉章. . 南京: 江苏人民出版社. 2002  [2010-07-06]. ISBN 9787214030344. （原始内容存档于2015-12-08）.
41. 1 2 3 4 5 6 7 8 9 10 11 12 13 14 15 16 17 18 19 20 21 22 23 24 25 26 27 28 29 30 31 32 33 34 35 36 37 38 39 40 41 42 43 44  李怡. . 台北: 力行書局. 1969.
42. ↑  王禹廷. . 臺北: 傳記文學出版社. 1989-10-01.
43. ↑  . 《春秋》雜誌第620期 (香港). 1983.
44. ↑  石川, 禎浩. . 日本: 岩波書店. 2010: 48–50. ISBN 978-4-00-431251-2.
45. ↑  . zh.cn.nikkei.com.   [2024-09-07]. （原始内容存档于2021-01-16）.
46. ↑  . 大洋網. 網易. 2005-05-19  [2006-04-08]. （原始内容存档于2006-06-13）.
47. 1 2 3 4 5 6 7 8 9 10 11 12 13 14 15 16 17 18 19 20 21 22 23  武月星主編 (编). . 北京: 中國地圖出版社. 1995.
48. ↑  张宪文 et al. . 南京: 南京大学出版社. 2005. ISBN 7305042420.
49. ↑  洪鈁. . 中國人民政治協商會議全國委員會  (编). . 北京: 中華書局. 1960.
50. 1 2 3 4 5 6 7 8 9 10 11 12 13 14 15 16 17 18 19 20 21 22 23 24 25 26 27 28 29 30 31 32 33 34 35 36 37 38 39  韓信夫、劉明逵、郭永才、王明湘、齊福霖、范明禮、張允侯、張友坤、章伯鋒、胡柏立、耿來金、劉壽林、鍾碧容、鍾卓安、陳崧、王好立、朱信泉、任澤全、蔡靜儀、丁啟予、陳永福、嚴如平、柏宏文、吳以群、羅文起、查建瑜、婁獻閣、白吉庵、李靜之、張小曼、石芳勤、徐玉珍、江紹貞、熊尚厚、吳以群、劉一凡、郭光、郭大鈞、王文端、李起民、李隆基、常丕軍、劉敬坤、陳道真、李振民、張振德、梁星亮、陳仁庚、董國芳、張守憲、王榮斌、陳敏、章笑明、汪朝光、卞修躍、賈維、陳民、朱宗震編著. 李新總主編，中國社會科學院近代史研究所中華民國史研究室，韓信夫、姜克夫主編 , 编. . 北京: 中華書局. 2011. ISBN 9787101079982.
51. ↑  劉維開. . 《政治大學歷史學報》第19期 (台北). 2002.
52. ↑  黎東方. .   [2014-07-02]. （原始内容存档于2018-04-07）.
53. ↑  . 香港: 同澤出版社. 1996.
54. ↑  王鐵漢. .
55. ↑  . 《明報月刊》 (香港: 明報月刊出版社).
56. 1 2 3 4 5 6 7 8 9 10 11 12 13 14 15 16 17 18 19 20 21 22 23 24  李守孔. . 台北: 三民書局. 1973. ISBN 9571406635.
57. 1 2 3 4 5 6 7 8 9 10 11 12 13 14 15 16 17 18 19 20 21 22 23 24 25 26 27 28 29 30 31 32 33 34 35 36 37 38 39 40 41 42 43 44 45 46 47 48 49 50 51 52 53 54 55 56 57 58 59 60 61 62 63 64 65 66 67 68 69 70 71 72 73 74 75 76 77 78 79 80 81 82 83 84 85  中國近代史學會策畫、廖彥博著. . 台北市: 遠見天下文化. 2015-06-29. ISBN 978-986-320-756-6.
58. ↑  陳布雷等編著. . 台北: 傳記文學出版社. 1978-06-01: 24. 民國二十一年（壬申公元一九三二年） 公（蔣介石）四十六歲 一月，日軍進佔錦州。 中央步調紛亂，行政無人總持，陳友仁等高倡對日絕交宣戰論調，外交、財政均陷絕境，公（蔣介石）發表「獨立外交」之講演，痛切指陳宣戰之弊害。 行政院長孫科辭職，中央以汪兆銘繼任。
59. 1 2 3 4 5 6 7 8 9 10 11 12 13  . 《明報》. 2015-08-23: 新聞專題A10版  [2019-01-16]. （原始内容存档于2019-01-16）.
60. ↑  劉維開. . 呂芳上主編  (编). . 香港: 天地圖書. 2014.
61. 1 2 3 4  . 《明報》 (明報報業). 2015-08-02: 新聞專題A9版.
62. 1 2 3 4 5 6 7 8 9 10 11 12 13 14  服部卓四郎;  et al. . 由张玉祥 等翻译. 林鼎钦等校. 北京: 世界知识出版社. 2015. ISBN 978-7-5012-5021-9.
63. 1 2  羅敏. . 呂芳上主編  (编). . 香港: 天地圖書. 2014.
64. 1 2  《李守信自述》，内蒙古自治区文史资料研究委员会出版，1985年
65. 1 2 3 4 5 6 7 8 9 10 11  . 《明報》. 2015-07-26: A10新聞專題版.
66. ↑  《大公報》，天津：大公報社，1935年11月20日
67. ↑  周天度; 鄭則民; 齊福霖; 李義彬;  et al. 李新總主編，中國社會科學院近代史研究所中華民國史研究室編 , 编. . 北京: 中華書局. 2011.
68. ↑  余子道. . 《军事历史研究》.
69. 1 2 3 4 5 6 7 8 9 10 11  軍事歷史研究部、軍事圖書館等編著. . 北京: 軍事科學出版社. 1999. ISBN 7-80137-315-4.
70. ↑  《中共黨史資料》北京：中共中央黨校，1982
71. 1 2 3 4 5 6 7 8 9 10 11 12 13  陳雷等編著. . 台北: 傳記文學出版社. 1978-06-01.
72. ↑  . 《文獻和研究》1986年第6期.
73. 1 2 3 4 5 6 7 8 9 10 11 12 13 14 15 16 17 18 19  《東亞三國的近現代史》共同編寫委員會 (编).  香港第一版. 香港: 三聯書店（香港）. 2005. ISBN 962-04-2496-4.
74. ↑  關中. . 台北: 天下遠見出版. 2010-07-07. ISBN 9789862165683.
75. ↑  . 新華網. 2009-09-17  [2015-09-15]. （原始内容存档于2012-06-04）.
76. ↑  Michael M. Sheng. . Princeton University Press. 1997. ISBN 0691016356.
77. 1 2 3 4  茅家琦等主編 (编). . 北京: 北京出版社. 2002. ISBN 7200036994.
78. ↑  荣维木.  (PDF). 《中日共同历史研究报告》. 2010-01-31  [2010-04-07]. （原始内容存档 (PDF)于2011-05-31）.
79. 1 2 3  . 《明報》. 2015-08-23: 新聞專題A10版  [2019-01-16]. （原始内容存档于2019-01-16）.
80. ↑  .   [2017-05-04]. （原始内容存档于2018-01-16）.
81. 1 2  劉鳳翰 (编). . . 台北: 國防部史政局. 1968年10月.
82. ↑  .   [2021-04-11]. （原始内容存档于2021-04-11）.
83. 1 2 3 4 5 6 7 8 9 10 11 12 13 14  吴景平; 曹振威. . 第九卷（1937-1941）. 北京: 中华书局. 2011. ISBN 978-7-101-08001-8.
84. ↑  何應欽. . 台北: 正中書局. 1974. 軍官率領士兵，到處放火擄掠姦淫，被強姦的婦女，不計其數。而且多半在強姦之後，加以殘殺。甚至刀割婦女乳頭，任其裸臥地上，輾轉呼號。日軍則相顧取樂。更有一天將一個女人，輪姦至三十七次之多，造成震驚國際的大暴行；今天回想起來，實在還有眦裂髮指之感。
85. ↑  編審陳佳榮、呂振基，作者譚松壽、羅國潤、黃家樑、陳志華. . 香港: 現代教育研究社. 2013. ISBN 978-962-11-1257-6.
86. ↑  中支方面地上作戦経過の概要 昭和１２年１１月上～１３年２月１８日 C11111920300
87. 1 2 3 4 5 6 7  . 《明報》. 2015-08-02: 新聞專題A8版.
88. ↑  .   [2021-07-10]. （原始内容存档于2021-07-10）.
89. 1 2  JACAR(アジア歴史資料センター)Ref.C13070306200、北支那方面軍戦時月報　（後方関係）(防衛省防衛研究所)
90. 1 2  JACAR(アジア歴史資料センター)Ref.C13070307400、北支那方面軍戦時月報　（後方関係）(防衛省防衛研究所)
91. 1 2  《中國大百科全書》總編輯委員會《軍事》編輯委員會 (编). . 北京: 中國大百科全書出版社. 1989. ISBN 978-7-5000-0242-0.
92. 1 2  郭廷以編著. . 台北: 中央研究院近代史研究所.
93. ↑  《德駐日大使給德外交部密電》（1937-12-23），《德國對外政策文件集1918-1945》滙編第1卷第540號，華盛頓1949年版
94. ↑  嚴如平. . 李新、孫思白、朱信泉、趙利棟、嚴如平、宗志文、熊尚厚、婁獻閣主編  (编). . 北京: 中華書局. 2011. ISBN 978-710-10-7999-9.
95. ↑  何應欽. . 台北: 正中書局. 1974. 「二十八年（1939年）五月四日，日本飛機狂炸我戰時首都重慶，一天之內，炸死無辜的平民七千五百多人；而且連續多日不止，以致死傷盈城，哀鴻遍野，廬舍成墟。實不知日本軍閥，何以如此滅絕人性，使用如此殘暴的手段！」
96. 1 2  日本防衛廳防衛研修所戰史室編撰，廖運潘譯. . 臺北市: 國防部史政編譯局. 1987.
97. ↑  . 朝日新聞. 2017-06-22  [2017-05-26]. （原始内容存档于2018-02-11）.
98. ↑  俞天任. . 台北市: 臺灣商務印書館. 2015.
99. ↑  張玉法. . . 台北: 聯經出版. 1998. ISBN 978-957-08-1826-0.
100. ↑  李恩涵.  (PDF). 臺灣師大歷史學報. 2003年6月, (31): 151–170  [2020-07-08]. （原始内容存档 (PDF)于2020-07-15）.
101. ↑  「JACAR(アジア歴史資料センター)Ref.C11111493000、北支那方面軍昭和16年度　粛正建設計畫　昭和16年2月26日～16年4月10日(防衛省防衛研究所)」
102. ↑  雷鳴遠. . 澳洲: St Paul Publications. 1953 （英语）.
103. ↑  陳志奇 (编). . 台北: 渤海堂文化事業. 1996.
104. ↑  邓野. . 《近代史研究》 (北京: 中國社會科學院近代史研究所).
105. ↑  腾讯网. . news.qq.com. 2022-02-11  [2024-09-21]. （原始内容存档于2024-09-21） （中文（中国大陆））.
106. 1 2 3 4 5 6 7 8 9  石源华; 金光耀; 石建国. . 第十卷（1941-1945）. 北京: 中华书局. 2011. ISBN 978-7-101-08001-8.
107. 1 2 3  . 《明報》. 2015-08-30: 新聞專題A10版.
108. ↑  劉學銚，新疆史論，知書房，2013年2月，ISBN 978-986-5870-51-5，第188-189頁
109. ↑  王柯，東突厥斯坦獨立運動，中文大學出版社，2013年，ISBN 978-962-996-500-6，第140-146頁
110. ↑  張大軍，新疆研究，〈民國以來的新疆〉，中國邊疆歷史語文學會，1964年6月，第155頁
111. ↑  劉學銚，新疆史論，知書房，ISBN 978-986-5870-51-5，第189頁
112. ↑  王柯，東突厥斯坦獨立運動，香港中文大學，2013年，ISBN 978-962-996-500-6，第148-150頁
113. ↑  劉學銚，新疆史論，知書房，2013年2月，ISBN 978-986-5870-51-5，第192頁
114. ↑  「伊寧起義實際上是蘇聯直接參與的革命。蘇聯方面不僅提供人員、武器、物資的援助，還動員部隊，投入大炮、坦克、飛機等直接參加作戰。由於盛世才時代連小刀都被沒收，因此人民根本不可能有武器。伊寧起義時起義軍指揮部有很多俄國人，來到伊寧的蘇聯軍隊也需要懂俄語的翻譯，於是我被邀請參加革命」王柯，東突厥斯坦獨立運動，香港中文大學，2013年，ISBN 978-962-996-500-6，第158頁
115. ↑  張大軍，新疆研究，〈民國以來的新疆〉，中國邊疆歷史語文學會，1964年6月，第162-163頁
116. ↑  劉學銚，新疆史論，知書房，ISBN 978-986-5870-51-5，第195頁
117. ↑  杜榮坤、紀大椿、任一飛、劉文遠，新疆三區革命史鑑，中國社會科學出版社，第161頁
118. ↑  新疆三區革命史編纂委員會，新疆三區革命領導人向中共中央的報告及文選，新疆人民出版社，〈民族軍是十一月革命勝利的堅強保衛者〉，1948年11月12日發表，第93-99頁
119. ↑  沈志華，俄國解密檔案：新疆問題，新疆人民出版社，第295頁
120. ↑  新疆社會科學院歷史研究所，新疆簡史，第三冊，新疆人民出版社，第353頁
121. ↑   第三版. 香港: 中文大學出版社. 1986. 倘使同盟國不堅持無條件投降，戰爭可能提前結束，不致予史達林以操縱機會，作最少的代價，收得最大的利益。所以有人說，這是美國政策的重大錯誤，似不無道理。
122. ↑  .   [2014-08-10]. （原始内容存档于2015-07-10）.
123. ↑  萬仁元、方慶秋主編：《中華民國史史料長編》第66卷，北京：南京大學出版社，1983年
124. ↑  . 中國共產黨新聞網.   [2014-08-09]. （原始内容存档于2014-08-10）. 一、各解放區任何抗日武裝部隊均得依據《波茨坦宣言》規定，向其附近各城鎮交通要道之敵人軍隊及其指揮機關送出通牒，限其於一定時間向我作戰部隊繳出全部武器。在繳械後，我軍當依優待俘虜條例給以生命之保護。二、各解放區任何抗日武裝部隊均得向其附近之一切偽軍，偽政權送出通牒，限其於敵寇投降簽字前，率隊反正，聽候編遣，過期即須全部繳出武器。三、各解放區所有抗日武裝部隊，如遇敵偽武裝部隊拒絕投降繳械，即應予以堅決消滅。四、我軍對任何敵偽所佔城鎮交通要道，都有全權派兵接受，進入佔領，實行軍事管制，維持秩序，並委任專員負責管理該地區之一切行政事宜，如有任何破壞或反抗事件發生，均須以漢奸論罪。
125. ↑  何應欽. . 1955.
126. ↑  .   [2014-08-10]. （原始内容存档于2015-01-19）.
127. ↑  八路軍總政治部宣傳部編，《抗日戰爭時期的八路軍和新四軍》，北京：新華書店，1953年
128. ↑  蘇聖雄：〈抗戰末期國軍的反攻〉，《國史館館刊》第51期，台北市，國史館，2017年，p110。
129. 1 2  伊斯雷爾·愛潑斯坦. . 香港: 和平圖書. 2016.
130. ↑  来源：林城晚报；作者：阎景堂. 杨超 , 编. . 凤凰网. 2012-05-01  [2012-05-01]. （原始内容存档于2012-05-02） （中文（简体））.
131. ↑  林雲穀. . 1938.
132. ↑  黃警頑. . 上海棠棣社. 1940.
133. 1 2 3 4 5 6 7 8 9 10 11 12 13  . 《明報》. 2015-08-09: 新聞專題A12-A13版.
134. 1 2  . 《明報》. 2015-08-09: 新聞專題A12版.
135. ↑  . 《明報》. 2015-08-09: 新聞專題A12版.
136. 1 2 3 4 5 6 7  . 《明報》. 2015-08-09: 新聞專題A13版.
137. ↑  . 《明報》. 2015-08-09: 新聞專題A13版. 美國陸軍航空隊空運部印中聯隊司令官亞歷山大（Edward H.Alexander）中校曾在報告中寫道：「這裡的氣候是十分可怕的。在12,000英尺（約3,658米）高度開始結冰。今天，一架C-87儀表顯示已飛到了9,500英尺（約8,992米）的高度，而不能再飛高了，不能飛到濃雲的上面。」
138. ↑  秦孝儀主編：《中蘇關係》，《中華民國重要史料初編——對日抗戰第三期戰時外交》（二），台北：中國國民黨中央委員會黨史委員會，1981年
139. 1 2  . 新华网.   [2009-05-01]. （原始内容存档于2007-01-29）.
140. ↑  .   [2016-05-01]. （原始内容存档于2010-09-21）.
141. ↑  网易. . war.163.com.   [2018-09-06]. （原始内容存档于2018-09-06）.
142. 1 2 3 4 5 6  . 《明報》. 2015-08-09: 新聞專題A12版  [2015-09-09]. （原始内容存档于2016-02-02）.
143. ↑  . 中国经济网.   [2007-04-12]. （原始内容存档于2007-04-17）.
144. ↑  何應欽. . 台北: 正中書局. 1974. 「在抗戰的初期，日本軍閥的陸軍常備師為十七個師團（特種兵齊全，開戰後不久而使用二十一個師團）。最初使用兵力七三八、〇〇〇人，海軍為一、九〇〇、〇〇〇噸，飛機二、七〇〇架。」
145. ↑  .   [2015-08-28]. （原始内容存档于2015-12-08）.
146. ↑  .   [2015-08-28]. （原始内容存档于2015-09-19）.
147. ↑  陶涵（英语：Jay Taylor）. . 台北: 時報文化. 2010. ISBN 978-957-13-5173-5.
148. ↑  何應欽. . 台北: 正中書局. 1974. 「計官兵死傷三百二十一萬餘人，人民直接間接死傷，超出二千萬人，流離失所者達一億人以上，至於財產損毁，資源、稅收及日偽所發鈔票的損失，截至民國三十年止，總數已達國幣四百四十九億六千餘萬元，約合美金一百三十二億六千餘萬元，中國為了抵抗侵略，付出了如此巨大的代價；但是，日本軍閥侵略的結果，所換來的也是民窮財盡，國破家亡的慘禍，這是日本軍閥始料不及，而鑄下的歷史大錯！」
149. ↑  姜濤; 卞修躍. . 《中國社會科學院院報》. 2005-08-17  [2013-08-12]. （原始内容存档于2012-09-22）.
150. 1 2 3  . 《明報》 (明報報業). 2015-08-02: 新聞專題A8版.
151. ↑   Retrieved 2015-06-22. Ministry of Health and Welfare. 1964  [2015-10-28]. （原始内容存档于2016-01-05）.
152. 1 2  . 《抗戰勝利70周年特刊》 (明報報業). 2015-09-02: 16.
153. ↑  何應欽. . 台北: 正中書局. 1974. 「自從民國廿六年七七事變爆發之後，以至於日本無條件降，其間我陸軍與日軍經歷小戰鬥三萬八千九百三十一次，重要戰鬥一千一百一十七次，大會戰二十二次，共計大小戰役四萬零七十次。斃傷日軍五百一十八萬一千三百三十六人。我軍傷亡三百二十一萬一千四百一十九人。空軍戰果擊毁日機五百六十八架，可能擊毁者二十七架，擊傷日機六十三架。擊沉日艦二十九艘，航空母艦一艘，各型船隻二百五十二艘，擊傷日艦四十二艘，各型船隻一千三百四十八艘。我軍各型飛機失二千四百六十八架。」
154. ↑  迟景德. . 台北: 国史馆. 1987.
155. 1 2  孟国祥、张庆军. . 《抗日战争研究》.
156. ↑  何应钦. . 台北: 文海出版社. 1980.
157. 1 2  蕭若元說、劉文慧統籌、Jo Cheung撰稿及編輯、非資料搜集. . 香港: Hong Kong New Media. 2015. ISBN 978-988-14176-7-1.
158. ↑  吉田裕，《『岩波新書』日本近近現代史8：亞洲、太平洋戰爭》，香港：香港中和出版有限公司，2016年，p244-245。
159. ↑  ５５．昭和２４年９月２２日　太平洋戦争間（自１９４１年１２月７日至１９４５年８月１５日）に於ける元日本陸海軍軍人軍属の戦死者（戦闘に起因する死者を含む）及戦傷者の人員に関する件　司令部」JACAR（アジア歴史資料センター）Ref.C15010040400、連合軍司令部の質問に対する回答文書綴　１１／２６　昭２４．３．９～２４．１２．２８（防衛省防衛研究所）
160. ↑  . 読売新聞社. 1983: 186  [2017-01-15] （日语）.
161. ↑  《抗战八年来兵役行政工作总报告》，国民政府兵役部役政月刊编辑印行，1945年
162. ↑  蒋纬国. . . 台北.
163. ↑  徐永昌. . .
164. ↑  何成濬. . . 台北: 传记文学出版社.
165. ↑  徐永昌. . .
166. ↑  .   [2016-08-25]. （原始内容存档于2016-08-28）.
167. ↑  . 共识网. 2015-09-05  [2016-08-26]. （原始内容存档于2016-09-23）.
168. 1 2  日本防衛廳防衛研修所戰史室編撰;桂明譯.《華中華南作戰及對華戰略之轉變》臺北市 : 國防部史政編譯局, 民76.p542
169. ↑  「JACAR(アジア歴史資料センター)Ref.C04121007300、昭和１４年 「陸支受大日記 第３１號 ３／３」(防衛省防衛研究所)」
170. ↑  JACAR(アジア歴史資料センター)Ref.C07091526000、陸軍中将今村均状況報告（防衛省防衛研究所）
171. ↑  JACAR(アジア歴史資料センター)Ref.C04122012300、陸支密大日記　第１４号　３／４　昭和１５年(防衛省防衛研究所)
172. ↑  JACAR(アジア歴史資料センター)Ref.C04121776200、鉄道軍需輸送に関する件（防衛省防衛研究所）
173. ↑  滕昕雲. 鐵血崑崙関　國軍第五軍vs日軍第五師団. 老戰友工作室. 2010.p216~217。
174. ↑  日本防衛廳防衛研修所戰史室編撰，廖運潘譯. 《日軍對華作戰紀要叢書 3 初期陸軍作戰：歐戰爆發前後之對華和戰》. 臺北市: 國防部史政編譯局. 1987.p116。
175. ↑  日本防衛廳防衛研修所戰史室編撰;廖運潘譯.《日軍對華作戰紀要叢書 3 初期陸軍作戰：歐戰爆發前後之對華和戰》，臺北市 : 國防部史政編譯局, 民76，p587
176. ↑  「JACAR(アジア歴史資料センター)Ref.C13070307400、北支那方面軍戦時月報　（後方関係）(防衛省防衛研究所)」
177. ↑  JACAR(アジア歴史資料センター)Ref.C11110934800、北支那方面軍状況報告および同別冊　昭和１６年７月(防衛省防衛研究所)
178. ↑  JACAR(アジア歴史資料センター)Ref.C07092284000、陸支受大日記（普）別冊 昭和１６年１月～５月（昭和１６年１月２７日 東京参謀長会議に際し 北支方面軍状況報告）(防衛省防衛研究所)
179. ↑  JACAR(アジア歴史資料センター)Ref.C07092284000、陸支受大日記（普）別冊　昭和１６年１月～５月　（昭和１６年１月２７日　東京參謀長會議に際し　北支方面軍狀況報告）(防衛省防衛研究所)
180. ↑  .   [2024-01-07]. 原始内容存档于2024-01-07.
181. ↑  中国人民解放军军事科学院军事历史研究部. . 军事科学出版社. 2000.
182. ↑  张重华主编：《抗日战争时期重要资料统计集》，中国抗日战争史学会、中国人民抗日战争纪念馆编，北京出版社，1997年
183. ↑  杨奎松. . 太原: 山西人民出版社. 2010: 360. 中共中央毛泽东、朱德、彭德怀、刘少奇致电八路军总部、山东军区和晋西北《中央关于改变加倍数目发表战果的作法的指示》（1944年3月21日）电文称：「我军战报多年沿用加倍数目发表的办法，用以扩大影响。但此种办法，对群众为不忠实，对党内造成虚假作风，对敌人则引起轻视，对外界则引起怀疑。以后，我军公布战绩一律不准扩大，均发表实数。望转令所属严格执行。」
184. 1 2 3  . 明報 (明報報業有限公司). 2015-08-30: 新聞專題A10版.
185. ↑  悟道人. . 北京: 戰略網. 2015-11-13  [2015-11-22]. （原始内容存档于2015-11-22）.
186. ↑  戴維勳. . 秀威資訊科技. ISBN 9789862213582.
187. ↑  . 搜狐. 2004-09-20  [2009-06-20]. （原始内容存档于2008-09-19）.
188. ↑  石源華. . 稻鄉出版社. 1999.
189. ↑  時報文化編輯委員會 (编). . 台北: 時報文化.
190. ↑  李臻. . 《北京档案》 (北京: 北京市档案局北京市档案学会). 2006, (03)  [2010-05-12]. ISSN 1002-1051. doi:10.3969/j.issn.1002-1051.2006.03.023. （原始内容存档于2013-12-03）..   [2010-05-12]. （原始内容存档于2013-12-03）.[]
191. ↑  毛泽东. .  2008年重印. 北京: 人民出版社. 1991  [2010-05-12]. ISBN 7010009171. （原始内容存档于2012-06-17）.
192. ↑  王和利、张家安、赵兴文. . 《党史文汇》.
193. ↑  纪敏. . 《文史精华》.
194. ↑  .   [2015-09-03]. （原始内容存档于2015-12-08）.
195. ↑  . 全國法規資料庫.   [2010-08-16]. （原始内容存档于2017-11-05）.
196. ↑  徐宗懋. .
197. ↑  林滿紅. .   [2010-07-17]. （原始内容存档于2013-11-10）.
198. ↑  . www.mfa.gov.cn.   [2025-06-17].
199. ↑  日本外務省網頁 - 對中国ODA實績概要 （页面存档备份，存于）(日文版)
200. ↑  Mark D. Sherry. . 美國陸軍軍史中心.   [2013-08-12]. （原始内容存档于2019-04-01）. The primary American goal was to keep the Chinese actively in the Allied war camp, thereby tying down Japanese forces that otherwise might be deployed against the Allies fighting in the Pacific...the China Defensive Campaign succeeded. China remained in the war, diverting 600,000 to 800,000 Japanese troops, who might otherwise have been deployed to the Pacific.（英文）
201. ↑  于杰. . 《世纪风采》. 2010-05-18  [2015-08-26]. （原始内容存档于2013-11-10）.
202. ↑  . . United Nations Department of Public Information. : 33  [2015-08-30]. （原始内容存档于2015-09-22）.
203. ↑  . United Nations.   [2015-08-26]. （原始内容存档于2012-06-20）. On October 24, 1945, the victors of World War II — China, the U.S.S.R., France, the United Kingdom, and the United States — ratified the UN Charter, creating the Security Council and establishing themselves as its five permanent members with the unique ability to veto resolutions.
204. ↑  .   [2015-11-13]. （原始内容存档于2015-11-17）.
205. ↑  .   [2015-11-13]. （原始内容存档于2015-11-17）.
206. ↑  . 维普网.   [2017-01-18]. （原始内容存档于2017-01-18）.
207. ↑  《抗戰八年來兵役行政工作總報告》，國民政府兵役部役政月刊編輯印行，1945年
208. ↑  .   [2015-11-13]. （原始内容存档于2015-11-17）.
209. ↑  .   [2015-11-13]. （原始内容存档于2016-02-02）.
210. ↑  . 《黨史博覽》 (鄭州: 《黨史博覽》雜誌社). 2012-05-31  [2013-08-27]. （原始内容存档于2013-12-07）.
211. ↑  《中国人民解放军全国解放战争史》第1卷，北京
212. ↑  〈中共中央致中共和平谈判代表电〉，1945年9月
213. ↑  . 2004-10-15  [2009-02-04]. （原始内容存档于2016-02-02）.
214. ↑  李新总主编 (编). . 北京: 中华书局. 2000.
215. ↑  蒋纬国. . 台北.
216. ↑  《陆军整理计划》，国民政府军事委员会，1945年7月
217. ↑  . 2010-08-31  [2013-10-12]. （原始内容存档于2013-10-14）.
218. ↑  何應欽. . . 台北: 正中書局. 1974. 岡村：關於這一點，根據我所聽到的；美國顧問團也不好，我相信是美國貽誤了遠東的局面。她妄圖國軍開往東北，但擁有美式裝備的精銳部隊，多為南方人，中國自黃河以北沒有水田，北方人吃稀飯，吃饅頭，而南部多是水田，南北情形不同，必須吃米的精銳部隊開往東北，而為遣返日僑，大米不能運往接濟，結果在內戰上招致了不利的條件。也可以說，為了儘速遣返二百萬的日僑，結果受到很大的犧牲。
219. ↑  . 中國網絡電視台. 2011-06-22  [2013-08-13]. （原始内容存档于2013-12-02）.
220. ↑  中国共产党大事记·1944年 （页面存档备份，存于）中国共产党大事记·1944年>>资料中心>> 党史大事记 来源： 共产党中国新闻网
221. ↑  王人廣. . 炎黃春秋. 2005, (第9期)  [2016-09-03]. （原始内容存档于2015-12-08）.
222. ↑  . 《明報》 (明報報業). 2015-08-23: 新聞專題A10版. 謝繼民不時被捲入關於國共抗日之爭，他說：『我總是強調，正面戰場和敵後戰場在抗戰中都起了不可替代的作用。那時候國共兩黨還是合作抗日的。』
223. ↑  . 《明報》 (明報報業). 2015-08-23: 新聞專題A10版. 我（謝繼民）跟他們講，這段（抗日）歷史不是我們、你們，是我們共同的歷史。
224. ↑  . 人民網. 2005-09-03  [2017-01-26]. （原始内容存档于2020-06-12）.
225. ↑  岳渭仁、冬卉、向東華、曉晴 (编). . 西安: 三秦出版社. 1994. ISBN 978-7-80546-784-9.
226. ↑  费正清、杜希德. . 中国社会科学出版社. 1992. ISBN 7-5004-0752-1.
227. ↑  何應欽. . . 台北: 正中書局. 1974. 何：……這佔當時中國船運力的百分之八十。
228. ↑  何應欽. . . 台北: 正中書局. 1974. 鑒及這種對於遣返工作的合作，後來造成經濟界對國民政府的不滿，導致今日中國陷於苦境的事實，決心發出這種運輸命令的中國政府對我們的好意，實在是很大的。
229. ↑  . 北京: 五洲传播出版社. 2005.
230. ↑  何應欽. . . 台北: 正中書局. 1974. 當遺返之際，無論軍人或僑民，都准許除了被蓋之外，各帶行李三十公斤，及僑民一千日元，軍人五百元的現款。
231. ↑  何應欽. . . 台北: 正中書局. 1974. 岡村：……駐日盟軍曾指示陸軍大臣發佈減少行李的命令，我也接到同樣命令，可是，我故作不知，未加理睬……。
232. ↑  何應欽. . . 台北: 正中書局. 1974. 岡村：……因此，自一九四五年十一月起至一九四六年七月止，在短短十個月期內二百萬人終獲全部遺返完畢……
233. ↑  . world.people.com.cn. 新华社. 2015-04-30  [2021-06-29]. （原始内容存档于2021-08-01） –人民网.
234. ↑  .   [2003-08-23]. （原始内容存档于2003-08-15）.
235. ↑  . www.xinhuanet.com. 新华社.   [2021-06-29]. （原始内容存档于2021-07-17）.
236. ↑  「全國慶祝勝利 明日勝利日放假一天」《大公報》，1945-09-02
237. ↑  70年前的今天胜利之日 举城狂欢 （页面存档备份，存于），《每日新報》，2015-09-03
238. 1 2  . 《抗戰勝利70周年特刊》 (明報報業). 2015-09-02: 2.
239. ↑  中央人民政府政务院.《政务院規定九月三日为抗日战争胜利纪念日的通告》
240. ↑  第十二届全国人大常委会第七次会议s:全国人民代表大会常务委员会关于确定中国人民抗日战争胜利纪念日的决定
241. ↑  . 新华网. 2014-02-27  [2014-04-03]. （原始内容存档于2014-03-29）.
242. ↑  . 环球新军事.   [2015-08-23]. （原始内容存档于2015-08-31）.
243. ↑  张宇韶. . 端传媒. 2017-01-17  [2017-01-18]. （原始内容存档于2017-01-19）.
244. ↑  . 腾讯网. 2017-01-10  [2017-01-11]. （原始内容存档于2017-01-11）.
245. ↑  教育部基础教育二司, , 教基二司函（2017）1号, 2017-01-03
246. ↑  . 新华网. 2017-01-11  [2017-01-11]. （原始内容存档于2017-01-13）.
247. ↑  . 中央通訊社. 2017-01-10  [2017-01-16]. （原始内容存档于2017-01-12）.
248. ↑  抗戰勝利暨臺灣光復紀念碑 （页面存档备份，存于），臺北市中山堂管理所
249. ↑  【更新】抗戰70周年紀念幣 台銀已售罄！ （页面存档备份，存于），臺灣蘋果日報
250. ↑  抗日战争纪念网 （页面存档备份，存于）.电影
251. ↑  .   [2016-06-01]. （原始内容存档于2016-05-21）.
252. ↑  雷志龙. . 北京青年报. 2016-05-12  [2016-06-01]. （原始内容存档于2016-06-16）.
253. ↑  .   [2015-09-09]. （原始内容存档于2016-08-06）.
254. ↑  . 新华网. 2009-05-25  [2011-05-29]. （原始内容存档于2011-04-24）.